# Història de Xile

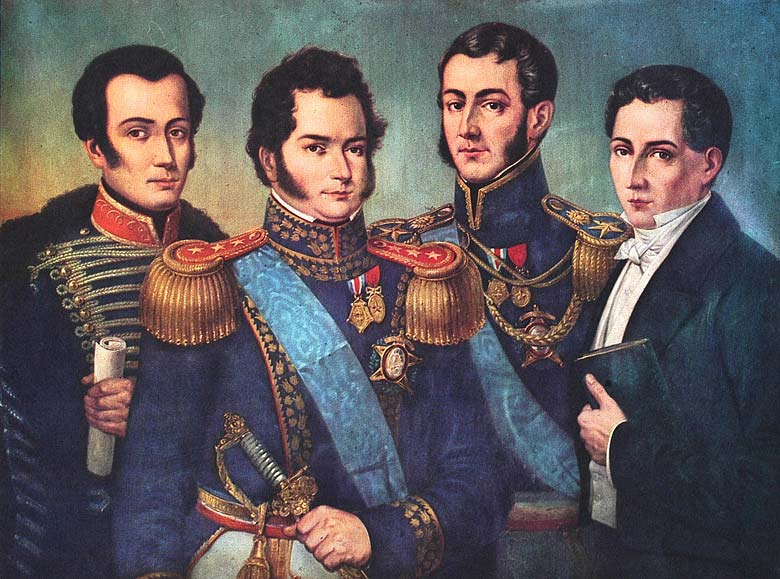
Els anomenats «fundadors de la República de Xile» (d'esquerra a dreta): José Miguel Carrera, Bernardo O'Higgins, José de San Martín i Diego Portales; oli de 1854 d'Otto Grashof

La història de Xile es divideix generalment en dotze períodes que abasten des del començament del poblament humà del territori de l'actual Xile fins a l'actualitat:
- El període prehispànic correspon a la història de les diferents ètnies ameríndies presents al territori, estenent-se des al voltant de l'any 14.800 aC. fins a l'arribada dels espanyols.
- A partir de 1492, es van iniciar les exploracions europees en el continent americà. El 1520, Fernão de Magalhães i la seva expedició van ser els primers europeus en arribar a Xile pel sud a través de l'estret que avui porta el seu nom, i el 1536, Diego de Almagro va comandar una expedició fins a la Vall de l'Aconcagua i el nord de l'actual Xile.
- El tercer període correspon a la conquesta espanyola, que es va estendre entre 1536 i 1598 amb la Guerra d'Arauco, durant la qual els espanyols van estar prop de ser exterminats pels indígenes maputxes.
- El període colonial cobreix una mica més de dos segles, entre 1598 i 1808, lapse marcat per l'establiment de les institucions colonials.
- El denominat període de la Independència de Xile es va desenvolupar des que Napoleó Bonaparte va capturar al rei espanyol Ferran VII el 1808 fins a l'abdicació de Bernardo O'Higgins el 1823. Va estar marcat per la guerra entre patriotes i realistes. La Pàtria Vella, iniciada amb un cabildo obert el 18 de setembre de 1810, va arribar a la seva fi amb la derrota patriota en el desastre de Rancagua el 1814, que va donar inici a el període conegut com La Reconquesta. Els patriotes supervivents van fugir a la ciutat argentina de Mendoza, on es van aliar amb el governador de la província, el general José de San Martín, i van formar l'exèrcit Alliberador dels Andes. La reconquesta va acabar en 1817 amb la batalla de Chacabuco, en la qual l'exèrcit Alliberador va derrotar l'exèrcit realista. El triomf militar definitiu es va donar l'any següent en la batalla de Maipú.
- El període entre 1823 i 1830 es caracteritza per la recerca d'un ordenament institucional adequat que donés forma a l'Estat, però durant aquest període, la lluita per l'organització es va fer més turbulenta per les constants lluites entre l'aristocràcia, els oficials militars i els ideòleg
- Entre 1831 i 1861, va tenir lloc el període de la República Conservadora. Va estar marcat per la posada en vigor de la Constitució de 1833, establerta per Diego Portales, amb un govern fort i centralitzador. Malgrat alguns intents de subversió, es va mantenir l'estabilitat institucional i el país va conèixer la prosperitat econòmica.
- El vuitè període, conegut com la República Liberal, que es va estendre des de 1861 fins 1891, va estar caracteritzat per una major estabilitat política i va permetre una extensió del territori cap al sud i el nord.
- A partir de la guerra civil de 1891, va començar la República Parlamentària, que es va perllongar fins a la promulgació de la Constitució de 1925. El Congrés Nacional va dominar la política i el president esdevenir una figura pràcticament sense autoritat. El país es va urbanitzar i es van crear els primers sindicats.
- La República presidencial va marcar un canvi en les institucions, amb la Constitució de 1925, fins al cop d'estat de 1973. Tres partits van dominar la política: els radicals, els demòcrata-cristians i els socialistes. Nombroses empreses públiques van ser creades en aquest període. El seu final va estar marcat pel triomf de l'esquerra i les idees socialistes.
- Després del cop d'estat de l'11 de setembre de 1973 que va enderrocar al president Salvador Allende, una dictadura militar va ocupar el poder, amb una junta de govern dirigida pel general Augusto Pinochet. Desenes de milers d'opositors van ser arrestats, torturats o assassinats, fins i tot a l'estranger, mentre que altres van ser expulsats o condemnats a l'exili. Amb l'ajuda dels Chicago Boys, Pinochet va portar endavant una política econòmica liberal, i una nova constitució va ser adoptada en 1980.
- Finalment, la transició cap a la democràcia és el període actual que comença a partir de 1990, a l'assumir la presidència Patricio Aylwin i es caracteritza per un fort presidencialisme emparat per la constitució de 1980.

## El Xile prehispànic
La glaciació Würm-Wisconsin va durar uns 50.000 anys aproximadament. Segons els científics, el «Pont de Beríngia» en condicions de ser transitat va durar uns 5.000 anys en la seva primera etapa i 15.000 anys en la seva segona etapa. A partir d'aquí, una teoria postula que l'home va anar cap al sud fins a arribar a l'actual territori xilè, tot i que la Teoria del poblament primerenc proposa altres alternatives, entre elles migracions circumpacífiques.
Les restes arqueològiques més antigues de Xile han estat ubicats a Monte Verde (regió de Los Lagos), c. 12.800 aC (a la fi de el Paleolític superior), convertint-lo en el primer assentament humà conegut a Amèrica. Fa uns 10.000 anys, els nadius americans migrants es van establir a les valls fèrtils i a les zones costaneres de l'actual Xile. El Xile prehispànic va albergar més d'una dotzena de societats americanes diferents. Les actuals teories actuals són que l'arribada inicial dels humans al continent es va produir o bé al llarg de la costa del Pacífic cap al sud, en una expansió força ràpida, molt anterior a la cultura Clovis, o fins i tot a la migració trans-Pacífica. Aquestes teories estan recolzades en troballes al jaciment arqueològic de Monte Verde, que precedeix la cultura Clovis en milers d'anys. Entre els llocs d'assentament humà precoç dels poblats humans de Xile s'inclouen la Cova del Mylodon i el tub de lava del cràter del volcà Pali Aike. Algunes restes trobats a la cova Fell, un jaciment arqueològic de Terra del Foc, el lloc habitat més austral de Xile, indiquen que la presència humana es remunta al 7.000 aC.

Mapa de les migracions humanes fora d'Àfrica[5]
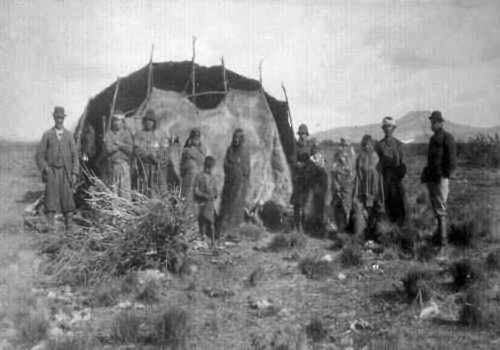
Els maputxes són actualment la principal comunitat aborigen a Xile
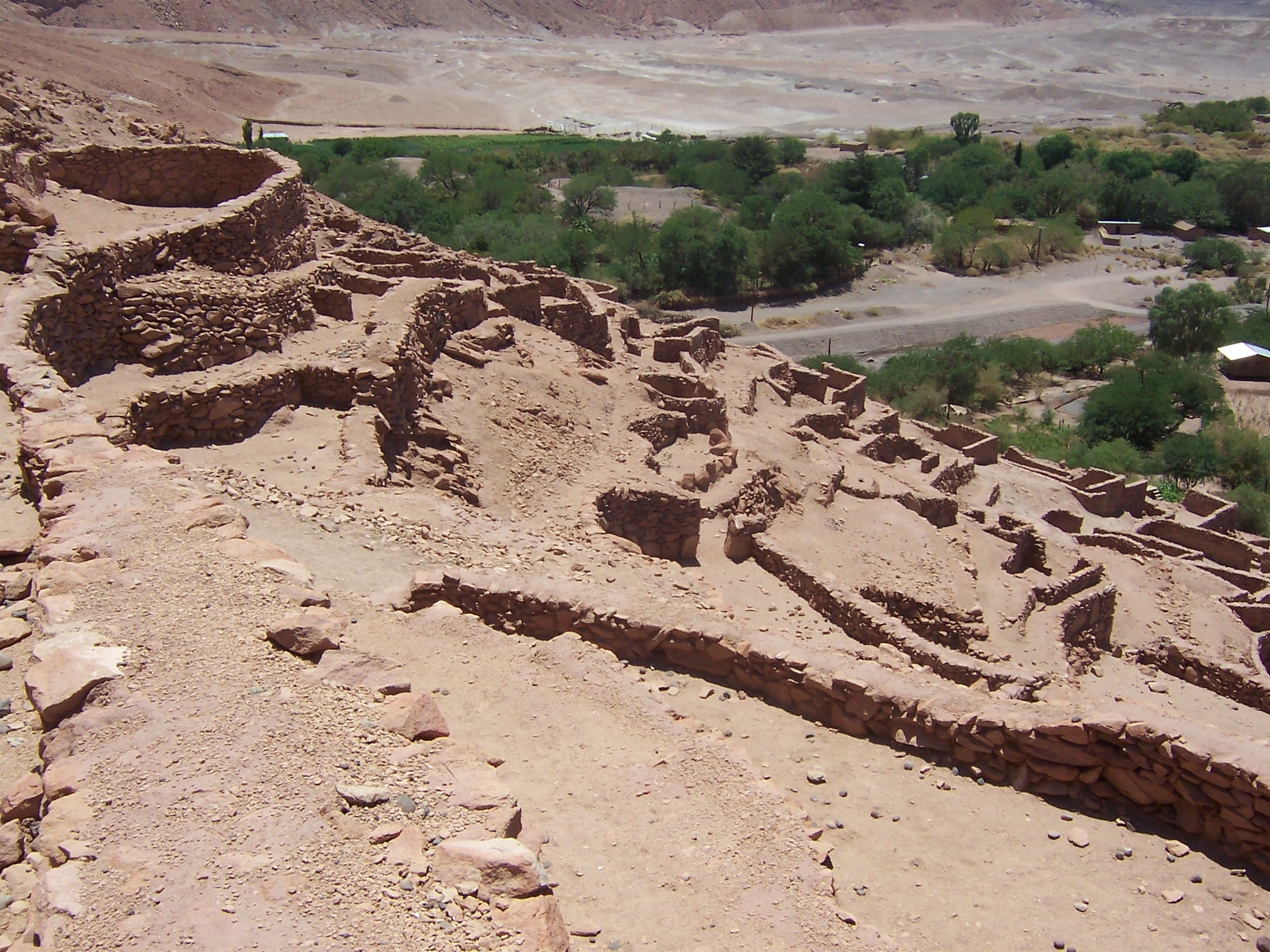
El pucará de Quitor, un assentament defensiu d'Atacama
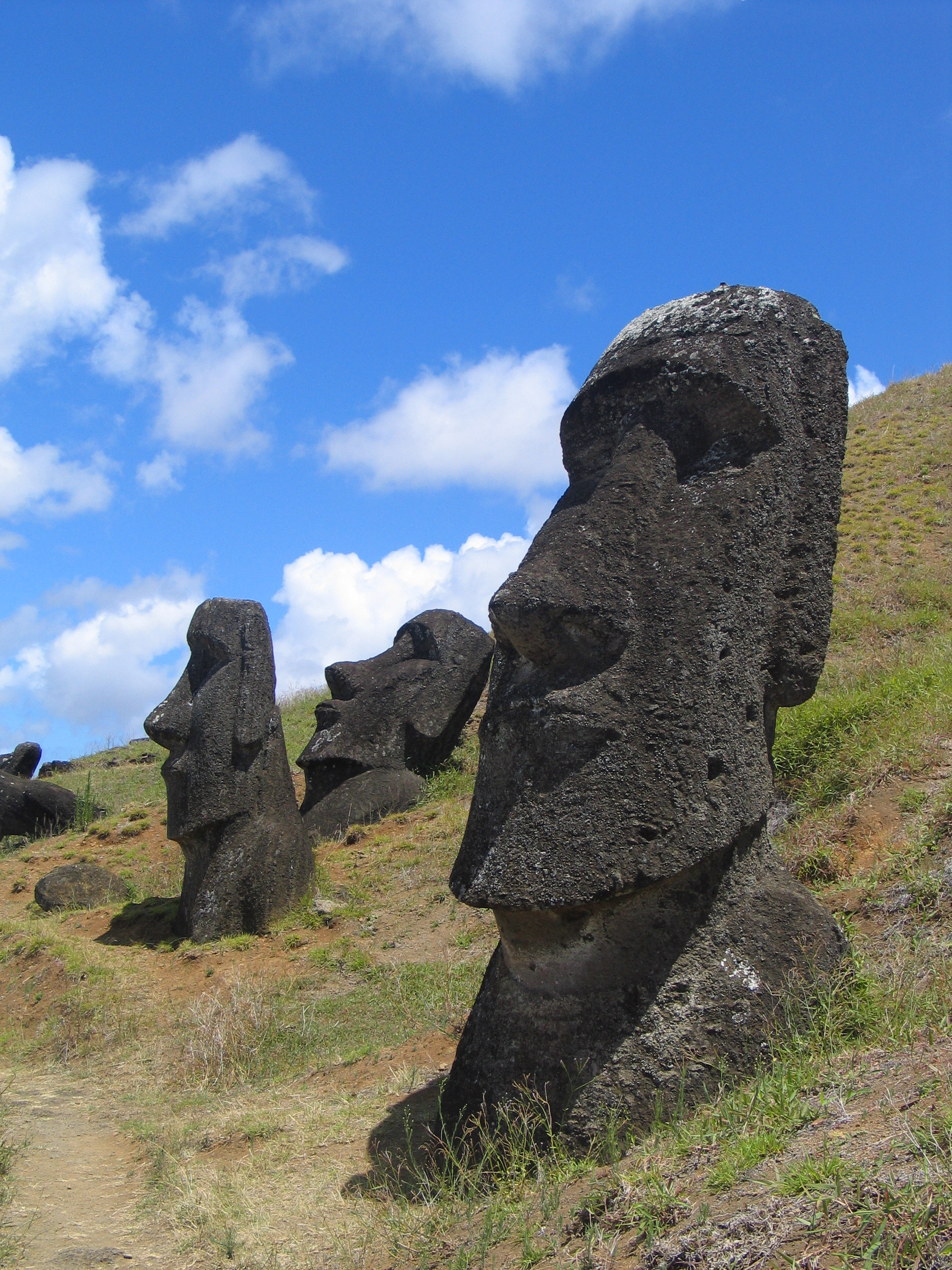
Moai en Rano Raraku, Illa de Pasqua

Els canvis climàtics del 6.000 aC van alterar dràsticament els costums dels paleoindígenes xilens que van haver d'adaptar-se a un nou entorn; es va formar el desert d'Atacama, van desaparèixer moltes espècies i l'oceà Pacífic va delimitar les costes actuals. Aquests indígenes van haver de adaptar-se a un clima molt més càlid de què estaven acostumats, de manera que molts es van traslladar des del nord cap a les costes i la vall central. Així, es van formar els principals grups indígenes xilens: atacames i aimares al nord gran, diaguites al nord petit, els changos a la costa septentrional, la gran família dels maputxes a la vall central fins al seno de Reloncaví, i els tehueltxes, chonos, alacalufes, onas i yaganes a la Patagònia.

Mapa dels pobles indígenes de Xile

Malgrat aquesta diversitat, és possible classificar els indígenes en tres grans grups culturals:
- el nord, que va desenvolupar riques artesanies i va ser influenciat per les cultures pre-incaiques
- la cultura araucana, que va habitar la zona entre el riu Choapa i l'illa de Chiloé, i va viure principalment de l'agricultura
- la cultura patagona composta per diverses tribus nòmades, que subsistien a través de la caça i la pesca i la caça.

El territori actual de Xile va ser el menys poblat de tot el continent americà, habitat per diversos grups indígenes abans de l'arribada espanyola. A l'inici, aquests estaven organitzats en grups tribals nòmades, en el que es coneix com a «societat primitiva», evolucionant després fins a arribar a convertir-se en societats vilatanes sedentàries. D'alguns milers de paleoindis existents en el setè mil·lenni aC, la població va augmentar fins a 1,2 milions d'indígenes al segle xvi de la nostra era.
Durant el segle xv, la cultura dels pobles indígenes seria influenciada per l'expansió de l'Imperi Inca, que va estendre breument el seu poder al que ara és al nord de Xile, on recollia tributs de petits grups de pescadors i d'agricultors, però no van poder establir una forta presència cultural a la zona. Aquesta expansió va començar amb l'inca Pachacútec, i va ser culminada sota la direcció dels inques Túpac Yupanqui i Huayna Cápac. Aquests últims van avançar cap al sud per sotmetre als pobles aimares, atacames, diaguites i picunxes, però van trobar una resistència ferotge i, per tant, no van poder exercir el control al sud. Durant els seus intents de conquesta el 1460 i de nou el 1491, els inques van establir forts a la vall central de Xile, però no van poder colonitzar la regió. Els maputxes van lluitar contra l'inca Túpac Yupanqui i el seu exèrcit. Finalment, els inques van establir la frontera meridional del seu imperi al nord del riu Maule després de la batalla del Maule, que es va convertir en el límit entre l'Imperi Inca i les terres maputxes fins a l'arribada dels espanyols.

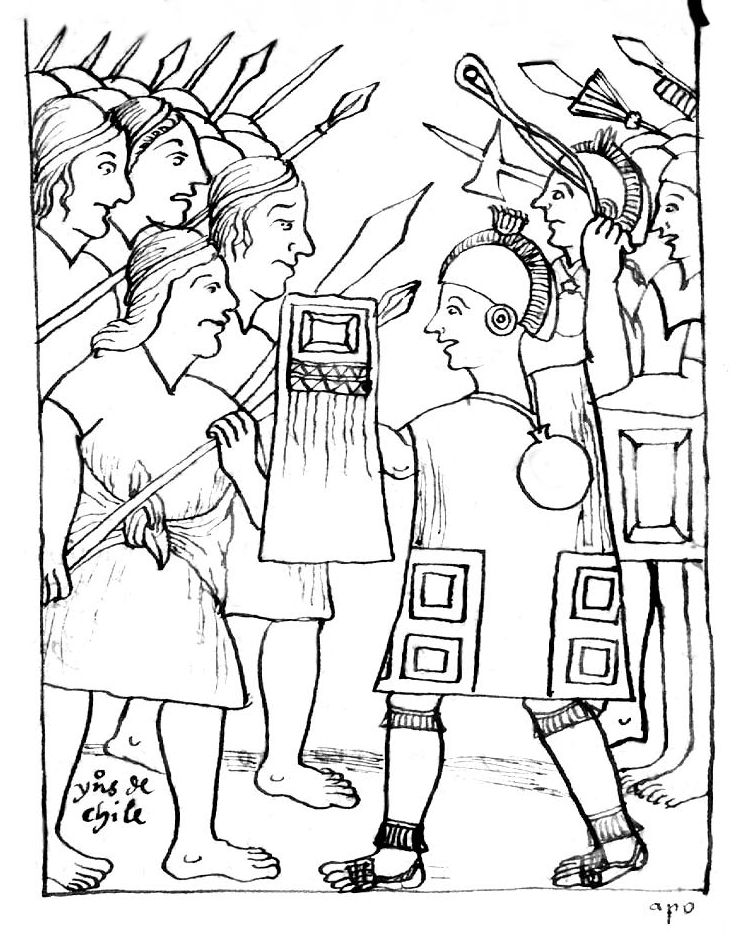
Dibuix d'Huamán Poma de Ayala de la confrontació entre els maputxes (esquerra) i els inques (dreta)

Al mateix temps, a l'illa de Pasqua es va desenvolupar una cultura de característiques polinésicas molt avançada malgrat el seu aïllament. L'antic poble rapa nui va desenvolupar un sistema d'escriptura desaparegut en l'actualitat i va construir enormes escultures conegudes com a moais. No obstant això, aproximadament entre els segles xvi i xviii, es va produir una crisi que provocaria una guerra civil, la qual arrasaria amb la majoria dels vestigis d'aquesta civilització.
Els araucans, una societat fragmentada de caçadors, recol·lectors i agricultors, constituïen el grup més gran dels aborígens americans de Xile. Era un poble mòbil que es dedicava al comerç i la guerra amb altres grups indígenes, que vivia en grups familiars dispersos i petits poblats. Tot i que els araucans no tenien llengua escrita, utilitzaven una llengua comuna. Els que vivien al centre de Xile utilitzaven el reg. Els del sud van combinar l'agricultura d'artigatge amb la caça. Dels tres grups araucans que van resistir als intents de confiscació del seu territori van ser els maputxe, que significa «gent de la terra». Els investigadors especulen que la població araucana total podria haver-se comptat amb 1,5 milions com a màxim quan els espanyols van arribar a la dècada del 1530; un segle de conquesta i malalties europees va reduir aquest nombre almenys a la meitat. Durant la conquesta, els auracans van afegir ràpidament cavalls i armament europeu al seu arsenal de maces i arcs i fletxes. Es van convertir en adeptes a atacar els assentaments espanyols i, tot i que en un nombre en declivi, van assolir aturar l'expansió dels espanyols i els seus descendents fins a finals del segle xix. El valor dels auracans va inspirar els xilens a idealitzar-los com els primers herois nacionals, un estatus que no va servir de res per millorar el nivell de vida miserable dels seus descendents.
La Patagònia xilena situada al sud del riu Calle-Calle de Valdivia estava habitada per moltes tribus, principalment tehueltxes, que els espanyols els van considera gegants durant el viatge de Magalhães de 1520. El nom Patagònia prové de la paraula «patagón» que va utilitzar Magalhães per descriure els nadius a qui la seva expedició va pensar que eren gegants. Es creu que els patagons eren en realitat tehueltxes amb una alçada mitjana d'1,80 m, en comparació amb els 1,55 m de mitjana dels espanyols de l'època.

## El descobriment de Xile
Els primers europeus a reconèixer l'actual territori xilè van ser els integrants de la flota del portuguès Fernão de Magalhães, en el seu viatge de circumnavegació del planeta sota les ordres del rei d'Espanya Carles I. Després de salpar des de Sanlúcar de Barrameda el 26 de setembre de 1519 i de reconèixer gran part de les actuals costes brasileres i argentines, Magalhães va descobrir l'estret que comunica l'oceà Pacífic amb l'Atlàntic el 1r de novembre de 1520 (aquesta data és recordada per la historiografia xilena com la de la descoberta de l'actual territori xilè). Magalhães va nomenar aquest estret Estret de Tots Sants, el qual posteriorment es va canviar el nom per Estret de Magallanes en honor del seu descobridor.
No obstant això, el primer explorador de gran part de l'actual territori xilè va ser Diego de Almagro, soci de Francisco Pizarro en la conquesta de Perú. Les disputes que tenia amb Pizarro pel repartiment de les riqueses del destruït Imperi Inca, principalment per la possessió del Cusco, el van portar a aventurar-se a les terres de sud. Almagro va partir del Cusco al juliol de 1535. Molts historiadors creuen que una de les raons del viatge d'Almagro va ser el rumor de l'existència d'un regne més ric al sud de Perú, anomenat «Paititi», rumor que podria haver sorgit de manera intencionada com a forma de dispersar les tropes conqueridores i així permetre una rebel·lió nativa.

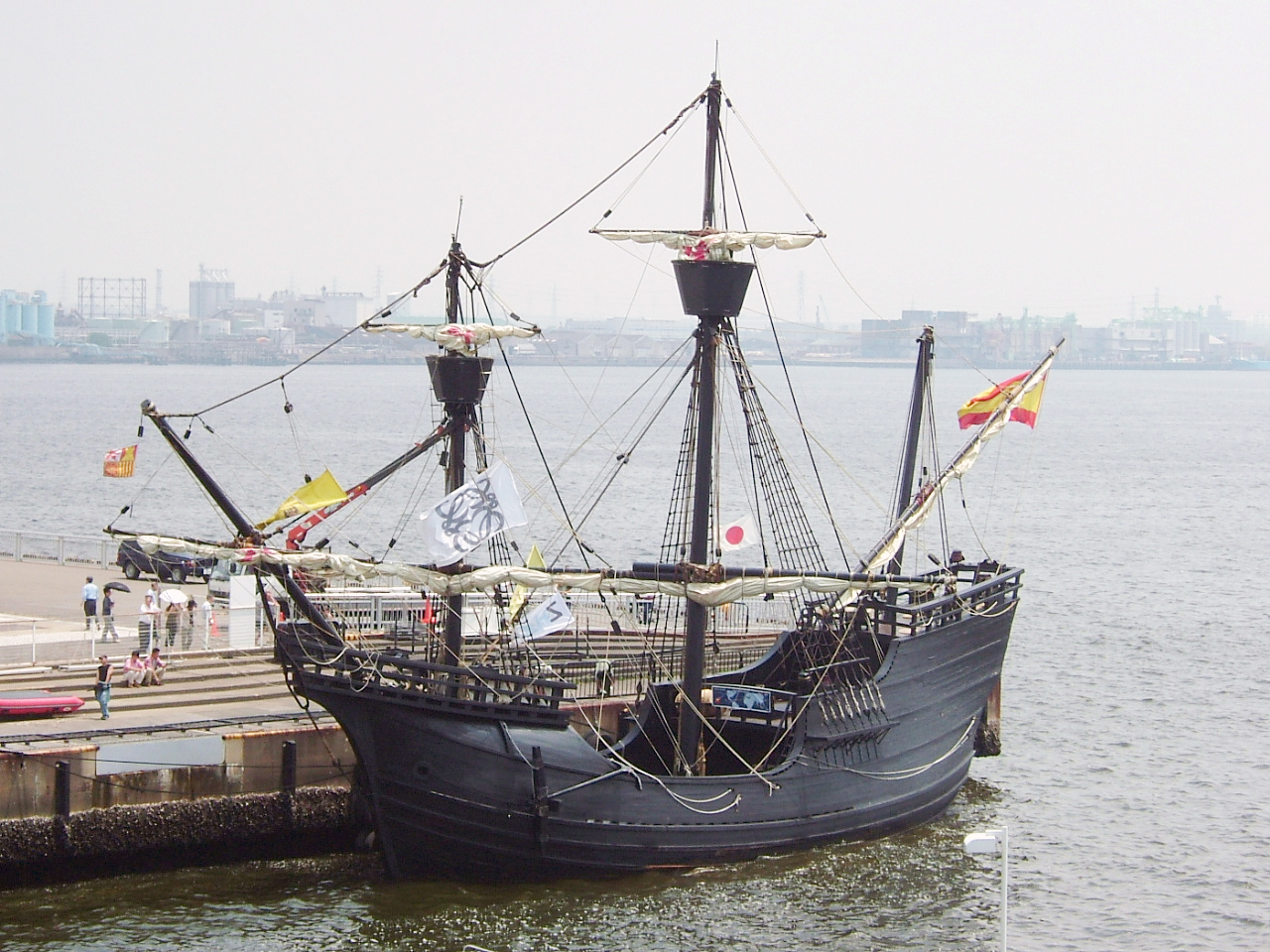
Rèplica de la nau Victoria, l'única de les cinc naus de Magalhães que va tornar a Espanya el 1522, sent la primera a circumnavegar el món
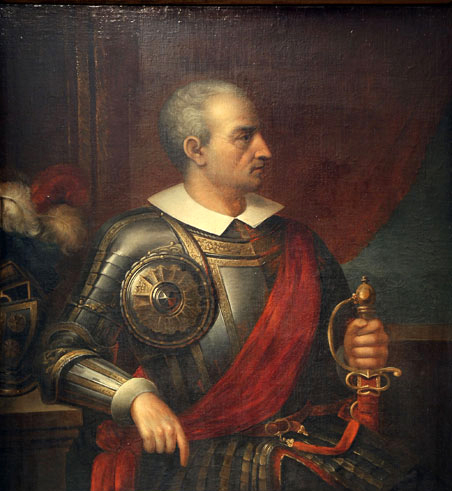
Diego de Almagro pintat per Domingo Mesa el 1873
Governacions de Nova Castella i Nova Toledo. La disputa per la ciutat del Cusco va ser el motiu que va originar les guerres civils entre els conqueridors del Perú

Després de recórrer el camí de l'Inca, creuant territoris corresponents a les actuals Bolívia i Argentina septentrional, Almagro va creuar la serralada dels Andes amb funestos resultats; gran part de la seva comitiva va morir durant la travessia a causa d'hipotèrmia. Després de més de nou mesos, Almagro finalment va arribar a la vall de Copiapó el 21 de març de 1536.
Almagro va organitzar el reconeixement de la seva governació denominada Nova Toledo, com havia estat anomenat el territori cedit al conqueridor per part del monarca espanyol, sense trobar les riqueses que tant buscava. Un enfrontament en Reinohuelén, a l'aiguabarreig dels rius Ñuble i Itata, entre els indígenes maputxes liderats per Vitacura i una de les patrulles espanyola a càrrec de Gómez de Alvarado, és considerada la primera batalla de l'anomenada Guerra d'Arauco.
Decebut i cansat del dur viatge, el 1536 va decidir tornar a Nova Toledo, prenent la ruta d'Arequipa a Cusco, on es va rebel·lar contra Pizarro el 1537.

## La conquesta de Xile
En 1540, Pedro de Valdivia, autoritzat per Francisco Pizarro, va dur a terme una segona expedició, amb la qual es va iniciar el període de La Conquesta. Al diferència de Diego de Almagro, va prendre la ruta del desert d'Atacama.
A l'arribar a la vall de Copiapó, va prendre solemne possessió en nom del rei d'Espanya d'aquesta terra i la va nomenar Nova Extremadura, en record a la seva terra natal. Va renovar la marxa cap a la vall de l'Aconcagua, on el cacic Michimalonco va intentar aturar-lo sense èxit.

El 12 de febrer de 1541 va fundar la ciutat de Santiago de Nova Extremadura (l'actual Santiago de Xile) als peus del Turó Santa Lucia, anomenat Huelén en mapudungún. Als pocs mesos, Valdivia va ser proclamat pel cabildo com a Governador i Capità General de Nova Extremadura. Inicialment va rebutjar el càrrec, però finalment el va acceptar l'11 de juny de 1541. Tot i que Valdivia va trobar poc or a Xile, va poder veure la riquesa agrícola de la terra. Va continuar les seves exploracions per la regió a l'oest dels Andes, va fundar més d'una dotzena de ciutats, i va establir les primeres comandes.

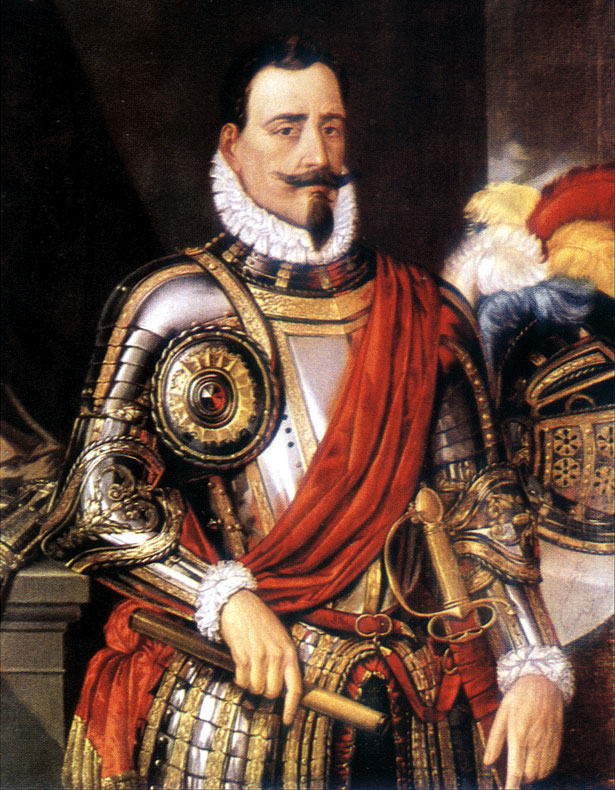
Pedro de Valdivia en un retrat de 1854, per Federico Madrazo
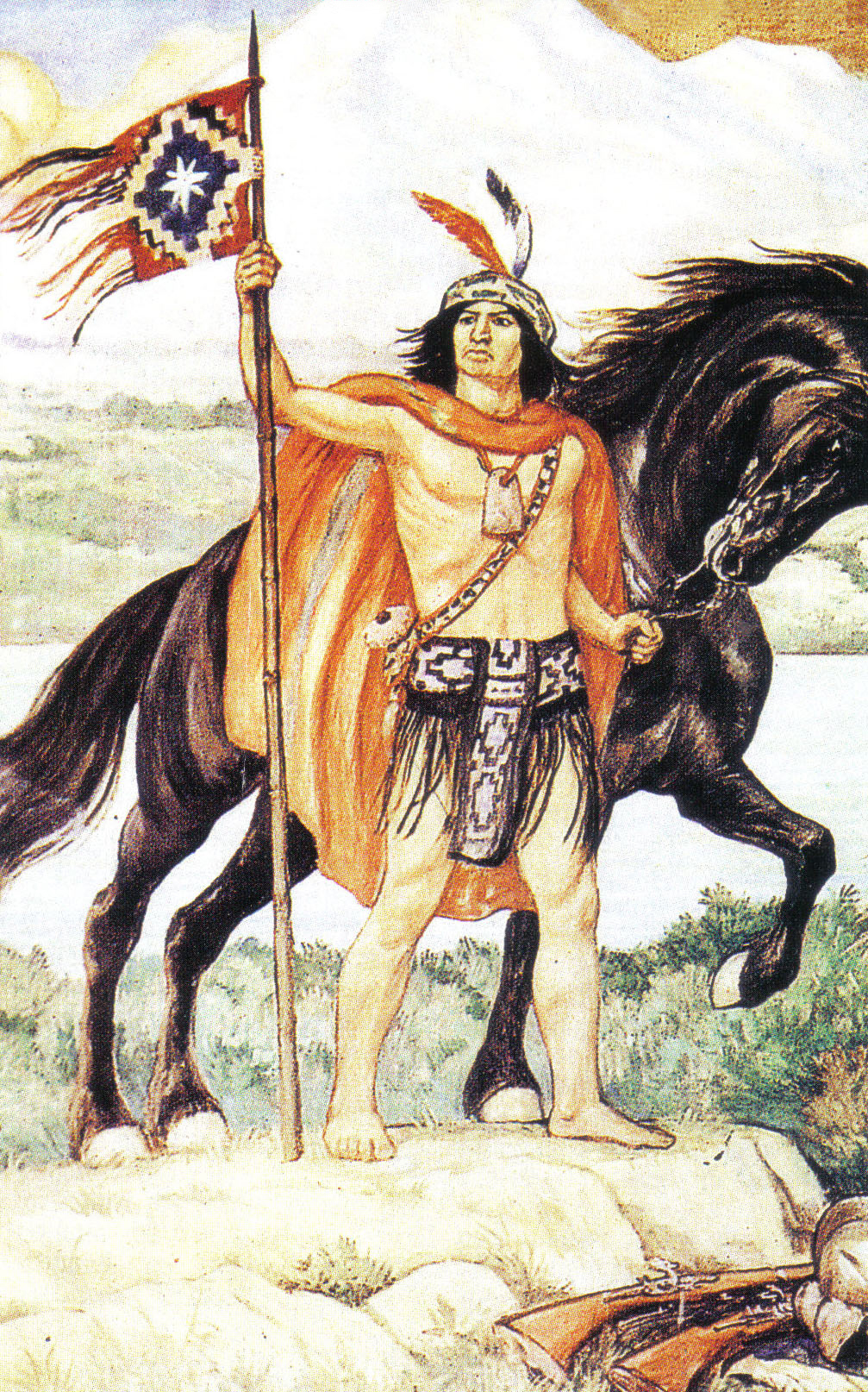
Lautaro, habitualment considerat com el major estratega maputxe, segons un retrat idealitzat de Pedro Subercaseaux
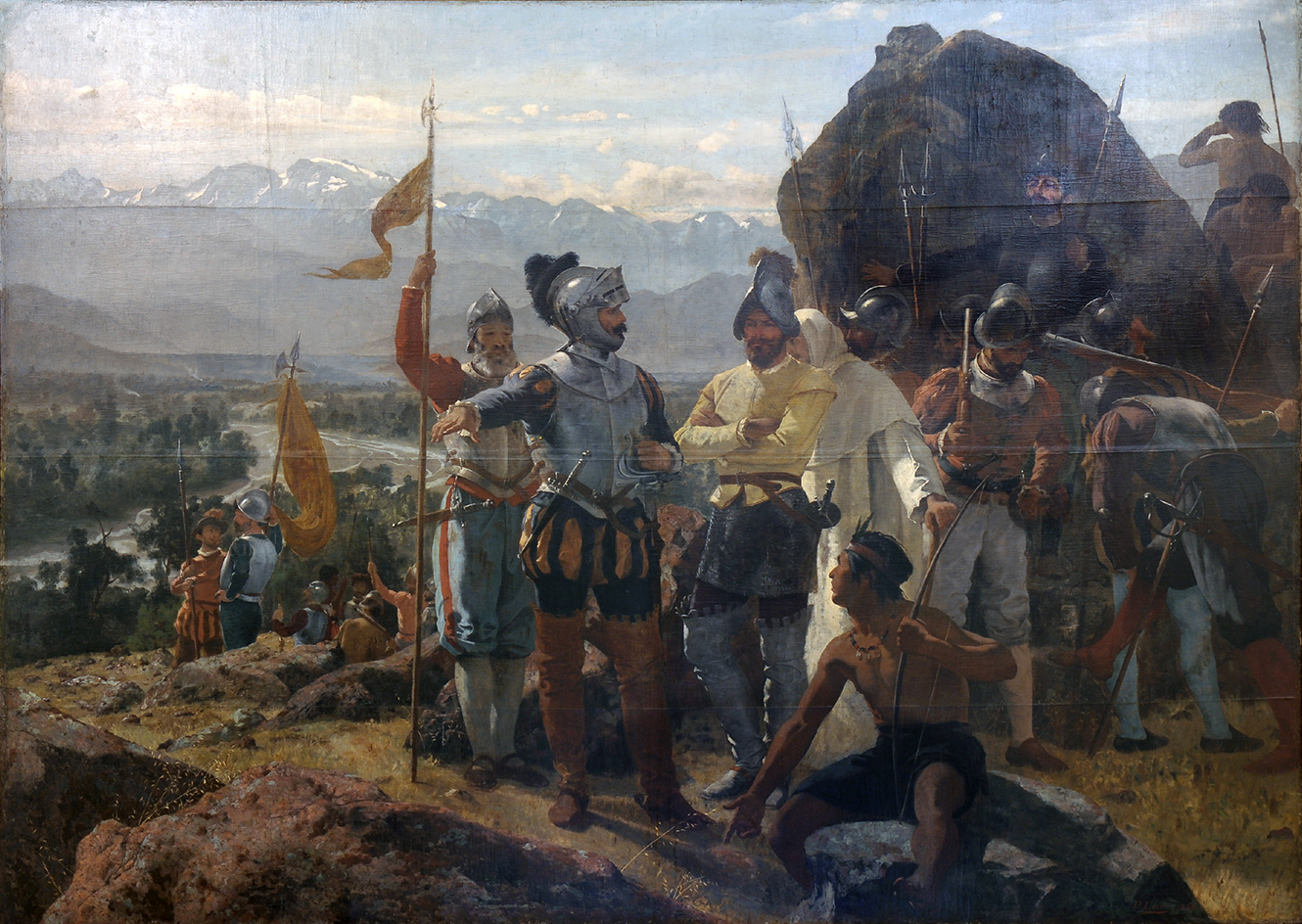
Fundació de Santiago de Nueva Extremadura. Oli de 1888 de Pedro Lira
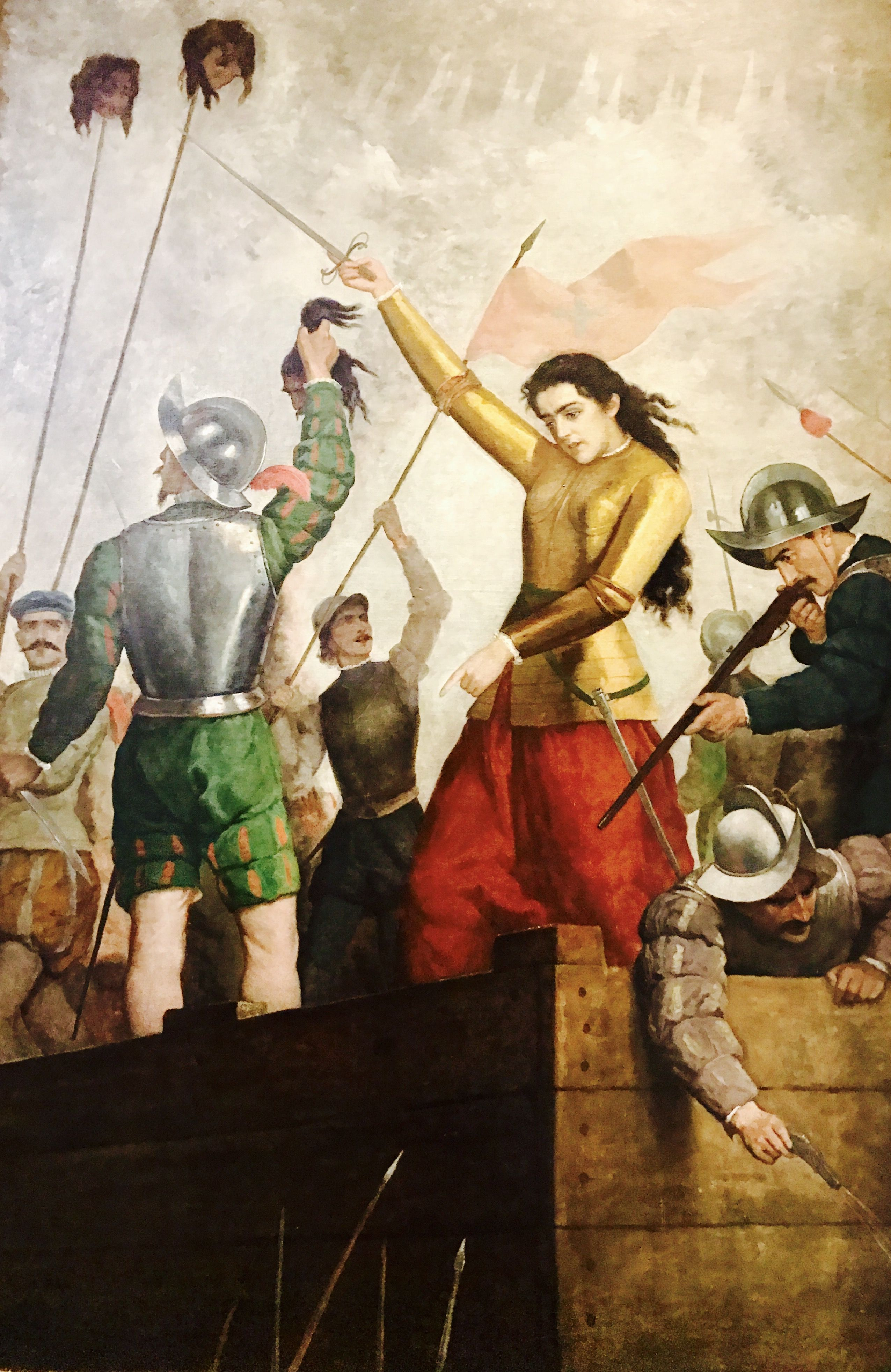
Inés de Suárez durant la destrucció de Santiago el 1541. Oli de 1897 de José Ortega

L'11 de setembre de 1541, Michimalonco va liderar una emboscada a la recentment fundada ciutat de Santiago, destruint-la gairebé per complet. Inés de Suárez va ser fonamental en la defensa de la ciutat.
En aquesta primera etapa es va lluitar contra els indígenes de nord de país, intentant consolidar la dominació espanyola en aquells territoris; quan es va disposar de més tropes, es va iniciar l'ocupació dels territoris situats més a sud. També es va iniciar la fundació d'altres ciutats: Villanueva de La Serena (1544), La Concepción de Maria Puríssima del Nuevo Extremo (1550), La Imperial (1552), Santa Maria la Blanca de Valdivia (1552), Santa Maria Magdalena de la Villa Rica i Los Confines de Angol (1553).
En 1553, el país semblava definitivament pacificat, però els maputxes, dirigits per Lautaro i Caupolicán, van iniciar una insurrecció. Pedro de Valdivia va perdre la vida en un dels combats. El nou governador, García Hurtado de Mendoza y Manríquez (1557), posterior virrei de Perú (1589-1596), va reconstruir les ciutats destruïdes, però no va aconseguir vèncer totalment la resistència dels indígenes.
Sent governador Rodrigo de Quiroga, el 16 de desembre de 1575, un terratrèmol i un sisme submarí va assolar la zona sud, destruint les ciutats de La Imperial, Villarrica, Valdivia i Castro. Estudis recents calculen, a partir de les descripcions del fenomen i danys produïts, una magnitud propera als 8,5 graus en l'escala de Richter.
En 1598, els maputxes van començar a atacar de nou i es va produir el Desastre de Curalaba, que gairebé va acabar amb l'intent de colonització de Xile. Les ciutats a sud del riu Bío Bío van ser destruïdes, amb excepció de Castro, que només va resultar parcialment destruïda després de ser presa per una aliança maputxe-neerlandesa segellada el 1599, però la ciutat seria reconquerida després del Combat de Castro el 1600.
Després successius combats de la Guerra d'Arauco, es va establir una frontera tàcita entre la colònia espanyola i les terres sota dominació maputxe al riu Bio Bío, des d'on es van iniciar després perilloses revoltes.

## La Colònia
Finalitzada l'anomenada Conquesta, es va iniciar un període que duraria més de dos segles, durant els quals s'estendria i consolidaria la dominació espanyola en el territori, només resistida pels maputxes.
El «Regne de Xile» constituïa administrativament una Governació i Capitania General, amb capital a Santiago. Al front de la mateixa es trobava el governador i capità general, assessorat per la Reial Audiència, presidida pel mateix governador, raó per la qual se li denominava indistintament president o governador. L'Audiència, a més de servir d'òrgan consultiu del governador, tenia les funcions de tribunal d'apel·lacions de el regne.

A partir de la destrucció de les ciutats i viles de sud del territori a finals de segle xvi, el control efectiu exercit pels espanyols es reduïa a la Vall Central fins al riu Bío Bío. A l'est de la Serralada dels Andes, el territori xilè incloïa el Corregiment de Cuyo, conformat per la part poblada de les actuals províncies argentines de Mendoza, San Juan i San Luis. Cuyo va ser separada de Xile l'any 1776, per incorporar-se al recentment creat Virregnat del Riu de la Plata. En teoria, incloïa també amplis territoris en l'actual Patagònia argentina, en els quals no es van establir poblacions permanents.

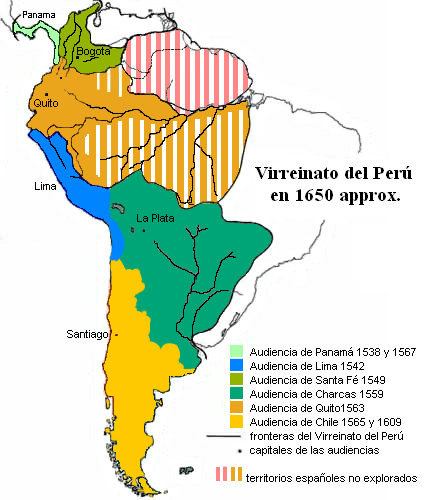
Mapa del Virregnat del Perú, 1650
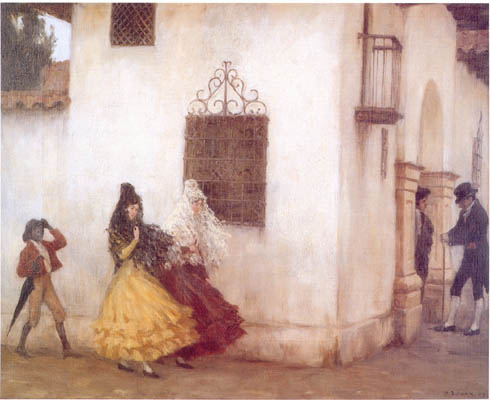
Vida en Xile durant el periode colonial. Oli de Pedro Subercaseaux, 1909
Mapa dels corregiments colonials de Xile, 1776
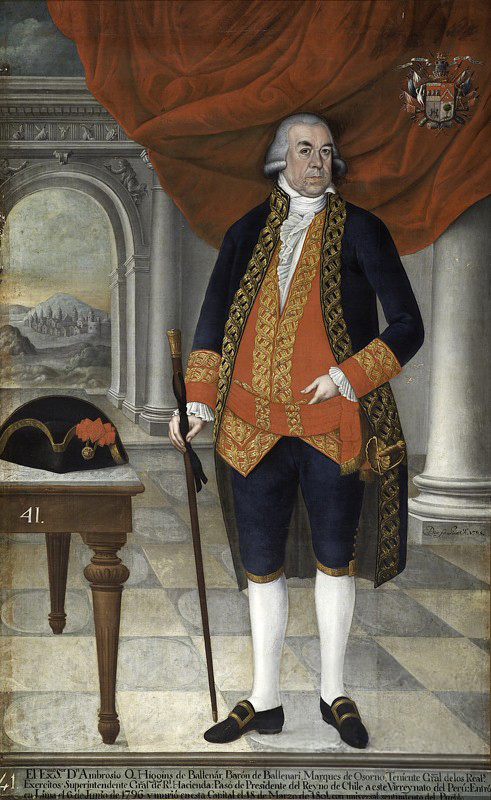
Ambrosio O'Higgins, governador de Xile entre 1788 i 1796

El rei Felip II va subjectar al governador a la vigilància del virrei de Perú, a l'expressar en una reial cèdula de 1589 que havia de «guardar, complir i executar les seves ordres, i avisar-lo tot el que allí s'oferís de consideració». A partir d'aquesta norma, els virreis van entendre que la relació entre tots dos era d'efectiva dependència; però, en alguns casos, la relació del governador va ser directa amb el rei i en altres va passar pel virrei de Perú. La base de la relació va ser la reial cèdula abans esmentada; no obstant això, hi va haver altres posteriors que van perfilar el tipus de relació efectiva entre la capitania i el virregnat. Per exemple, mitjançant reials cèdules, es va autoritzar als virreis a intervenir a Xile només en cas d' «enrenou i tumult». Es va facultar als virreis a posar en pràctica estratègies militars en la guerra d'Arauco (guerra defensiva) i després es va ordenar directament al governador de Xile a implantar-les (guerra ofensiva). També es va facultar als virreis per a remoure al governador, atribució que els va ser posteriorment negada. Pel que fa als recursos militars (armes, soldats, etc.) i el proveïment comercial, la capitania va dependre del virregnat. L'administració de justícia de la capitania era autònoma del virregnat, llevat de la Inquisició, que corresponia a un delegat de Lima, i els judicis de comerç, que van dependre del consolat de Lima fins al 1795. En la governança, la relació va ser fluctuant, depenent del període, les instruccions que enviava el rei i fins i tot les personalitats de les respectives autoritats (virreis i governadors) i no hi va haver mai una annexió formal de la capitania al virregnat. A més, en certs períodes, per qüestions estratègiques de seguretat del virregnat (per exemple, davant amenaces de corsaris), els virreis van intervenir directament en el govern de Xile, fins i tot per pròpia iniciativa. Així mateix, alguns governadors van acostumar consultar o demanar instruccions sobre temes urgents al virrei, per la gran distància que els separava del rei, que es trobava a Espanya. Finalment, en 1798, a propòsit d'una disputa entre el virrei O'Higgins i el governador Avilés, el rei Carles III va declarar que Xile era independent del virregnat «com sempre s'havia d'haver entès».
La Guerra d'Arauco tindria, al llarg de la colònia, diverses etapes d'alta bel·ligerància i altres més pacífiques (guerra ofensiva, guerra defensiva i parlaments). A més, els governadors espanyols van haver d'enfrontar-se, durant la segona meitat de segle xvii, a les repetides incursions de corsaris anglesos. Per al sosteniment de l'exèrcit es va establir, en 1600, el real situado, una subvenció de la Corona espanyola pagada amb càrrec al tresor del virregnat de el Perú.
La situació geogràfica de Xile, apartat de les principals rutes terrestres i marítimes, va ser un dels inconvenients més greus amb què va ensopegar la colonització del país. Això, sumat al constant estat de guerra en què es trobava la capitania, van convertir a Xile en una de les zones més pobres de l'Imperi espanyol a Amèrica. Els intercanvis amb el Perú van ser la base de l'activitat comercial de la capitania; posteriorment, encara que estava legalment prohibit, s'establiria un comerç regular amb Buenos Aires.
El segle xvii s'ha caracteritzat econòmicament com el «segle del sèu», doncs aquest article, al costat del charqui i el cuir, es va convertir en el principal producte d'exportació al Perú, el que va permetre l'obtenció d'importants dividends a una economia precària, d'escassa capacitat de producció en àrees dedicades a la ramaderia. Al seu torn, el segle xviii s'ha anomenat el «segle del blat», ja que en aquest es va formar una nova estructura social agrària, que va permetre un ampli desenvolupament de l'agricultura i una important quantitat d'exportacions d'aquest cereal al virregnat. De fet, a partir de 1687, Xile va esdevenir el «graner del Perú», ja que en aquesta data el virregnat va ser assolat per una plaga que va afectar gran part de les seves valls conreables. També es va desenvolupar la mineria, amb alguns jaciments de coure, or i plata.
Encara que existia un sistema de monopoli, el contraban es va activar en forma ostensible durant el segle xviii, amb l'arribada de naus procedents dels Estats Units d'América, França i Anglaterra. Només l'establiment de la llibertat de comerç amb Espanya, el 1778, va permetre un intercanvi més continu amb la metròpoli.
Durant aquest període, es van produir diversos terratrèmols de gran magnitud. Entre d'altres, l'ocorregut el 13 de maig de 1647, que va destruir gran part de la ciutat de Santiago; el del 15 de març de 1657, que va danyar totalment a Concepción i va generar un tsunami; i el del 8 de juliol de 1730, que va tornar a danyar seriosament a Santiago i Valparaíso.

## La independència de Xile
El 1808, l'Imperi espanyol vivia en un creixent estat d'agitació. A Xile van arribar les notícies de la invasió napoleònica a Espanya i la captivitat de Ferran VII, en l'època que havia assumit García Carrasco com a governador de Xile. Després d'un escàndol per un cas de contraban, García Carrasco va renunciar el1810. El militar més antic de Xile en aquesta època era Mateo de Toro y Zambrano, que per aquesta raó va haver de prendre interinament el comandament. Per aquesta època s'havia propagat fortament entre els criolls el moviment juntista, és a dir, el de reemplaçar la governació espanyola per una junta de notables que conservés el govern mentre durés la captivitat del sobirà.

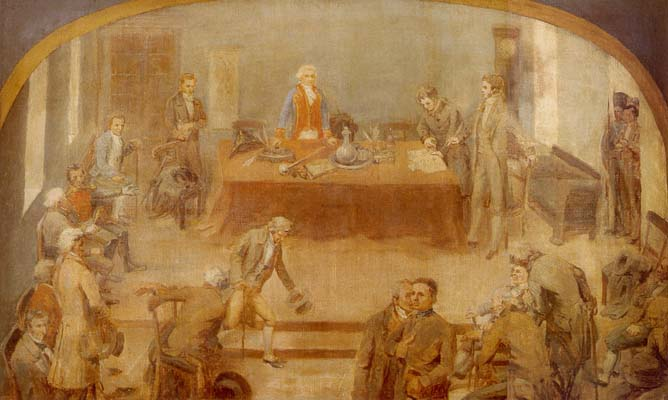
Primera Junta de Govern Nacional, per Nicolás Guzmán
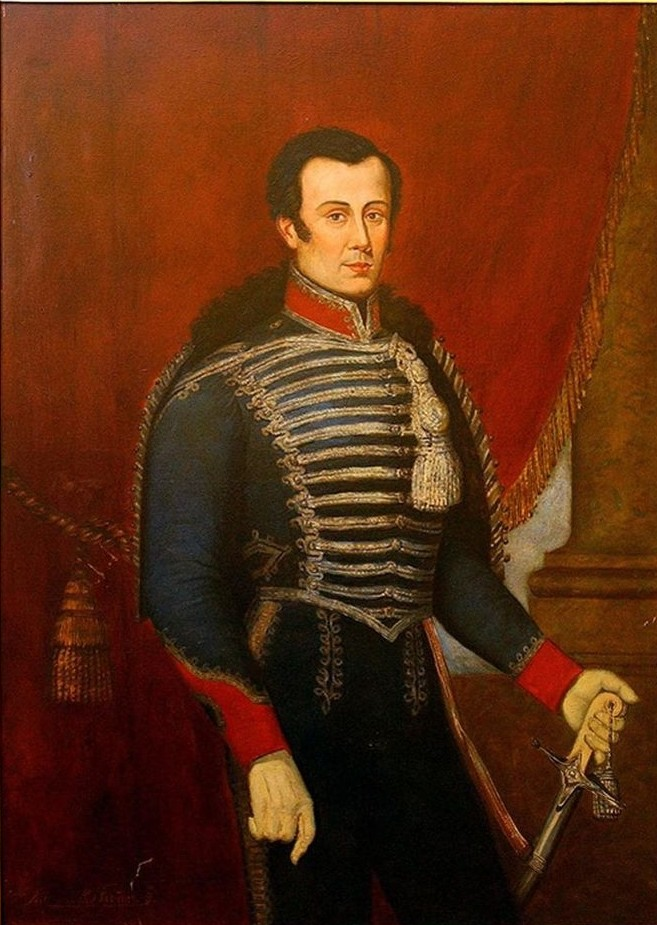
José Miguel Carrera
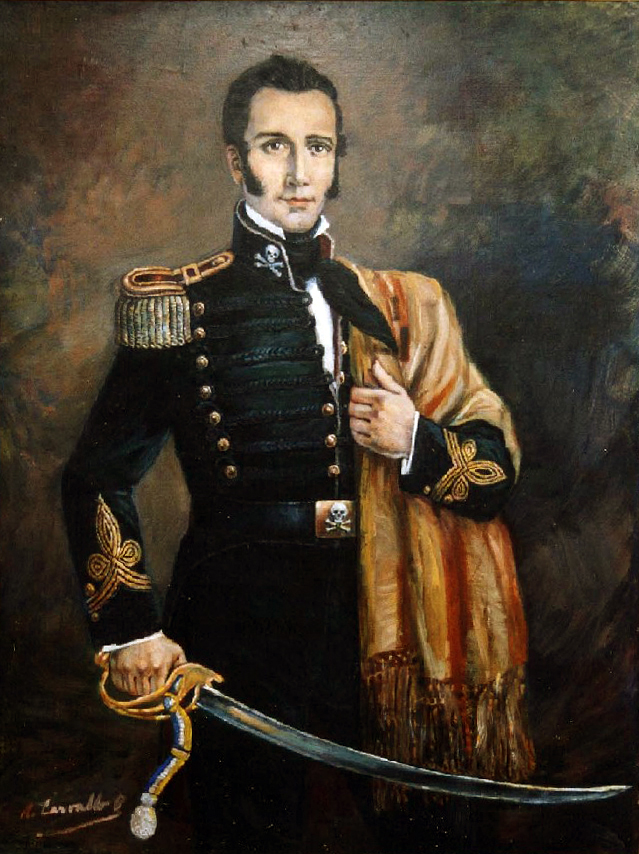
Manuel Rodríguez

El governador va acceptar la convocatòria a un cabildo obert per decidir l'establiment d'una junta de govern. Així, el 18 de setembre de 1810, es va formar la Primera Junta Nacional de Govern de Xile, de la qual va ser nomenat president el mateix Toro i Zambrano.

### La Pàtria Vella
Després de la defunció de Toro i Zambrano, el lideratge polític va ser assumit per Juan Martínez de Rozas, sota els auspicis del qual va ser convocat el Primer Congrés Nacional. Després aixafar la contrarevolució de Tomàs de Figueroa, es van celebrar les eleccions, de les quals va sorgir una àmplia majoria de diputats de tendència moderada, que propugnaven una major autonomia sense arribar a la separació completa de l'Imperi espanyol; per la seva banda, la minoria dels exaltats predicava la independència absoluta i instantània.
En un començament, el govern transitori establert es va mantenir sense intencions independentistes. No obstant això, amb el pas dels mesos va prendre altres rumbs, especialment, a l'accedir al poder José Miguel Carrera. Es van dictar els primers textos constitucionals i lleis pròpies, i es van crear noves institucions, com l'Institut Nacional, la Biblioteca Nacional i el primer diari xilè, l'Aurora de Chile.
La història dels anys que va seguir a l'arribada de Carrera al poder van ser de constant enfrontament entre el sector exaltat, que el seguia, i els sectors independentistes moderats, liderats per José Miguel Infante i posteriorment per Bernardo O'Higgins.

### La reconquesta espanyola
Al seu torn, amb l'arribada de tropes realistes enviades pel virrei de Perú, José Fernando de Abascal y Sousa (1806-1816), es va iniciar la Guerra de la Independència. Amb el suport de adherents locals a la causa realista, van aconseguir controlar gradualment el sud de país, mentre els desencontres entre els partidaris de Carrera i d'O'Higgins augmentaven, minant la seva capacitat de resistència. Finalment, els realistes van derrotar completament les tropes patriotes en la batalla de Rancagua, el 2 d'octubre de a 1814.
Tot Xile va caure en mans realistes, completant la Reconquesta espanyola. En aquesta etapa es van restaurar les institucions colonials, amb els governs de Mariano Osorio i Casimiro Marcó del Puente. Si bé van comptar amb importants suports locals, la crueltat amb què els patriotes van ser perseguits aviat els va alienar simpaties.
Part de la població xilena va emigrar cap a Mendoza (Argentina), mentre la resta es va acomodar a la tornada a l'antiga situació dependent d'Espanya. Alguns grups van sostenir una resistència solapada, com la Guerra de Zapa, dirigida per Manuel Rodríguez, que va col·laborar amb el governador de la Província de Cuyo, José de San Martín, que planejava una expedició per recuperar Xile per al bàndol independentista.
A l'arribar a territori argentí, les tropes es van incorporar a l'Exèrcit dels Andes, format pel general San Martín; les milícies xilenes van quedar sota el comandament de Bernardo O'Higgins.

### La Pàtria Nova
En els primers dies de l'any 1817, l'Exèrcit dels Andes, al comandament del General José de Sant Martín, que comptava inicialment amb 4000 homes i 1200 milicians de tropa d'auxili per al transports de queviures i municions, va creuar la serralada dels Andes, i el 12 de febrer de 1817, va derrotar les tropes realistes en la batalla de Chacabuco, donant inici a el període denominat «Pàtria Nova».

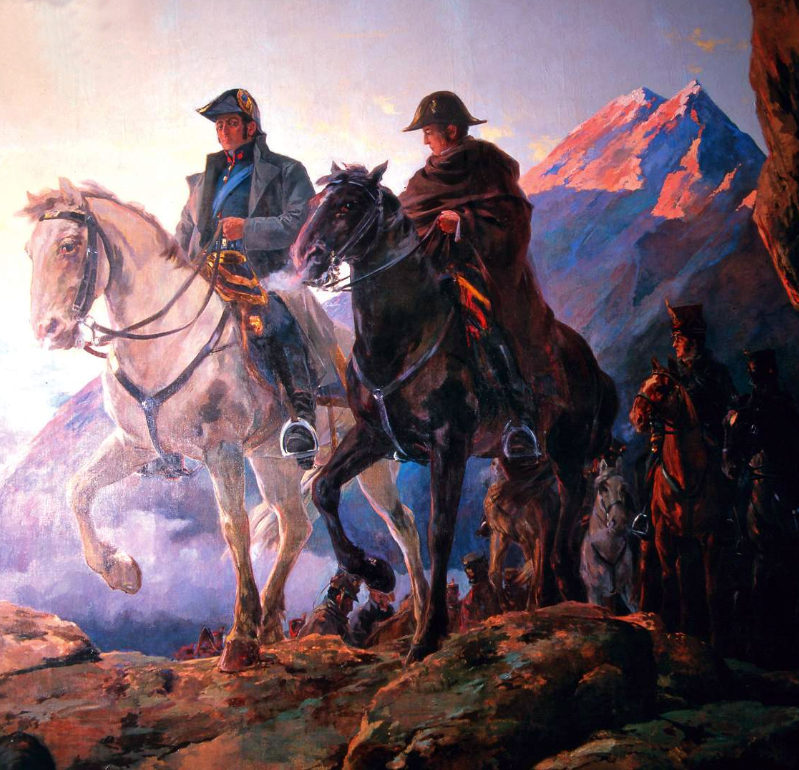
Els generals José de San Martín (esquerra) i Bernardo O'Higgins (dreta) creuant la Serralada dels Andes
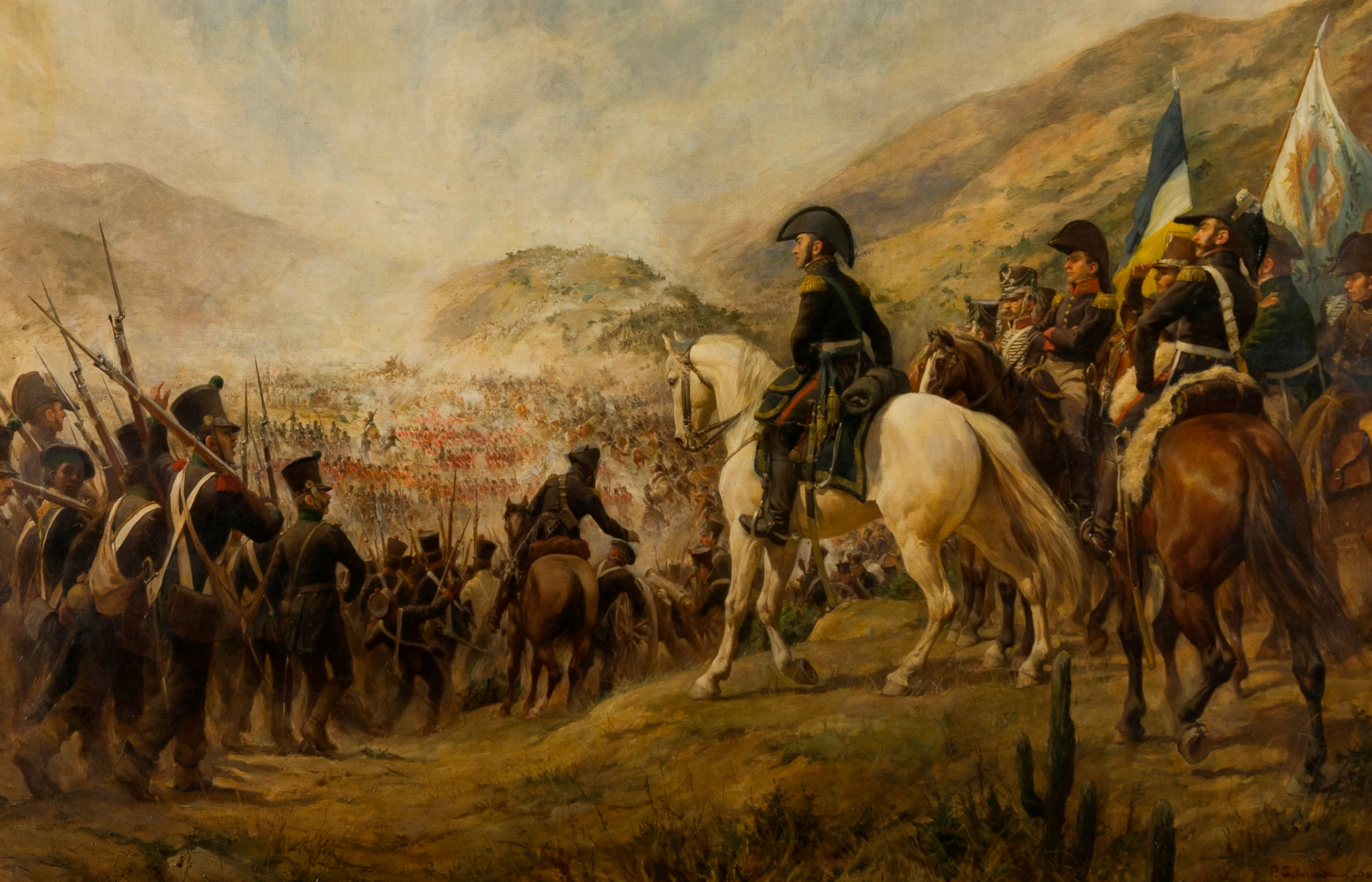
Batalla de Chacabuco
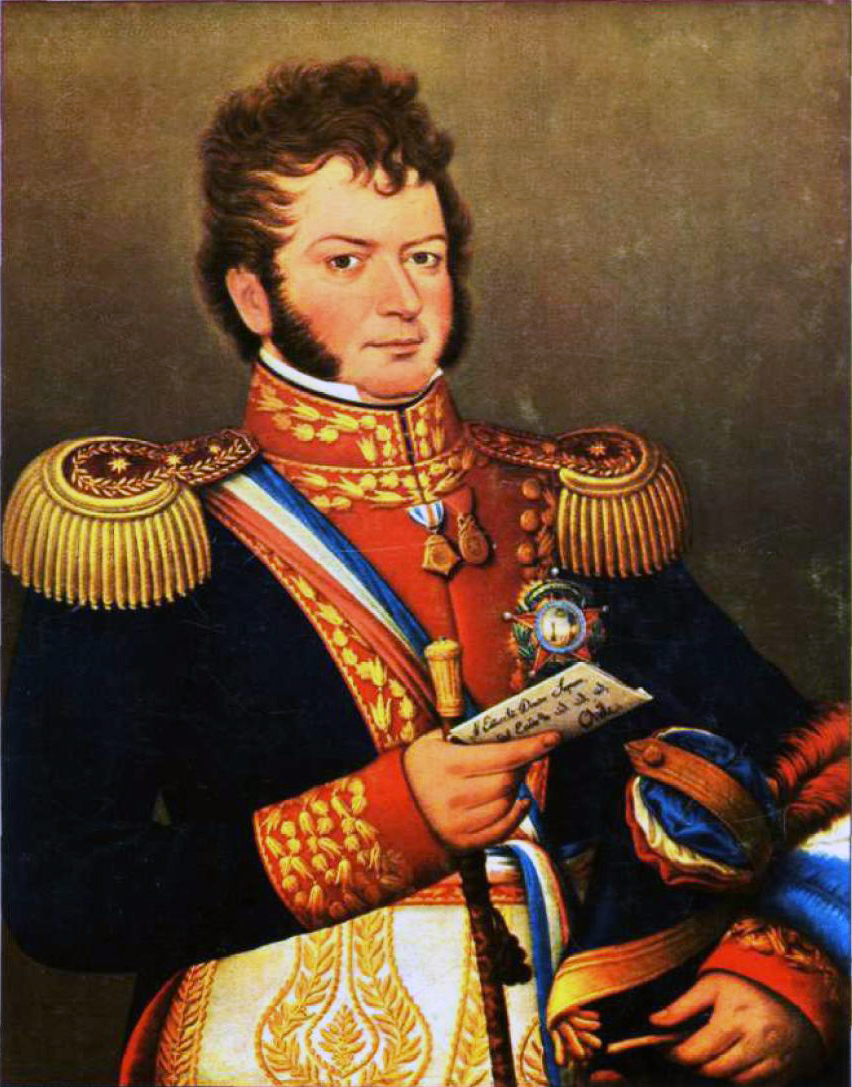
Bernardo O'Higgins

O'Higgins va ser nomenat Director Suprem i el 12 de febrer de 1818, primer aniversari de la batalla de Chacabuco, va declarar formalment la independència de Xile. La mateixa tindria la seva confirmació bèl·lica amb la victòria de l'exèrcit patriota en la batalla de Maipú, el 5 d'abril d'aquest any.
Sota el seu govern es van realitzar diverses obres d'infraestructura, es va organitzar l'Expedició Alliberadora del Perú, es va produir la captura de la ciutat de Valdivia (que encara es trobava en mans espanyoles) per part de l'almirall Thomas Cochrane, i es van promulgar dues cartes fonamentals, la Constitució de 1818 i la Constitució de 1822. Malgrat la seva participació en la Independència i els seus èxits en el govern, O'Higgins es va guanyar l'antipatia de la vila a causa del seu autoritarisme, els seus intents de mantenir-se al poder indefinidament i les acusacions dels carrerins en el sentit que havia ordenat la mort del Carrera i de Manuel Rodríguez causa de la influència de la Lògia Lautaro. Per evitar una guerra civil, O'Higgins va renunciar el 28 de gener de 1823, i al juliol de el mateix any es va exiliar al Perú.

## Organització de la República

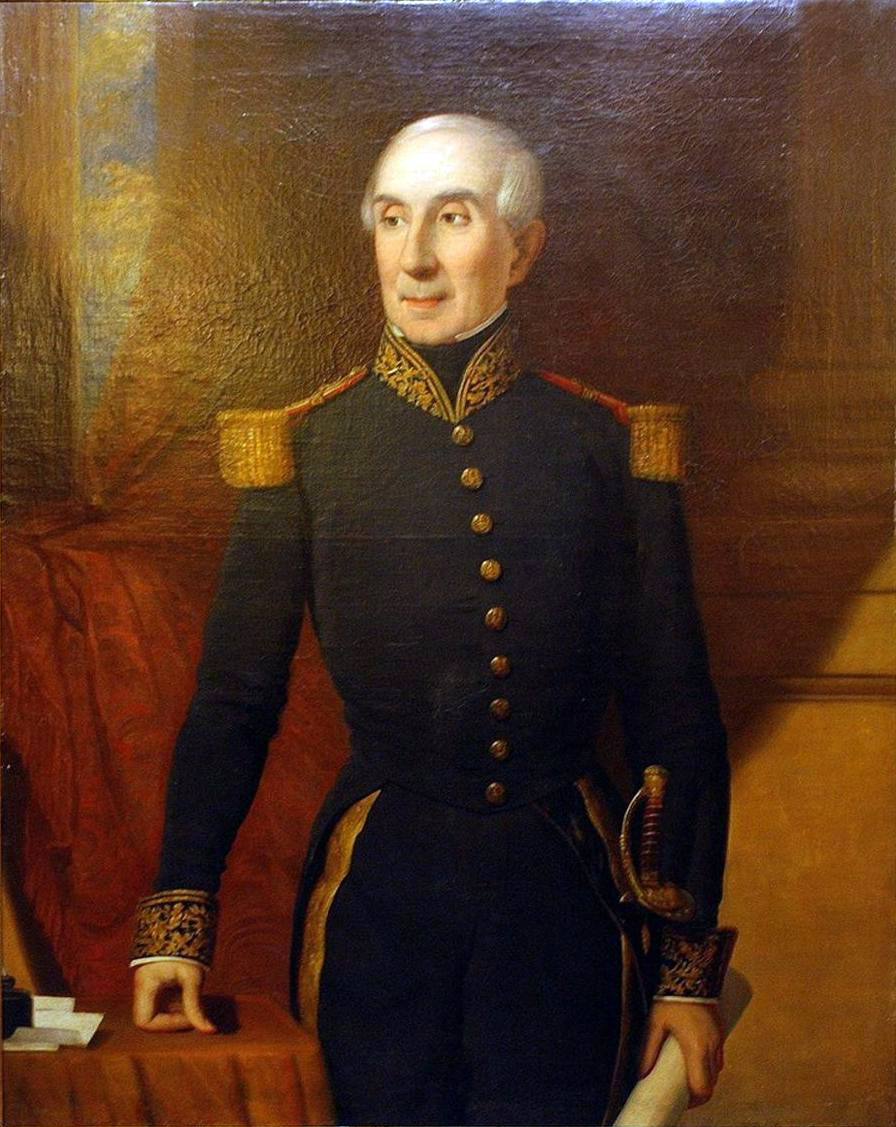
Manuel Blanco Encalada.

Després de la renúncia d'O'Higgins, el país va entrar en un llarg període d'inestabilitat política que va durar tota una dècada. El general Ramón Freire, que va assumir com a Director Suprem sent assessorat per Juan Egaña, es va dedicar a acabar amb l'últim focus de resistència colonial en Chiloé, però el constant desordre polític en què es trobava el país va ser un greu obstacle per al seu govern. Com a forma de solucionar aquest problema va ser redactada la Constitució Moralista de 1823. No obstant això, la seva complexitat va generar un gran rebuig en la població que, sumat a la crisi econòmica imperant, va provocar la caiguda de el govern de Freire.
En un ambient dominat per les picabaralles entre els grups polítics, Manuel Blanco Encalada va ser triat com el primer President de Xile. El seu curt govern va estar marcat pel domini del grup federalista i la promulgació de les Lleis Federals de 1826. Però novament aquesta legislació va ser rebutjada, el que va provocar un caos al país. Blanco Encalada va renunciar i es va establir una successió de presidents de curts períodes de govern.
En 1828, Francisco Antonio Pinto va aconseguir aprovar la Constitució de 1828 de tall liberal. En eleccions, Pinto va ser reelegit, però se li va acusar de frau electoral. A més, el Congrés Nacional va designar a José Joaquín Vicuña com a vicepresident, càrrec que havia de ser triat per votació popular. Això va provocar l'aixecament de l'exèrcit a càrrec de José Joaquín Prieto, que va controlar ràpidament el sud de Xile, donant inici a la Revolució de 1829.
Pinto i Vicuña van renunciar per evitar la guerra civil, però ja era massa tard. La unió entre conservadors (pelucones), estanqueros i o'higginistas, després de la batalla d'Ochagavía, va produir la caiguda del règim liberal i es va instaurar un govern revolucionari a càrrec de José Tomás Ovalle. Finalment, la batalla de Lircay va atorgar la victòria definitiva dels revolucionaris, causant la finalitat de el règim liberal.

## La República Conservadora
José Joaquín Prieto, després de sortir victoriós en la Revolució, va assumir com a president de la República en 1831. Al seu costat, el poder de Diego Portales va augmentar de tal manera que es va convertir en l'home més important de país.
Seguint la ideologia de Portales, de caràcter autoritari («govern obeït, fort, centralitzador, respectat i respectable, impersonal, superior als partits i als prestigis personals»), va ser promulgada la Constitució de 1833, la qual lliurava forts poders al president de la República, elegit per sufragi censatari per un període de 5 anys i reelegible per altres 5. Això va permetre que el país acabés amb el període d'anarquia dels anys anteriors, establint un període d'estabilitat (només trencada momentàniament per les revolucions de 1851 i 1859), establint les bases institucionals en què es van desenvolupar els posteriors règims, i començant a recuperar-se de la crisi econòmica.
El descobriment de plata a Chañarcillo i la venda de blat als mercats estrangers van començar a atorgar riquesa a país. No obstant això, la rivalitat dels ports de Valparaíso i el peruà del Callao pel domini del Pacífic es va agreujar amb la creació de la Confederació Perú-Boliviana d'Andrés de Santa Cruz. Portales, un dels més ferris enemics d'aquesta confederació, va ser un dels promotors de la Guerra contra la Confederación Perú-Boliviana. En el seu càrrec de Ministre de Guerra, va aconseguir que el Congrés declarés la guerra el 28 de setembre de 1836. Gran part de la vila i de l'exèrcit no estava convençut d'anar a la guerra. No obstant això, l'assassinat del mateix Portales, el 6 de juny de 1837, va ser l'al·licient necessari per a la participació en la guerra i la victòria en la batalla de Yungay, al comandament del general Manuel Bulnes, el 20 de gener del 1839.

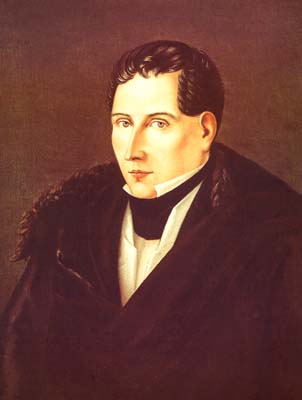
Diego Portales
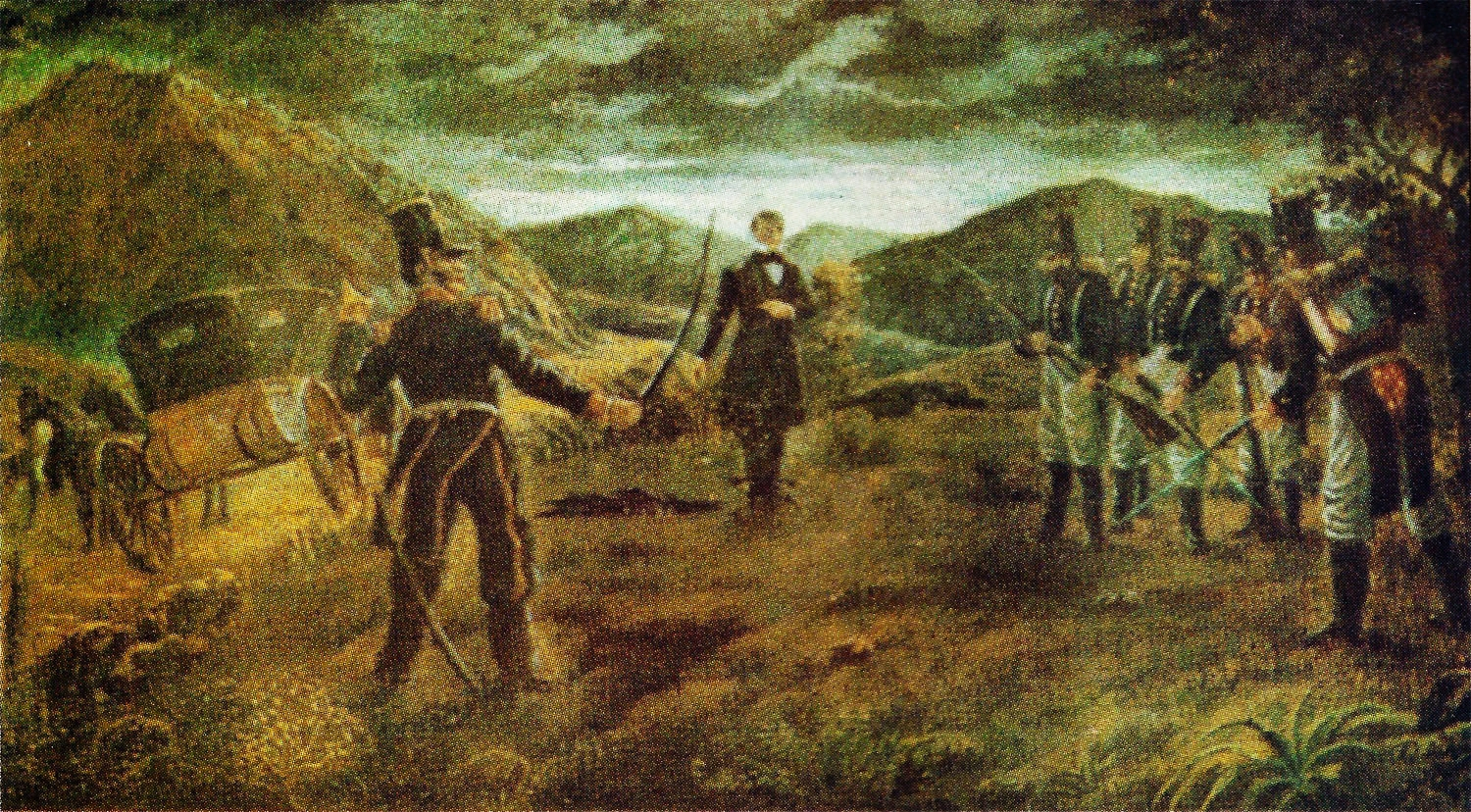
Afussellament de Diego de Portales pels sublevats
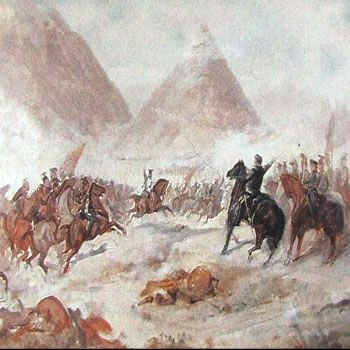
Batalla de Yungay, etapa final de la Guerra de la Confederació

En 1841, Bulnes va ser elegit com a successor de Prieto. Durant aquest període, l'economia xilena va seguir creixent. Es va inaugurar la Universitat de Xile i va començar un apogeu de la cultura amb la Societat Literària de 1842 de José Victorino Lastarria i Francisco Bilbao, entre d'altres. A més, es va donar inici a un període conegut com a Època d'Expansió amb l'establiment d'una colònia en l'Estret de Magallanes. A la fi del seu mandat, va ser aplacat un intent revolucionari per evitar l'assumpció de Manuel Montt, després de la batalla de Loncomilla, el 8 de desembre de 1851.
Junt amb el seu ministre, Antonio Varas, Montt va seguir el camí del seu predecessor. Es van construir ferrocarrils, ponts i carreteres, es va elaborar el Codi Civil d'Andrés Bello, i es va consolidar la colonització del sud de Xile, a través de la immigració alemanya a les regions de Valdivia i Llanquihue, coronada amb la fundació de Puerto Montt.
No obstant això, l'estabilitat del règim conservador va començar a trontollar. La qüestió del sacristà va donar origen a un conflicte entre l'Església catòlica i l'Estat, deixant a Montt en una cruïlla. Davant d'aquesta situació, molts conservadors es van allunyar del president i es van unir als opositors del govern, donant origen a la Fusión Liberal-Conservadora. Al postular Antonio Varas, representant al Partit Nacional (Monttvarista), com a candidat presidencial per reemplaçar a Montt, esclata una revolució en el nord de Xile al creure que aquest nou govern seria una continuació de l'autoritarisme de Montt. Finalment Varas va ser derrotat per la Fusión Liberal Conservadora el 1861.

## La República Liberal
José Joaquín Pérez, candidat d'unitat, va assumir com a president el 1861, i amb ell s'acaba el període anomenat Època dels Decennis, a causa de la durada del mandat que van tenir ell i els seus antecessors Prieto, Bulnes i Montt.
Una de les primeres situacions que va haver d'enfrontar Pérez va ser la Guerra contra Espanya. La guerra va començar com un conflicte diplomàtic entre el Perú i Espanya, nascut de l'anomenat «incident de Talambo», una baralla entre individus de les dues nacions que va acabar amb diversos ferits i dos morts, un d'espanyol i l'altre peruà. Una esquadra enviada des d'Espanya amb una missió diplomàtica i científica va protestar per la mort del seu compatriota i va exigir un càstig per als culpables. La manca d'entesa entre l'enviat espanyol i el govern peruà, unit a la informació errònia proporcionada pel primer a l'esquadra, va portar a l'ocupació espanyola el 14 d'abril de 1864 de les peruanes illes Chincha, font d'ingressos molt important per a aquell país. La signatura el 2 de febrer de 1865 del Tractat Vivanco-Parella, pel qual Perú es comprometia a pagar una indemnització va ser rebutjada per l'opinió pública peruana, donant començament a una revolta militar que portaria a l'enderrocament del president constitucional i a l'ascens al poder de coronel Mariano Ignacio Prado el 28 de novembre del mateix any. Un mes abans, Xile havia declarat la guerra a Espanya. El 14 de gener de 1866 es va signar el Tractat d'Aliança ofensiva i defensiva, celebrat entre les Repúbliques de Perú i Xile pel qual ambdós països van unir les seves forces contra Espanya.
Entre les accions bèl·liques més importants, van destacar el combat de Papudo (26 de novembre de 1865), que va tenir com a resultat la captura d'un dels vaixells espanyols i va conduir al suïcidi del Comandant General de la seva esquadra; el bombardeig de Valparaíso (31 de març de 1866), que va suposar unes pèrdues milionàries per al comerç xilè; i el combat del Callao (2 de maig de 1866), en què la flota espanyola es va enfrontar a les defenses d'aquest port peruà amb resultat indecís.

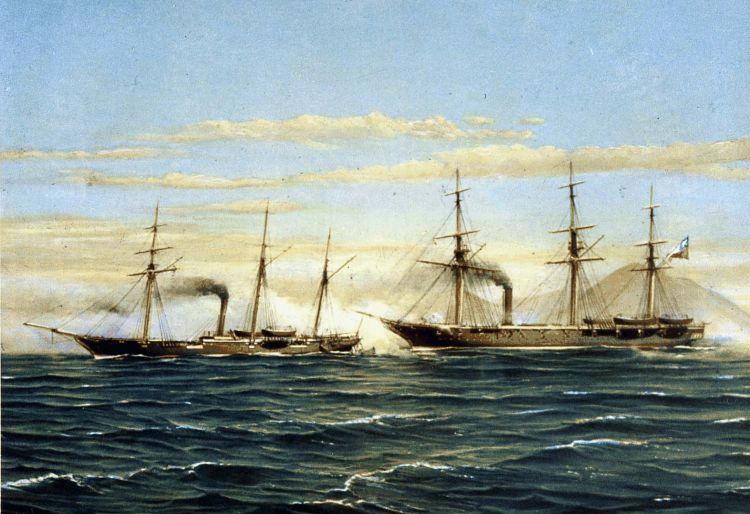
Combat naval de Papudo
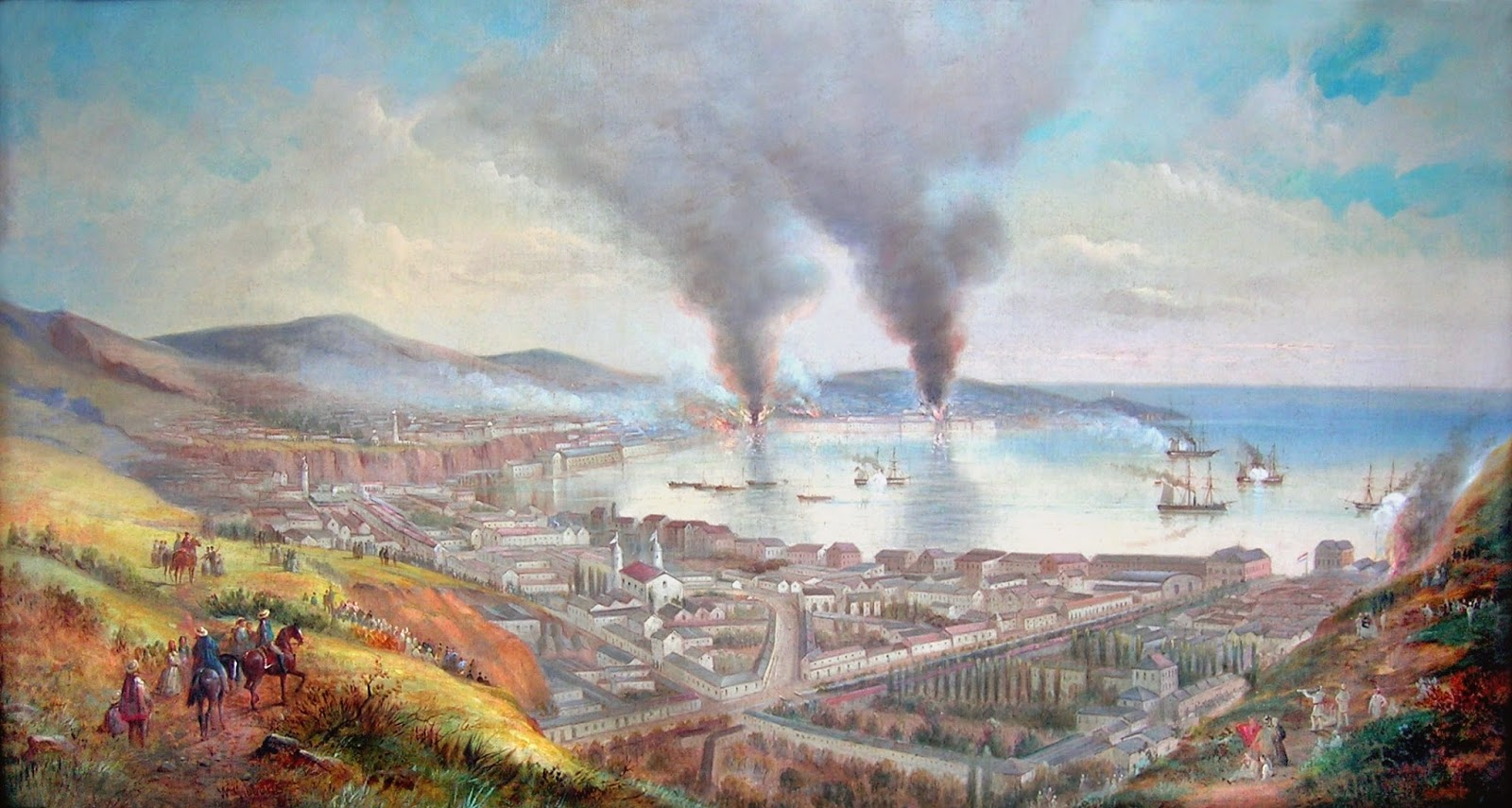
Bombardeig de Valparaíso
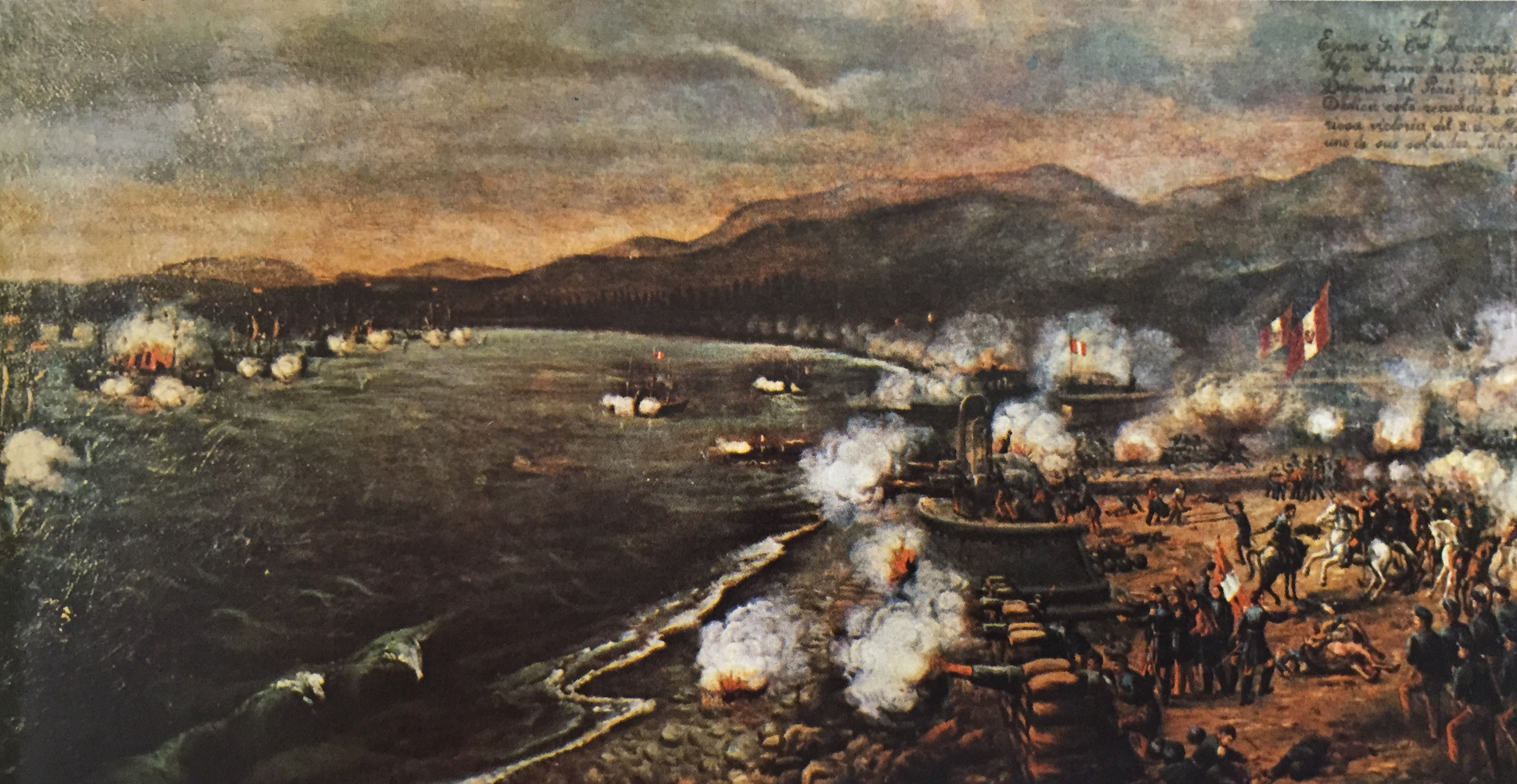
Combat del Callao

El període d'expansió iniciat durant el govern de Montt va continuar durant el mandat de Pérez. Al nord de Xile, va començar la inversió per a l'explotació de minerals (salnitre i coure) a la zona d'Antofagasta, sota administració boliviana. Al mateix temps, el francès Orélie Antoine de Tounens va declarar la independència del Regne de l'Araucania i la Patagonia. Encara que aquest estat mai va ser instal·lat definitivament, va generar al país la idea de controlar finalment aquesta regió sota dominació indígena. El 1865, una llei interpretativa de la Constitució va establir la llibertat de culte, i el 1867 va començar a regir el Codi de Comerç.
En 1871 va assumir com a president Federico Errázuriz Zañartu. Durant el seu govern es va acabar la Fusión Liberal-Conservadora i es crea l'Alianza Liberal, a l'unir-se els liberals amb el Partit Radical. Durant el Règim Liberal es van realitzar diverses modificacions a la Constitució de 1833; es va reduir el quòrum de sessió de les càmeres de Congrés, es van limitar les facultats presidencials i es va flexibilitzar l'acusació als ministres per part de Congrés (que va començar a tenir més atribucions). A més, es van començar a tractar les «qüestions teològiques» o relacionades amb les Església. Es va aprovar el Codi Penal el 1874 i la Llei d'organització i atribucions dels tribunals el 1875, que suprimia el fur eclesiàstic i els recursos de força.
En 1879, la violació del Tractat de 1874 entre Bolívia i Xile per part de Bolívia va provocar el desembarcament a Antofagasta, el 14 de febrer, donant inici a la Guerra del Pacífic, el major conflicte bèl·lic de la història de Xile. Després de l'ocupació dels territoris d'Antofagasta, Xile es va enfrontar al mar al Perú, aliat de Bolívia (el 1873 s'havia subscrit el Tractat d'Aliança Defensiva Perú-Bolívia) per la qual cosa Xile va declarar la guerra als dos països el 5 d'abril de 1879, i va acabar amb l'ocupació dels territoris de Tarapacá, Arica i Tacna, a mitjans del 1880. Bolívia es va retirar de les accions militars al maig d'aquest any, i Xile va aconseguir entrar a Lima després de la batalla de Miraflores, el 15 de gener de 1881. La guerra finalment va acabar amb la signatura del Tractat d'Ancón, del 20 d'octubre de 1883.

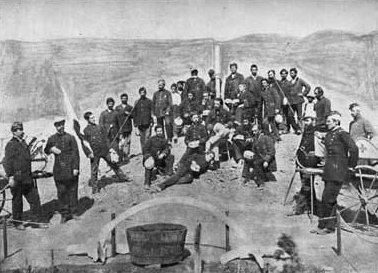
El govern va autoritzar a la marina de guerra que iniciés el desembarcament a Antofagasta
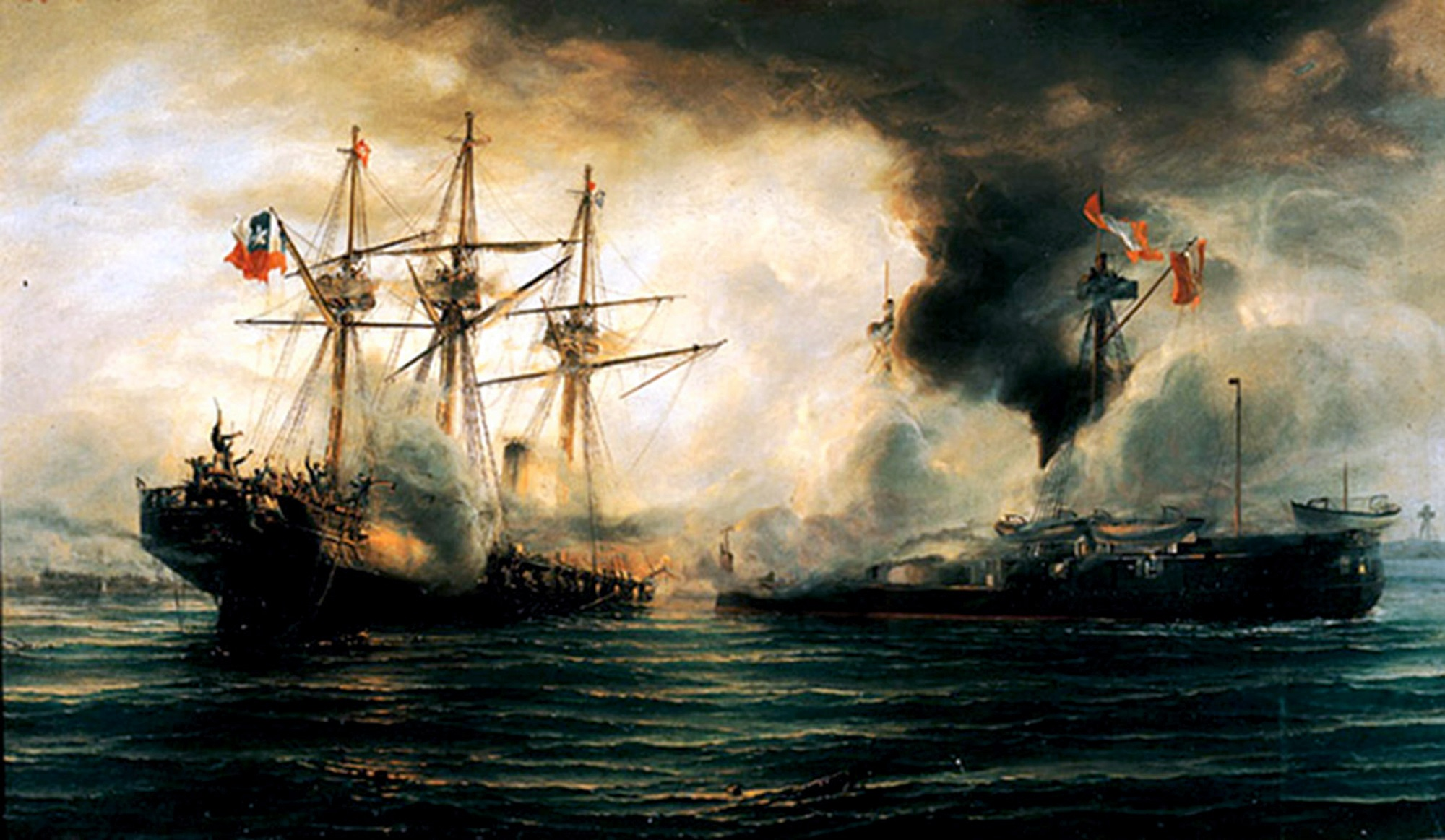
Combat Naval d'Iquique, un episodi de la Guerra del Pacífic
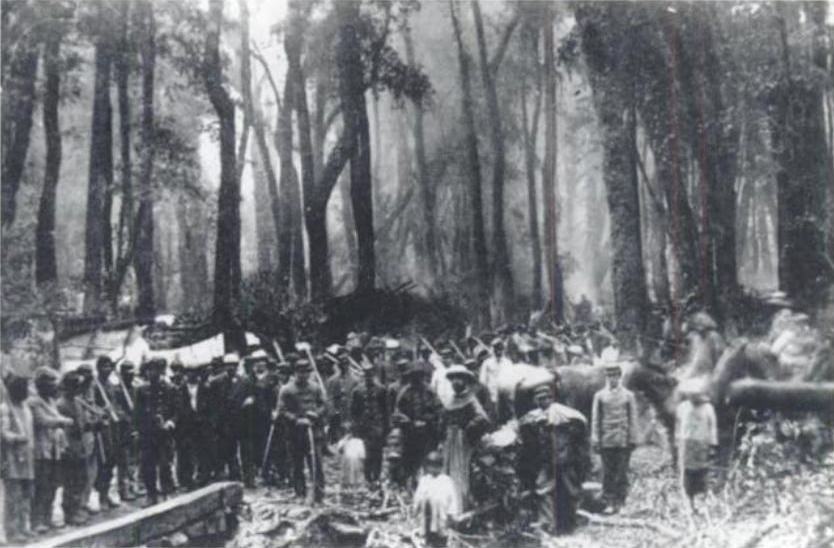
Ocupació de l'Araucania

La victòria xilena sobre els dos països aliats va permetre l'expansió del territori xilè annexant-se Tarapacá, Arica, Tacna i Antofagasta. Paral·lelament, la zona de l'Araucania havia sofert un procés de lenta incorporació a través de la construcció de fortificacions, instal·lació de colonitzadors i tropes militars, i la realització de parlaments, assolint la Pacificació de l'Araucania el 1881. El 1888 va ser també incorporada l'Illa de Pasqua. D'altra banda, Xile va renunciar a la seva reclamació sobre el territori de la Patagònia Oriental i de la Puna d'Atacama, i va acceptar la sobirania de l'Argentina en ells després del Tractat de 1881.
Els nous territoris incorporats van provocar un gran creixement econòmic al país, derivat principalment de la mineria del salnitre, recuperant-se així de la crisi econòmica dels anys 1870. Diverses empreses europees, principalment britàniques, es van instal·lar a l'extrem nord de país, explotant els nitrats. La riquesa produïda pel «or blanc» sustentava el 75% dels ingressos fiscals i la totalitat de l'economia nacional.
Entre 1883 i 1884 es van aprovar diverses lleis tendents a la laïcització de l'Estat: Llei de cementiris laics, Llei de matrimoni civil, i Llei de registre civil.

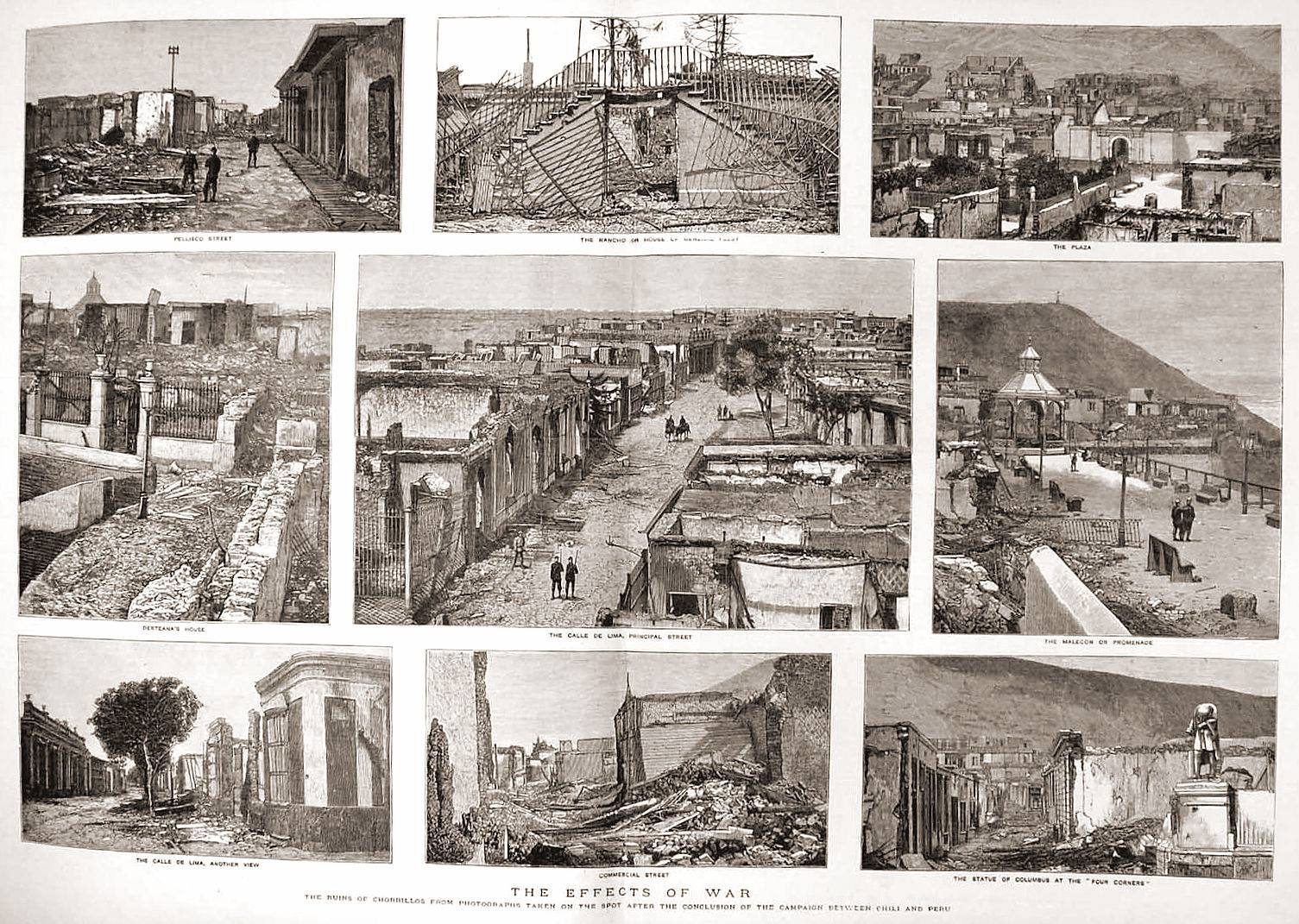
El districte peruà de Chorrillos va quedar en ruïnes després de la batalla de San Juan i Chorrillos i la imminent ocupació de la capital peruana
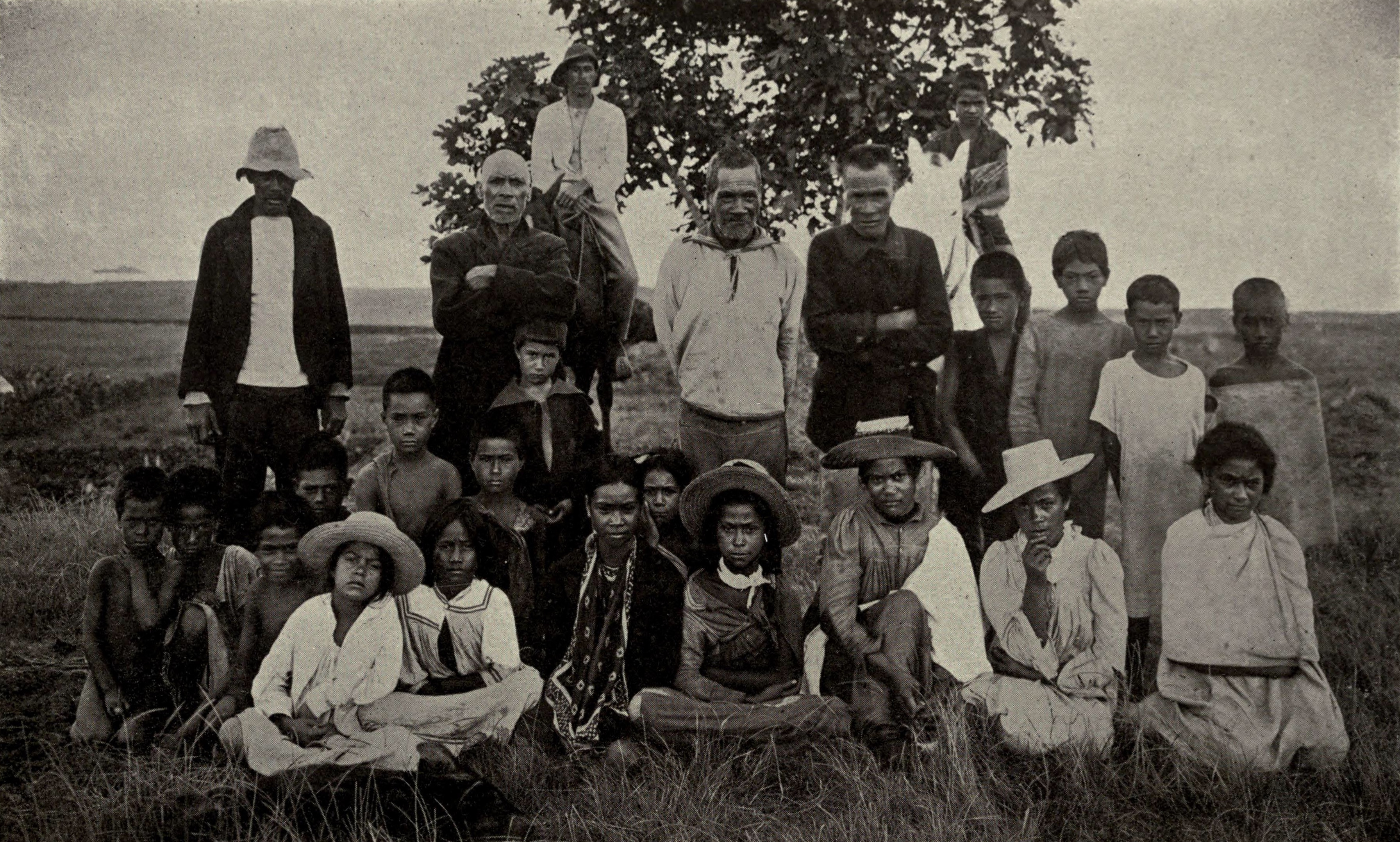
Els habitantsde l'Illa de Pasqua, des del moment de l'annexió, van passar fer ciutadans xilens de iure
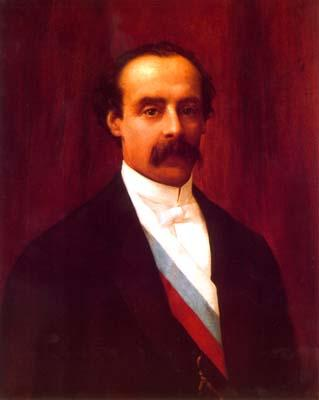
José Manuel Balmaceda

José Manuel Balmaceda va ser elegit president el 1886. Aprofitant els dividends provinents de l'explotació de salitre, el govern de Balmaceda es va caracteritzar per la modernització completa de sistema econòmic, educatiu i sanitari, i la construcció de grans obres civils, com ferrocarrils al llarg de tot el país i el viaducte del Malleco. Durant el seu govern, va tractar d'unificar als liberals al voltant de la seva figura, però la divisió es va aprofundir, impossibilitant el normal desenvolupament del seu mandat. Era comú que el Congrés acusés constitucionalment als ministres, paralitzant el normal desenvolupament del govern de Balmaceda. A més, va sumar com enemics als líders conservadors, a l'aristocràcia i als empresaris de salitre.
La forta oposició a Balmaceda es va concretar quan el Congrés no va aprovar la Llei de Pressupostos de l'any 1891. El 1r de gener, Balmaceda va declarar que es prorrogaria el pressupost de l'any anterior i que el Congrés no es reuniria fins al mes de març. Aquest mateix dia, el Congrés va considerar il·legítima l'actitud de president i va declarar la seva destitució. L'armada es va adherir als parlamentaris, mentre l'exèrcit va declarar la seva lleialtat al primer mandatari, donant inici a la guerra civil de 1891.
El 12 d'abril va ser declarat un govern paral·lel en Iquique, liderat per Ramón Barros Luco i l'almirall Jorge Montt. Ràpidament, les tropes congressistes van derrotar els balmacedistes al nord. Després de les batalles de Concón (20 d'agost) i Placilla (28 d'agost), les tropes revolucionàries van aconseguir entrar a Santiago de Xile, acabant una guerra civil que va produir entre 5000 i 10.000 morts. Balmaceda, refugiat a l'ambaixada de l'Argentina, es va suïcidar el 19 de setembre, a l'endemà de la data legal del terme del seu mandat.

## La República Parlamentària
La victòria de les tropes congressistes en la Guerra Civil de 1891, va permetre l'establiment d'un sistema polític conegut amb el nom de «República Parlamentària», dominada principalment per l'oligarquia, com en aquells dies es denominava a la classe alta, que va sorgir després de la fusió dels grans terratinents (l'antiga aristocràcia) amb la burgesia minera i banquera.
Tot i que no es va establir un sistema parlamentari pròpiament dit, el Congrés Nacional va dominar la política nacional i el President va esdevenir una figura pràcticament decorativa, sense autoritat i supeditat a la decisió de les majories parlamentàries, de manera que era incapaç de fer aprovar les reformes que el país requeria. Els gabinets ministerials eren constantment censurats pel Congrés i havien de presentar la seva renúncia immediatament, produint-se una rotativa ministerial que impossibilitava un adequat govern. Per exemple, el govern de Germán Riesco va tenir un total de 17 gabinets i 73 ministres en un període de 5 anys.
Durant aquests anys, el progrés de país va continuar a causa de la riquesa que produïa la mineria del salnitre, el que va permetre la construcció d'algunes obres com el Ferrocarril Trasandí i el Museu Nacional de Belles Arts, en commemoració del Centenari de la Independència. No obstant això, l'economia nacional va haver de sobreposar-se al destructor terratrèmol que va assolar al port de Valparaíso, el 16 d'agost de 1906.
En 1907, el govern de Pedro Montt va ordenar a general Roberto Silva Renard reprimir durament a la vaga general d'obrers del salnitre a la ciutat d'Iquique. L'episodi, que arribaria a ser conegut com la Matança de l'Escola Santa Maria, va provocar diversos centenars de morts.
A nivell internacional, mitjançant arbitratge britànic, es resolen els problemes limítrofs que es mantenien amb l'Argentina a la zona austral dels Andes pel fet que l'aplicació dels criteris del divortium aquarum (divisòria d'aigües) (defensat per Xile), i dels cims més alts (sustentat per l'Argentina), no coincidien a la zona. Al mateix temps, els dos països fronterers amb Brasil signen el denominat Pacte ABC per establir mecanismes de cooperació i de mediació entre aquests estats i, de certa forma, contrarestar la creixent influència estatunidenca a la zona. En aquests anys es va produir l'esclat de la Primera Guerra Mundial, respecte de la qual Xile va decidir mantenir-se neutral.
No obstant això, al llarg de les primeres dues dècades del segle xx, va començar a manifestar-se el descontentament de la ciutadania per la mala situació. La forta migració de camperols cap a les ciutats va fer que els migrants haguessin de sotmetre's a paupèrrimes condicions de vida, amuntegament i problemes sanitaris. La mortalitat el 1895 era del 3,1% (30.000 persones van morir de verola el 1909 i 18.000 per tifus), mentre l'analfabetisme superava el 68% de la població. D'altra banda, les condicions laborals, tant a les ciutats com en les oficines salitreres, eren vergonyoses. Milers de persones morien en accidents laborals cada any. Mas tota aquesta situació era minimitzada i ignorada pels dirigents. Com a forma de millorar aquesta situació, a partir de la dècada del 1900 va començar a fer-se patent l'anomenada «qüestió social» amb les primeres vagues de treballadors exigint condicions bàsiques per al seu desenvolupament laboral. Les primeres reformes laborals van sorgir recentment a mitjan aquesta dècada; exemple d'això és que només en 1907 va ser implantat el descans dominical. Moltes d'aquestes protestes van acabar tràgicament per la repressió militar en contra dels treballadors, sent la més coneguda la Matança de Santa Maria de Iquique. La fundació de sindicats, mutualitats i del Partit Obrer Socialista (1912) va permetre el desenvolupament del moviment obrer a nivell nacional. Les protestes van començar a tornar-se cada dia més grans i més violentes, demostrant la incapacitat de la classe dirigent per enfrontar els problemes que la nova societat industrial estava imposant.

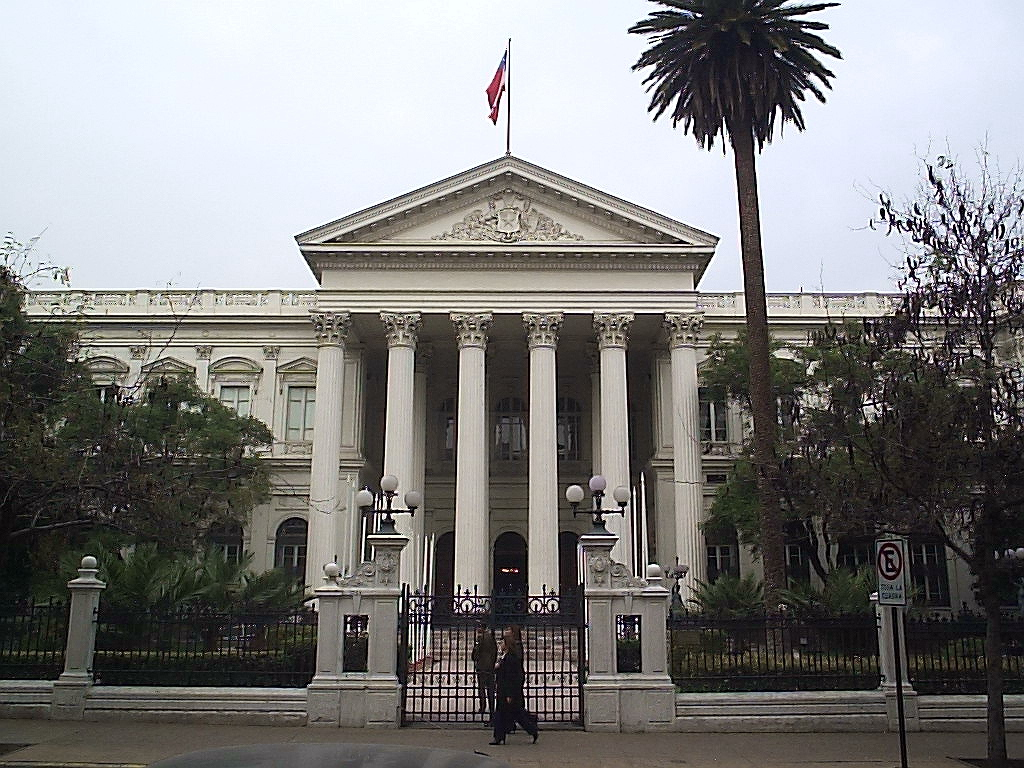
Seu del Congrés Nacional fins al 1973
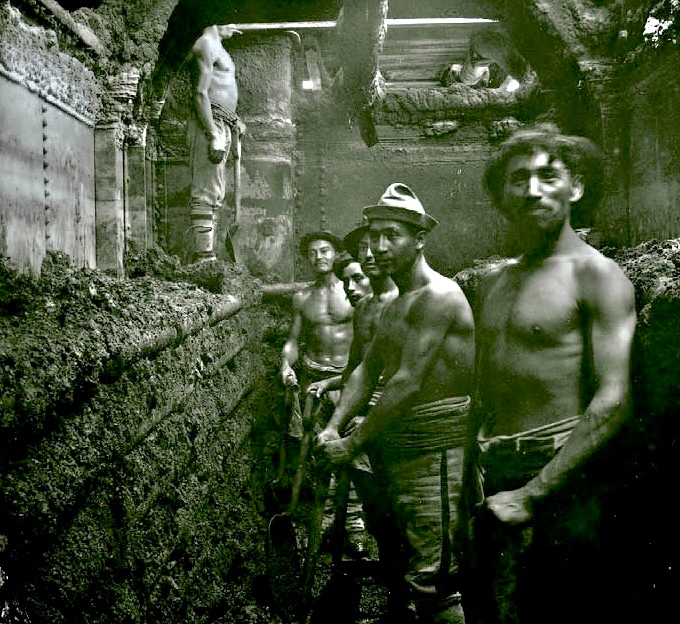
Miners de salnitre a principis del segle xx
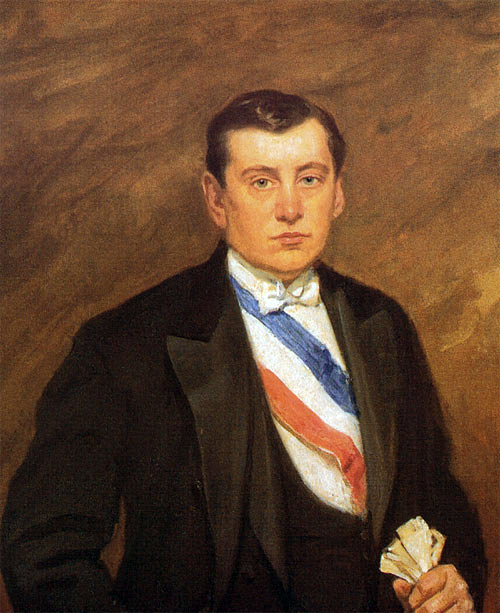
Arturo Alessandri Palma. President de Xile en dos períodes (1920-1925 i 1932-1938)

El 1920, la unió d'un vast sector de forces populars i de la classe mitjana, a més d'un segment reformista de la pròpia oligarquia, va permetre l'elecció d'Arturo Alessandri com a president. Aquest va proposar al Congrés l'adopció de lleis molt avançades en matèria social, però aquests projectes van trobar una tenaç oposició al Senat. El descontentament pel rebuig a les reformes es va manifestar en el Soroll de sabres de 1924, realitzat per la jove oficialitat de l'exèrcit que, en una sessió de Congrés en què es debatia la dieta parlamentària (remuneració), van fer sonar els seus sabres com a forma de demostrar la seva molèstia, el que més va ser interpretat com una amenaça de cop d'estat. Davant d'aquesta situació, el Congrés va aprovar veloçment les lleis socials, creient que els militars tornarien a les seves tasques pròpies. No obstant això, això no va succeir; sentint Alessandri que el seu poder havia estat sobrepassat, va presentar la seva renúncia al Congrés i va demanar asil a l'ambaixada dels Estats Units d'Amèrica. El Congrés va rebutjar la seva renúncia i li va autoritzar per absentar-se del país per sis mesos. El 10 de setembre Alessandri abandonava el país, rumb cap a Itàlia.
El poder va quedar a càrrec dels militars, que van constituir una Junta de Govern, la qual no obstant això no va aconseguir controlar la situació. L'11 de setembre, la Junta va decretar la dissolució de el Congrés Nacional, després de 93 anys de funcionament ininterromput. El 23 de gener de l'any següent es forma una nova Junta. Als pocs mesos, es va sol·licitar el retorn d'Alessandri. Al tornar, el 20 de març de 1925, es troba amb l'aparició d'un nou cabdill militar, Carlos Ibáñez del Campo. Alessandri va decidir fer canvis profunds al sistema polític nacional; va aconseguir crear el Banc Central de Xile i l'aprovació mitjançant un plebiscit d'una nova Constitució, que va ser promulgada el 18 de setembre de 1925. Amb aquesta Constitució, el poder tornava a ser exercit efectivament pel president de la República, donant fi al govern parlamentari i establint un règim presidencial.

## La República Presidencial

### Crisi i inestabilitat
Després de la victòria del presidencialisme, Alessandri i Ibáñez es van embrancar en una disputa pel lideratge. El primer desitjava establir un candidat únic, càrrec que ambicionava el segon. Ibáñez va ser recolzat per un manifest de diversos polítics promovent la seva candidatura que semblava oficial malgrat el rebuig manifestat per Alessandri, produint la renúncia en ple del gabinet. Davant d'aquesta situació, Ibáñez va publicar una carta oberta al president recordant-li que només podria governar emetent decrets amb la seva signatura, ja que era l'únic ministre en el gabinet. D'aquesta manera, el govern d'Alessandri estava sotmès a les decisions d'Ibáñez, alguna cosa que el León de Tarapacá no aguantaria; va designar a Luis Barros Borgoño com a ministre de l'Interior, i el 2 d'octubre de 1925 va presentar la seva renúncia irrevocable.
Barros Borgoño va ser reemplaçat per Emiliano Figueroa, que havia estat elegit com a candidat de consens entre els partits polítics per enfrontar la crisi política en què es trobava el país. No obstant això, Ibáñez va aconseguir mantenir-se com a ministre de Guerra. Figueroa no va poder controlar a Ibáñez i va acabar renunciant el 7 d'abril de 1927. Llavors, Ibáñez va assumir com a vicepresident.
Elegit sense oposició el 1927, durant el govern d'Ibáñez es van crear diversos organismes com la Línia Aèria Nacional, la Contraloría General de la República, Carabineros de Chile, i la Força Aèria Xilena. A més, es va promulgar el Codi del Treball i es va signar el Tractat de Lima, el 3 de juny de 1929, que va tancar els problemes limítrofs amb el Perú.

Ibáñez va tenir, en un començament, el suport de la ciutadania. Però amb el passar dels mesos, va començar a tenir actituds extremadament autoritàries. Centenars de polítics, inclòs Alessandri, van partir a l'exili, es van establir restriccions a la premsa i el Congrés va ser designat per Ibáñez amb acord dels partits polítics, rebent l'apel·latiu de Congrés Termal, pel lloc on es va efectuar la negociació (les Termas de Chillán).

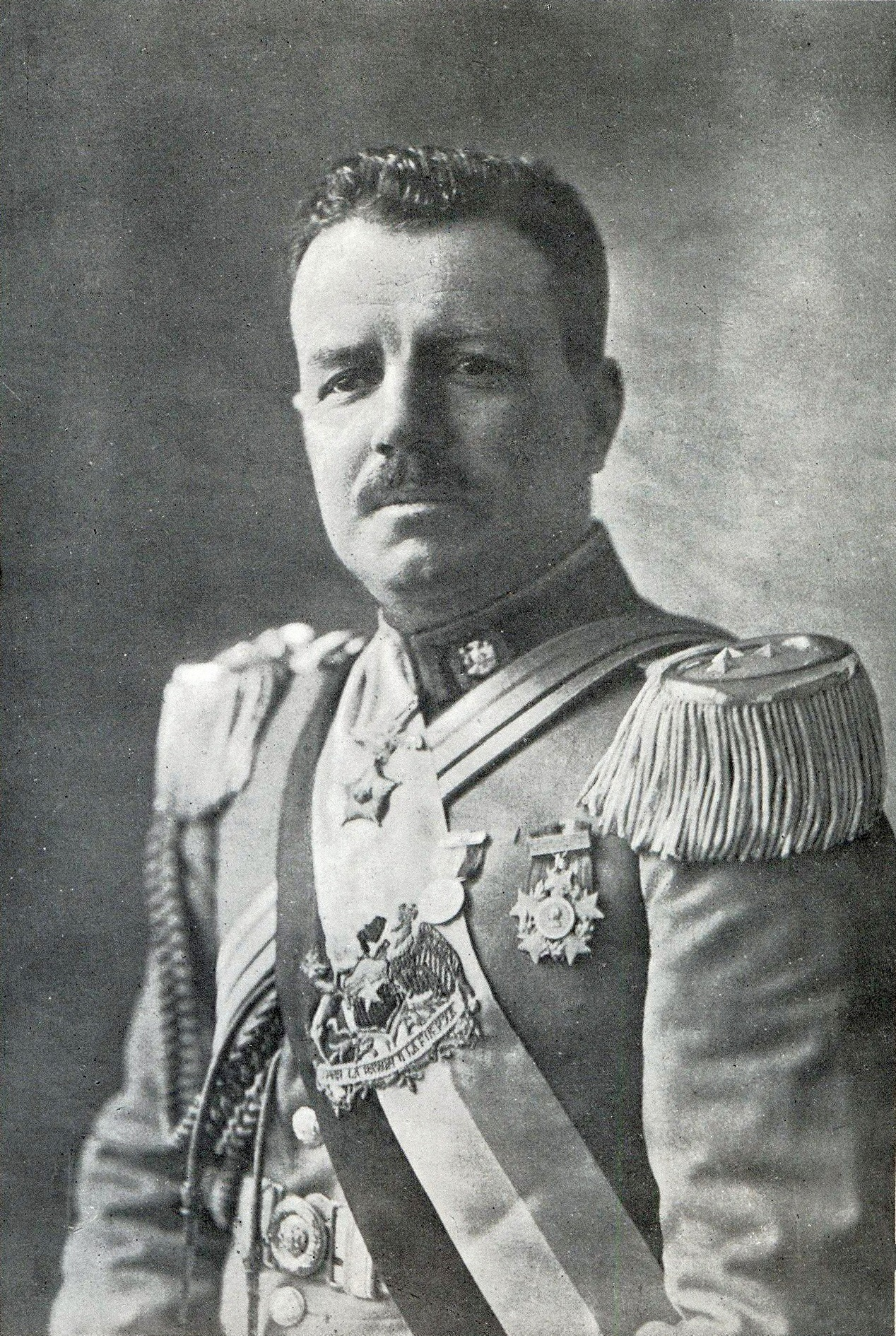
Carlos Ibáñez del Campo
Mapa explicatiu de la Qüestió de Tacna i Arica i posterior solució amb el Tractat de Lima
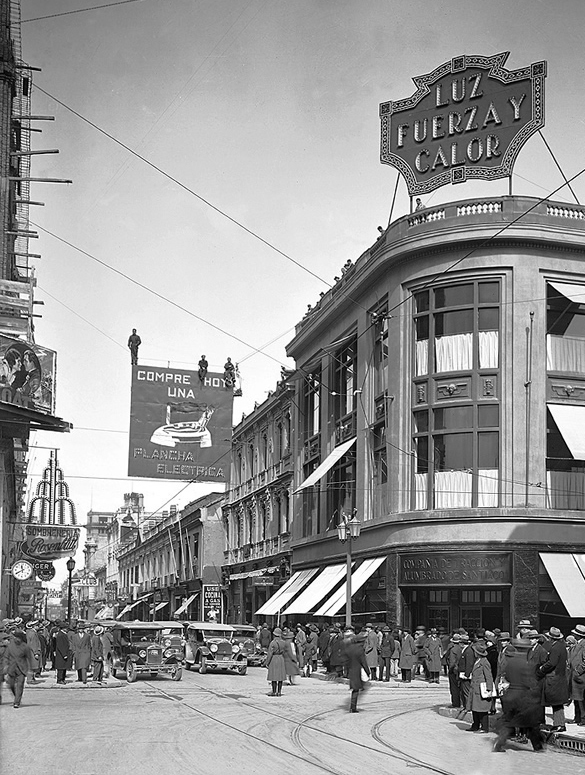
Vista del centre de Santiago de Xile, cap a fins de la dècada del 1920
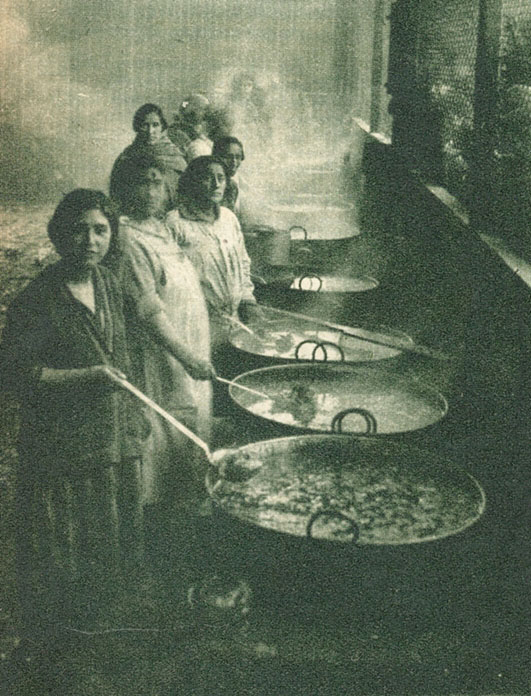
Dones preparant olles comunes, el 1932

El crac de la Borsa de Nova York, va donar origen el 1929 a la Gran Depressió. El govern d'Ibáñez que havia triplicat el deute extern al sol·licitar préstecs als Estats Units d'Amèrica i l'inevitable col·lapse de la mineria del salnitre van provocar una crisi sense precedents a nivell nacional. En menys de tres anys, el producte interior brut del país va caure a menys de la meitat i Xile va ser considerat per la Societat de Nacions com el més afectat per la crisi mundial. Davant d'una sèrie d'àmplies manifestacions als carrers, Ibáñez presenta la renúncia en 1931 i deixa el govern en mans de Pedro Opaso Letelier, president de Senat, qui a l'endemà va delegar el poder a Juan Esteban Montero. En les eleccions que van ser convocades per a octubre, Montero va derrotar folgadament Alessandri, que havia tornat de l'exili.
Montero, al reassumir la presidència, es va enfrontar immediatament a diversos intents revolucionaris. La revolta de l'Esquadra en Coquimbo només va ser el primer intent colpista d'una sèrie que se succeiria en els mesos següents, aconseguint consumar-se, finalment el 4 de juny 1932.
Els líders del cop d'estat, Marmaduque Grove, Carlos Dávila i Eugenio Matte van declarar la «República Socialista de Xile». No obstant això, aquest govern va durar només 12 dies, fins que un contraatac acabés amb aquest intent, el que permetria que Dávila, com a president, i que els altres dos membres de la Junta fossin desterrats a Illa de Pasqua. Dávila va seguir com a president 89 dies més i, després de diversos mandataris interins, Arturo Alessandri va ser elegit com a president de la República xilena.
El segon període d'Alessandri es va caracteritzar principalment per la recuperació de país, tant en l'economia com en l'àmbit polític. Per això, Alessandri va utilitzar en diverses oportunitats les facultats extraordinaris del seu càrrec i va aconseguir allunyar a l'exèrcit de la política, la qual ara estava composta per la dreta, conservadors i liberals, el Partit Radical que cada vegada tenia més protagonisme, i l'esquerra emergent composta pel Partit Socialista (fundat el 1933) i el Partit Comunista. Al seu torn, la influència de les ideologies feixistes que sorgien d'Alemanya, Espanya i Itàlia, va ser assimilada per les joventuts del Moviment Nacional Socialista de Xile liderat per Jorge González Von Marées.
Encara que en un començament Alessandri va governar amb un gabinet pluralista, els radicals lentament van començar a acostar-se als partits esquerrans, retirant-se del govern a l'abril de 1934. La divisió entre el Govern de dreta amb l'esquerra i els radicals va començar a fer-se cada vegada més profunda i la violència va començar a reaparèixer. La Massacre de Ránquil va ser només una mostra de la tensió que va començar a gestar en els camps i a la ciutat. Alessandri va decretar l'estat de setge al febrer de 1936, mentre els obrers es declaraven en vaga a l'ombra de la recentment fundada Confederació de Treballadors de Xile.
Tot i els successos que ocorrien al país, Alessandri, amb l'ajuda del ministre Gustavo Ross Santa Maria, estaven aconseguint recuperar l'enfonsada economia. La mineria salitrera ja estava donant els seus últims fruits i començava a ser reemplaçada pel coure, mentre l'agricultura estava ressorgint ràpidament. El deute extern va ser reduïda en un 31% amb la compra de depreciats bons (Ross va aconseguir comprar 139 milions de bons a 15 milions de pesos) i la indústria nacional aconseguia satisfer el 70% de les necessitats del país. Aquest augment va permetre la construcció d'obres com l'Estadi Nacional i el Barri Cívic.
Al apropar-se l'elecció presidencial, els radicals van aconseguir aliar-se amb els comunistes, socialistes i la Confederació de Treballadors de Xile (CTCH), i així van formar el Front Popular, el qual va alçar la candidatura del radical Pedro Aguirre Cerda. La dreta va triar a Ross com a candidat presidencial, el qual era detestat per l'oposició, que el denominava el Ministre de la Fam. No obstant això, la sorpresa la va protagonitzar la candidatura d'Ibáñez recolzat per l'Aliança Popular Libertadora i el Partit Nacional-Socialista.
Ross semblava ser el segur guanyador de les eleccions gràcies a l'onerosa campanya realitzada i a la divisió dels votants opositors entre Aguirre Cerda i Ibáñez. No obstant això, un esdeveniment canviaria la situació: membres de les joventuts nazis van prendre la Casa Central de la Universitat de Xile i l'edifici del Seguro Obrero el 5 de setembre de 1938 en un intent de cop d'estat. Atrinxerats a l'edifici, una peça d'artilleria va atacar l'entrada principal, el que va derivar en la rendició dels 71 protestants. Aquests van ser traslladats a l'edifici del Seguro Obrero, situat enfront del Palau de la Moneda, i allí van ser afusellats per carabiners.

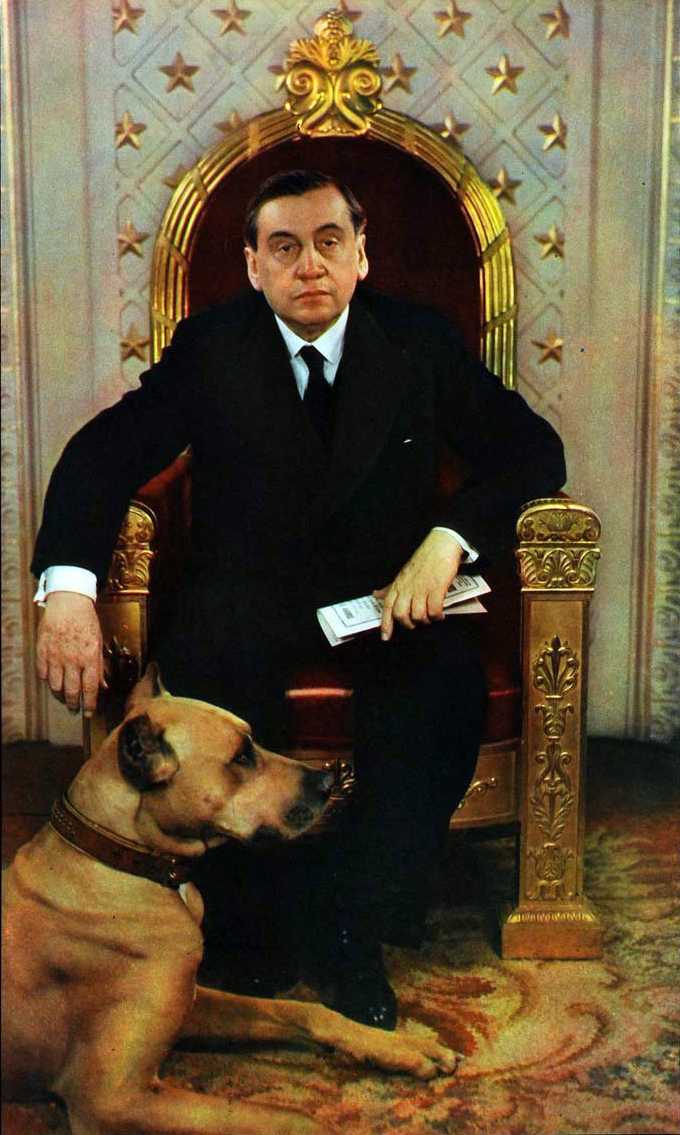
Arturo Alessandri Palma durant el seu segon període presidencial (1932-1938)
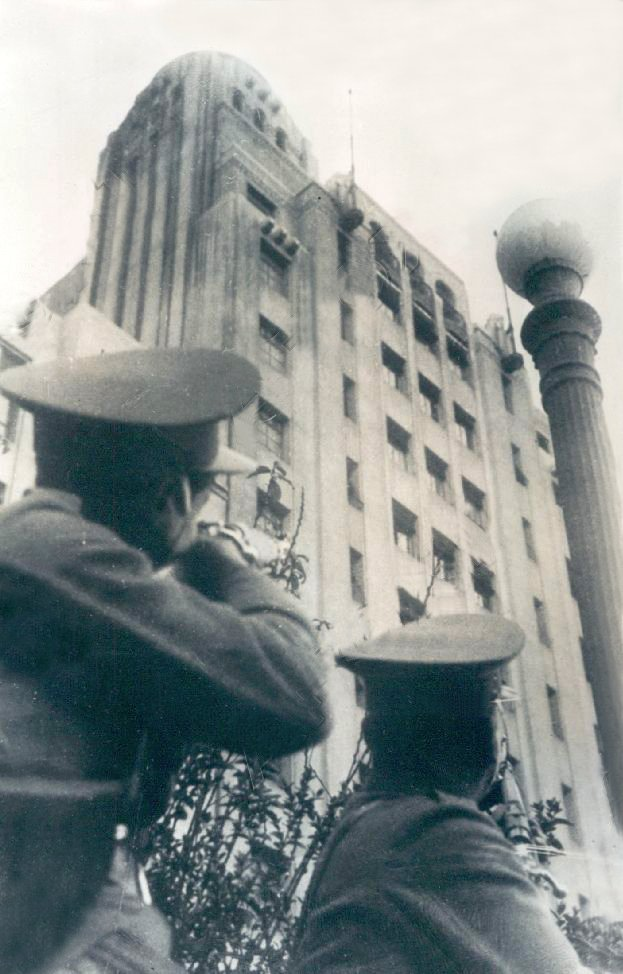
Carabiners apuntant cap a l'edifici del Seguro Obrero durant la Massacre del Seguro Obrero del 5 de setembre de 1938
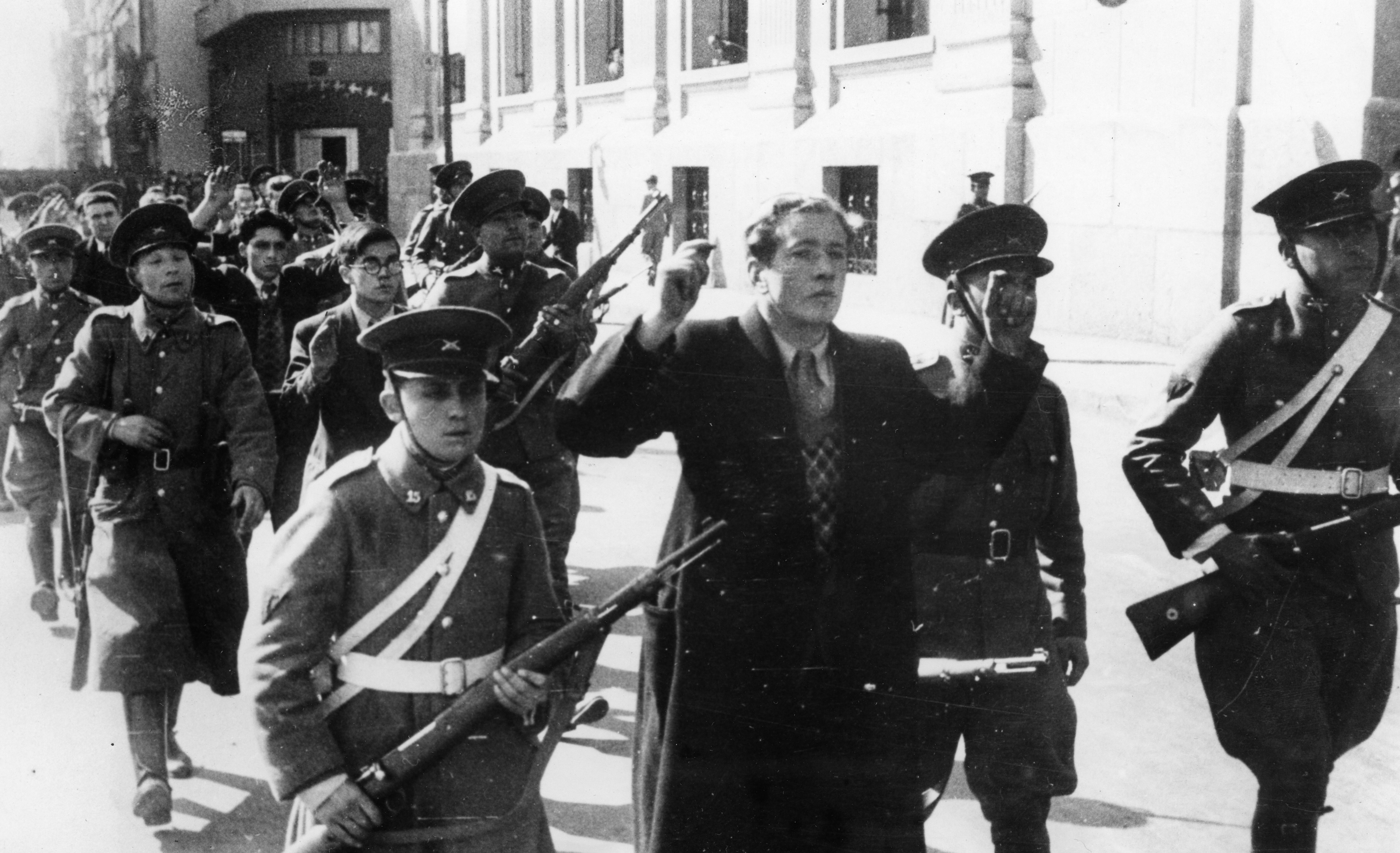
Carabiners escortant als nazis rendits
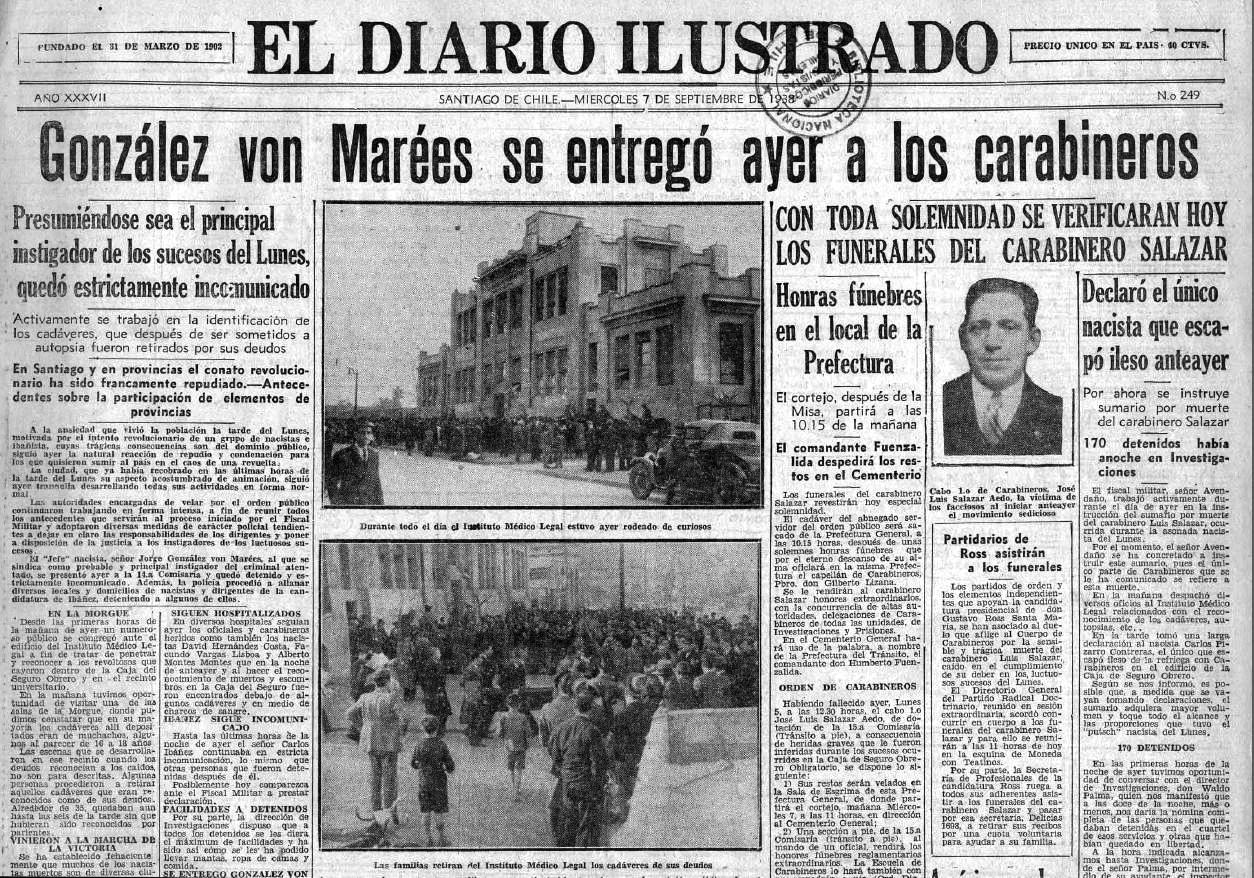
Titular d' El Diario Ilustrado informant el lliurament de Jorge González von Marées als carabiners

La Matança del Seguro Obrero va ser atribuïda per l'oposició com a ordre d'Alessandri, el que va provocar la renúncia d'Ibáñez a la seva candidatura i el seu suport a Aguirre Cerda. Finalment, el 23 d'octubre el candidat de el Front Popular va obtenir el 50,2% dels vots davant el 49,3% de Ross

### Els governs radicals
Pedro Aguirre Cerda va dur a terme una política socialdemòcrata, promovent la industrialització i la reforma social. Després del devastador terratrèmol que va arrasar Chillán i gran part de sud de país el 1939, funda la Corporació de Reconstrucció i Auxili i la Corporació de Foment de la Producció.
Mitjançant el projecte d'industrialització per substitució de les importacions es va buscar la independència econòmica de país. Al llarg dels tres governs radicals es van crear l'Empresa Nacional d'Electricitat (Enel), la fundació de plantes hidroelèctriques, l'ENAP a càrrec del primer jaciment de petroli en Magallanes, la Companyia d'Acer del Pacífic (CAP S.A.) i indústries estatals d'explotació silvoagropecuaria i manufacturera. Amb aquest impuls, la indústria va arribar a un creixement anual de l'7,5% entre 1940 i 1943.
Com a conseqüència de la major intervenció estatal en l'economia es va donar va iniciar una època d'alta inflació, propera al 20%, que duraria la major part del segle xx. Per la seva banda, el creixement industrial es va realitzar a costa del sector agrícola, al controlar artificialment els preus dels productes de consum bàsic per aconseguir tranquil·litat social a les ciutats, deixant el país de ser autosuficient en matèria agroalimentària. La decadència del camp va accelerar la migració del camp cap a la ciutat; Santiago de Xile, per exemple, va començar a augmentar demogràficament assolint el milió d'habitants.
La cultura es va desenvolupar gràcies a les aportacions literàries de Vicente Huidobro i Augusto D'Halmar. Com a part de la seva vocació d'educador, Aguirre Cerda va buscar estendre l'educació pública a gran part de país, la qual entenia com l'única forma de superar la pobresa.
Durant aquests anys, les relacions internacionals de país van haver d'enfrontar a importants fets bèl·lics que assolaven gran part de el món. La Guerra Civil Espanyola va produir un massiu èxode d'espanyols que van arribar al país gràcies a les accions realitzades per l'ambaixador a França, el poeta Pablo Neruda, principalment a bord del vaixell Winnipeg. Mesos més tard, es produeix l'esclat de la Segona Guerra Mundial en què Xile, igual que amb la Primera Guerra Mundial, va manifestar la seva neutralitat davant el conflicte, ja que mantenia bones relacions amb Itàlia i una part de la ciutadania manifestava oberta simpatia per Alemanya, tot i que gran part de la població donava suport als Aliats. D'altra banda, el 1940 i per ordre d'Aguirre Cerda, s'oficialitza el reclam xilè sobre l'Antàrtida i es declaren els límits del Territori Antàrtic Xilè.

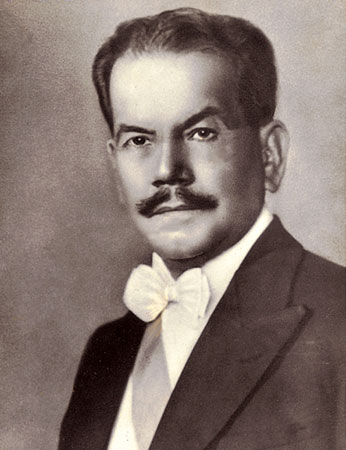
Pedro Aguirre Cerda
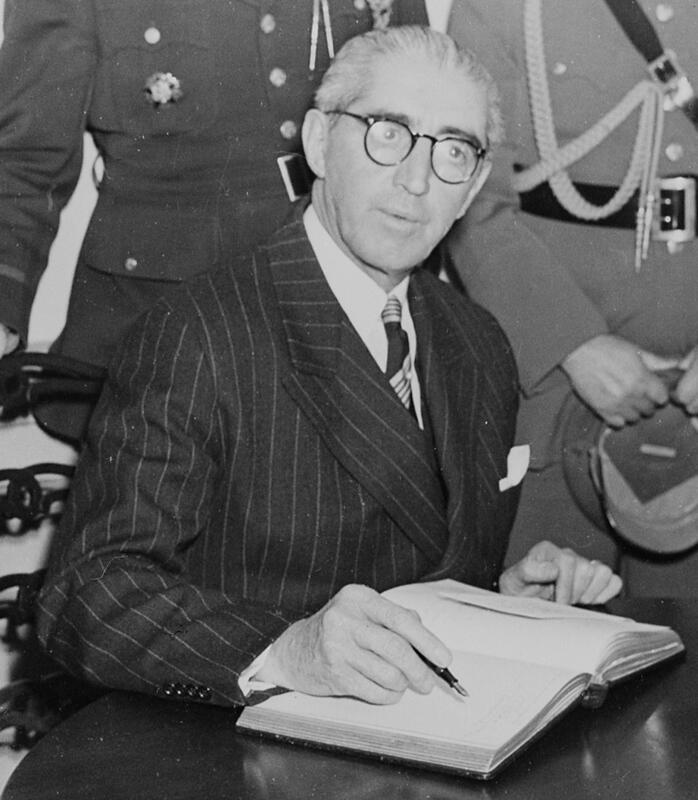
Juan Antonio Ríos
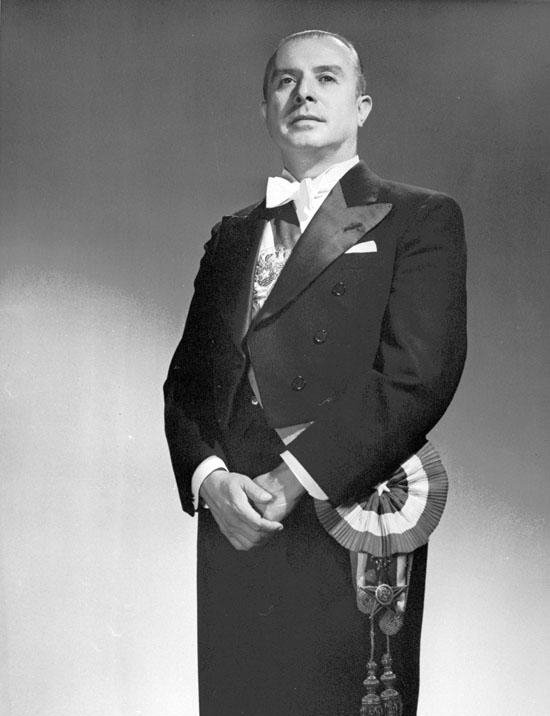
Gabriel González Videla

El govern d'Aguirre Cerda va tenir una fi abrupte a causa de la mortal tuberculosi que va afectar el mandatari, qui va morir a finals de 1941 sense acabar el seu període. El 1942, el radical Juan Antonio Ríos, elegit com a successor d'Aguirre Cerda, va baixar el discurs d'un govern nacional i l'eslògan de «governar és produir».
Tot i que va intentar mantenir la neutralitat de Xile en el conflicte mundial, les pressions externes i internes van obligar a Ríos a declarar el 1943 el trencament de relacions diplomàtiques amb els països de l'Eix. El 1945 es va declarar la guerra al Japó, com a requisit a complir per a l'ingrés de Xile en l'Organització de les Nacions Unides. Xile era un important productor de salnitre (essencial per a la fabricació de pólvora), i de coure (per a la confecció de beines per a la munició). Estats Units va negociar el preu de les exportacions de coure xilè, durant el període 1942-1945, al mercat estatunidenc, per un preu de 11,7 centaus de dòlar per lliura.
Un fet transcendent per a la història de la literatura xilena va ser la premiación de la poeta Gabriela Mistral amb el Premi Nobel de Literatura, el 10 de desembre de 1945, el que la va convertir en la primera llatinoamericana guardonada amb aquest premi.
Però l'estabilitat amb les que es van originar els governs radicals, com una suma de les diferents forces polítiques, va començar a esquerdar-se seriosament durant el govern de Ríos. Igual que el seu antecessor, la salut va impedir que continués a càrrec de govern, morint en 1946.
Gabriel González Videla va ser elegit president com a líder de l'Aliança Democràtica, composta entre altres pel Partit Radical i el Partit Comunista. Es va formar un gabinet de radicals, comunistes i liberals, aquests últims per haver-ho donat suport en la seva elecció pel Congrés Ple. L'èxit electoral del PC a les municipals de 1947, sumat a l'aparició de la guerra freda, les constants aturades sindicals que amenaçaven l'estabilitat de país condueixen a una crisi política, i finalment González Videla treu als comunistes del ministeri.
Els sindicats miners de Lota i Chuquicamata, dominats per comunistes, es van declarar en vaga, generant violentes protestes que van resultar en diversos morts. A causa d'això es va declarar l'estat de setge a Santiago de Xile. En aquest context, el Congrés aprova la Llei de Defensa de la Democràcia (Llei 8987), denominada com la Llei Maleïda (que va declarar il·legal el PC) pels seus opositors, que proscriu el Partit Comunista i envia als seus militants a un camp de detinguts en Pisagua.
En tant, durant el govern de González Videla s'implementa el Pla Serena per al desenvolupament de la província de Coquimbo i remodelació de La Serena, i s'aconsegueix aprovar el vot femení. S'instal·len les primeres bases antàrtiques i es funda la Universitat Tècnica de l'Estat.
Per a l'elecció presidencial de 1952, s'enfronten Pedro Enrique Alfonso (representant el radicalisme), Arturo Matte (centrista), Salvador Allende (socialista), i Carlos Ibáñez del Campo (candidat independent). El general Ibáñez apareix com la solució als problemes de la política tradicional i, amb els seus lemes de «El general de l'esperança», «Pa per a tots» i el seu símbol de l'escombra per escombrar amb la corrupció, assoleix la victòria amb més del 47% dels vots.
El populisme amb què assumeix Ibáñez li permet gran adhesió ciutadana i s'apropa cap a l'esquerra. En els seus primers anys, fins i tot dona suport a la fundació de la Central Única de Treballadors, liderada per Clotario Blest i aconsegueix derogar la Llei Maleïda a fins del seu mandat. No obstant això, en 1955, la «substitució d'importacions» fracassa i l'economia entra en recessió. El seu govern comença a trontollar a causa del poc suport partidista.
A la recerca d'una solució al problema econòmic, el president encarrega la Missió Klein-Saks. Aquesta firma estatunidenca planteja que l'única manera de solucionar la crisi és amb mesures liberals, com reformes en el comerç exterior, supressió de subsidis, eliminació del reajustament automàtic de sous al sector públic i part del privat, modificació de l'estatut del Banc Central i la creació del Banc de l'Estat de Xile. Aquestes mesures resulten impopulars i generen descontent en la població. Vagues amenacen novament l'estabilitat de govern i és proclamat l'estat de setge per Ibáñez, sent rebutjat pel Congrés. El 1957, s'enfronta durament a la Federació d'Estudiants de la Universitat de Xile per l'alça dels preus del transport públic i les protestes deixen un saldo de més de 20 morts i greus danys materials al centre de Santiago de Xile.

### ElsTres tercios
Tot i els intents del Bloc de Sanejament Democràtic, la forta decepció que va produir el populisme ibañista en la població va permetre la victòria de l'independent de dreta Jorge Alessandri, fill d'Arturo Alessandri, en les eleccions presidencials de 1958. Alessandri obté prop del 31, 6%. Salvador Allende, com a candidat del Front d'Acció Popular (FRAP), l'aliança de l'Esquerra obté el 28,9%, mentre el demòcrata cristià Eduardo Frei Montalva aconsegueix el 20,7%. En aquesta elecció, el Partit Radical (el candidat Luis Bossay només obté el 15%) comença a perdre protagonisme davant la conformació d'un sistema polític conegut com «Los tres tercios» (els tres terços) (la Dreta, la DC i l'Esquerra) i que perdurarà per els propers 15 anys. A causa que cap candidat va aconseguir la majoria absoluta, el Congrés va haver de triar, decidint-se finalment investir el candidat de dreta amb la banda presidencial.

L'enginyer Alessandri decideix posar en pràctica un pla d'estabilització econòmica, centrat fonamentalment en la lluita contra la inflació. A causa del seu caràcter sobri i tècnic, moltes de les seves mesures no són populars. La idea d'Alessandri és crear un Estat que tingui la infraestructura per incentivar la inversió privada, deixant la idea de l' «Estat paternalista». Per això, es deixa assessorar per molts especialistes en la matèria, molts dels quals eren independents, el que provoca certs frecs amb els partits que li donaven suport.

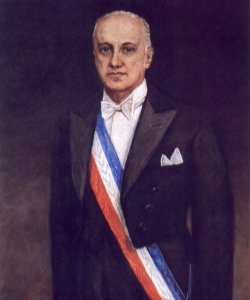
Jorge Alessandri
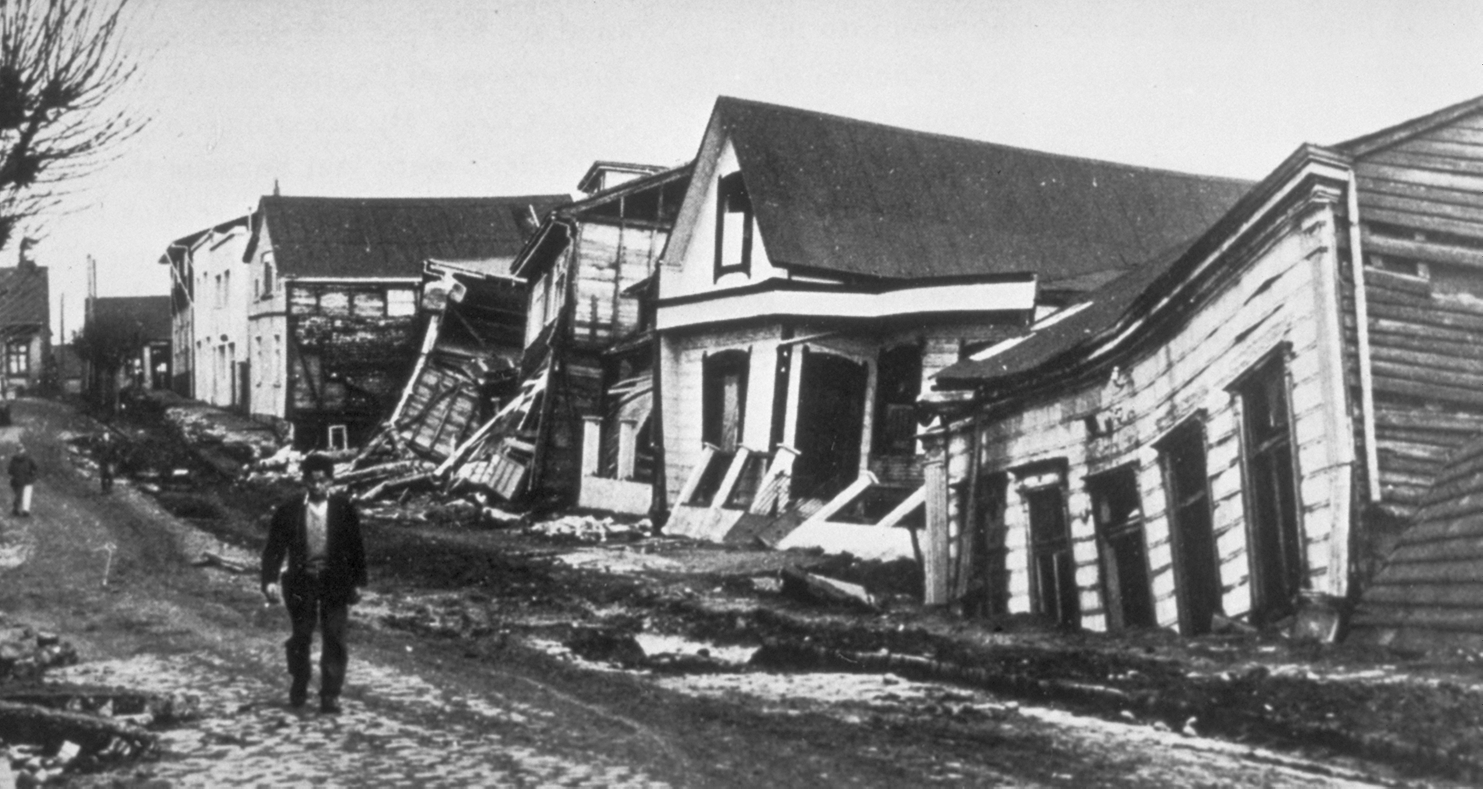
Valdivia després del terratrèmol del 22 de maig de 1960, el més fort registrat en la història

Durant el seu govern, Alessandri va haver d'enfrontar els efectes del catastròfic terratrèmol i sisme submarí del 22 de maig de 1960, amb epicentre a Valdivia, però que va arrasar amb tots els pobles entre Chillán i Chiloé, sent el moviment sísmic de major intensitat registrat a la història de la humanitat amb 9,5 MW. S'estima que la reparació d'aquests successos va costar més de 422 milions de dòlars. Tot i això, el país va viure un moment d'alegria amb la celebració de la Copa del Món de Futbol, el 1962.
Dins de la seva gestió, va crear les empreses estatals ENTEL Chile, ENAMI i LADECO, i aconsegueix ajuda econòmica estatunidenca a través de l'Aliança per al Progrés. A més, es comença a materialitzar el projecte de reforma agrària que Alessandri veia com una forma d'optimitzar l'explotació de la terra. És així que bàsicament el seu projecte era de redistribuir les terres de l'Estat sense interferir en els terrenys dels grans latifundistes.
Apropant-se a les eleccions de 1964, la Guerra Freda està en el seu auge, i el creixement del socialisme d'Allende sembla imparable. És així que la figura d'Eduardo Frei Montalva emergeix com la forma d'aturar al FRAP. Amb el seu lema de «Revolució en Llibertat», Frei aconsegueix sumar adherents al seu projecte de reformes profundes a país, sense sotmetre'l a la influència soviètica, com suposadament faria Allende, i aconsegueix que en un parell d'anys el Partit Demòcrata Cristià (DC) es converteixi en el principal referent polític de la dècada del 1960.
La lluita entre Allende, Frei i el candidat del Front Democràtic, Julio Durán és pràcticament vot a vot. No obstant això, un fet fortuït (conegut com el Naranjazo) canviaria el destí de l'elecció. La mort del diputat socialista per Curicó, Óscar Naranjo Jara, va permetre la realització d'una elecció complementària, prèvia a la presidencial, la qual va ser utilitzada pels diferents partits com una preparació a l'elecció de el 4 de setembre. En aquesta, el fill del mort, també socialista, va obtenir un 39,2% enfront del 32,5% del Front Democràtic i el 27,7% de la DC.

Atemorits amb una possible victòria d'Allende, els adherents de dreta dona suport massivament a Frei, el qual a més rebria suport del govern dels Estats Units d'Amèrica. La Marxa de la Pàtria Jove, organitzada per donar suport a la candidatura de Frei, es converteix en un èxit amb l'assistència de milers de persones al Parc Cousiño, el que seria una vista prèvia del resultat final de l'elecció. Frei obté un 56% dels vots (una de les més altes majories en la història electoral xilena) mentre Allende obté el 40%.

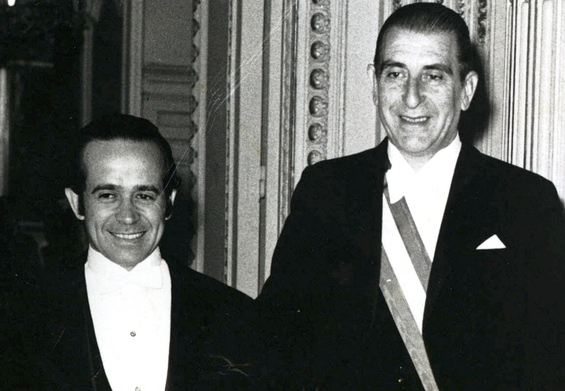
Eduardo Frei Montalva (a la dreta) al costat de Andrés Zaldívar

Eduardo Frei porta a terme una política de reformisme moderat, en què es destaquen la construcció de milers d'habitatges, modernització de l'aparell estatal, la reforma educacional (obligatorietat de 8 anys), enfortiment de les organitzacions de base i l'ampliació de la reforma agrària. Aquesta última es va convertir en un dels temes més delicats ja que, a diferència de govern d'Alessandri, s'inclouen expropiacions de les grans hisendes, el que porta a enemistar-se amb els polítics de dreta que assumeixen això com una traïció al seu suport a la elecció presidencial.
D'altra banda, el govern inicia el procés de xilenització del coure, adquirint la mina El Teniente i gran part de les accions d'Andina i La Exòtica. A més, es construeixen el túnel Lo Prado i l'aeroport de Pudahuel, es funda Televisió Nacional de Xile i s'inicien les excavacions del Metro de Santiago.
No obstant això, en 1967, es comença a esquerdar la Democràcia Cristiana mentre el govern ha d'assumir el rebuig tant de l'esquerra com de la dreta. El 1968, les vagues comencen a propagar-se, mentre les reformes a les estructures polítiques dels alumnes de la Universitat de Xile i de la Universitat Catòlica produeixen seriosos enfrontaments entre els estudiants i el govern.
El 1969, la crisi de govern de Frei s'aguditza i fins i tot hi ha rumors d'un cop d'estat dels que es concreten el 29 d'octubre amb l'anomenat Tacnazo liderat pel general Roberto Viaux, que treu al Regiment Tacna als carrers de Santiago de Xile. Encara que aquest esdeveniment va ser apaivagat, va reflectir la gravetat de la situació política a la que s'acosta una imminent victòria de Salvador Allende a les properes eleccions.
Aquest mateix any sorgeix el Moviment d'Acció Popular Unitària (MAPU), com a escissió de la fracció més esquerrana de la Democràcia Cristiana i s'uneix a la Unitat Popular, la nova aliança formada per socialistes, comunistes, radicals, socialdemòcrates i altres grups afins formada amb el propòsit que Allende arribi a La Moneda. Radomiro Tomic, el candidat oficialista, no és considerat un bon candidat per derrotar Allende, de manera que la dreta declara Jorge Alessandri com el seu abanderat.
Encara que Alessandri obté en un començament gran suport, amb el pas de les setmanes, aquest va començar a dissipar-se. El 4 de setembre de 1970, es va realitzar la votació: Allende va obtenir el 36,3%, mentre Alessandri va aconseguir un 34,9% i Tomic, un 27,9%. Com cap candidat havia aconseguit la majoria absoluta, el Congrés havia de decidir el vencedor. Des de 1946, el Congrés havia triat en aquests casos a aquell que havia obtingut la majoria relativa (ho va fer així en 1946, 1952 i 1958), però moltes persones van començar a pressionar perquè Alessandri fos elegit. El president dels Estats Units d'Amèrica, Richard Nixon, s'oposava tenaçment a una victòria del marxisme a Amèrica Llatina, pel que va idear amb la CIA dos plans per evitar que el Congrés triés a Allende:
- el primer consistia a aconseguir convèncer la Democràcia Cristiana perquè votés a favor d'Alessandri, el qual renunciaria i convocaria noves eleccions on seria triat Frei.
- el segon era provocar un clima d'inestabilitat política en el qual l'exèrcit es veiés obligat a actuar.

No obstant això, l'anomenat Track One es veuria liquidat quan Radomiro Tomic va anunciar que havia arribat a un acord amb Allende perquè assumís, sempre que respectés un estatut de garanties constitucionals. Això va provocar que Roberto Viaux dugués a terme el Track Two, consistent en segrestar el Comandant de l'exèrcit René Schneider, de tal manera d'involucrar l'exèrcit, perquè impedís que el Congrés triés a Allende. Aquesta acció va ser duta a terme el 22 d'octubre de 1970, però, Schneider va tractar de defensar-se de l'atemptat i en aquestes circumstàncies va ser ferit greument, morint dies després.
Malgrat tot el que va passar, el Congrés Ple va decidir el 24 d'octubre designar Salvador Allende com a nou president de Xile.

### El govern de la Unitat Popular
Salvador Allende, que assumeix el càrrec el 3 de novembre, intenta construir una nova societat basada en el socialisme a través de la democràcia, una experiència única a nivell mundial. Entre les seves primeres mesures continua el procés de reforma agrària i s'inicia un procés de estatització d'empreses considerades clau per a l'economia nacional. A partir de certes escletxes legals, basats en un decret llei de 1932, si una empresa detenia la seva producció podia ser intervinguda per l'Estat, de manera que el govern de la UP va incitar a que els treballadors aturessin les seves activitats per a així estatizar les empreses.
El 15 de juliol de 1971, va ser aprovat aquest projecte de manera unànime la nacionalització del coure per les dues càmeres. L'Estat, a través de CODELCO-Xile, es faria propietari de totes les empreses extractores de coure que rebrien indemnitzacions, restant-les les «utilitats excessives». Així, Anaconda i Kennecott, unes de les principals empreses mineres, no van rebre indemnitzacions per les mines de Chuquicamata i El Teniente, respectivament, el que dona inici a un boicot al govern d'Allende liderat per Henry Kissinger, negant-li préstecs internacionals. D'altra banda, l'augment dràstic dels sous dels treballadors i la congelació dels preus funciona i s'arriba a un creixement del 8% en el PNB amb baixa inflació. En aquest ambient, la Unitat Popular va arribar a la seva màxima esplendor, amb un 49,73% de les preferències en les eleccions municipals d'aquest any i amb un dels seus referents, Pablo Neruda, rebent el Premi Nobel de Literatura.
No obstant això, a partir del segon any, les reformes d'Allende comencen a veure truncades per la violència que comença a sorgir. Les preses de terrenys aprofitant les escletxes de la reforma agrària acaben amb alguns agricultors morts tractant de defensar els seus terrenys. Els enfrontaments entre partidaris i opositors a Allende es fan més freqüents i neixen els cacerolazos (cassolades). En aquest clima, la visita de Fidel Castro incita els membres de l'esquerra a iniciar una revolució popular basada en la lluita de classes, una cosa oposada al que proposava Allende. En l'àmbit econòmic, la màgia del primer any comença a esfumar-se i apareixen els primers símptomes de desproveïment i la hiperinflació.

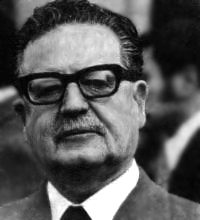
Salvador Allende
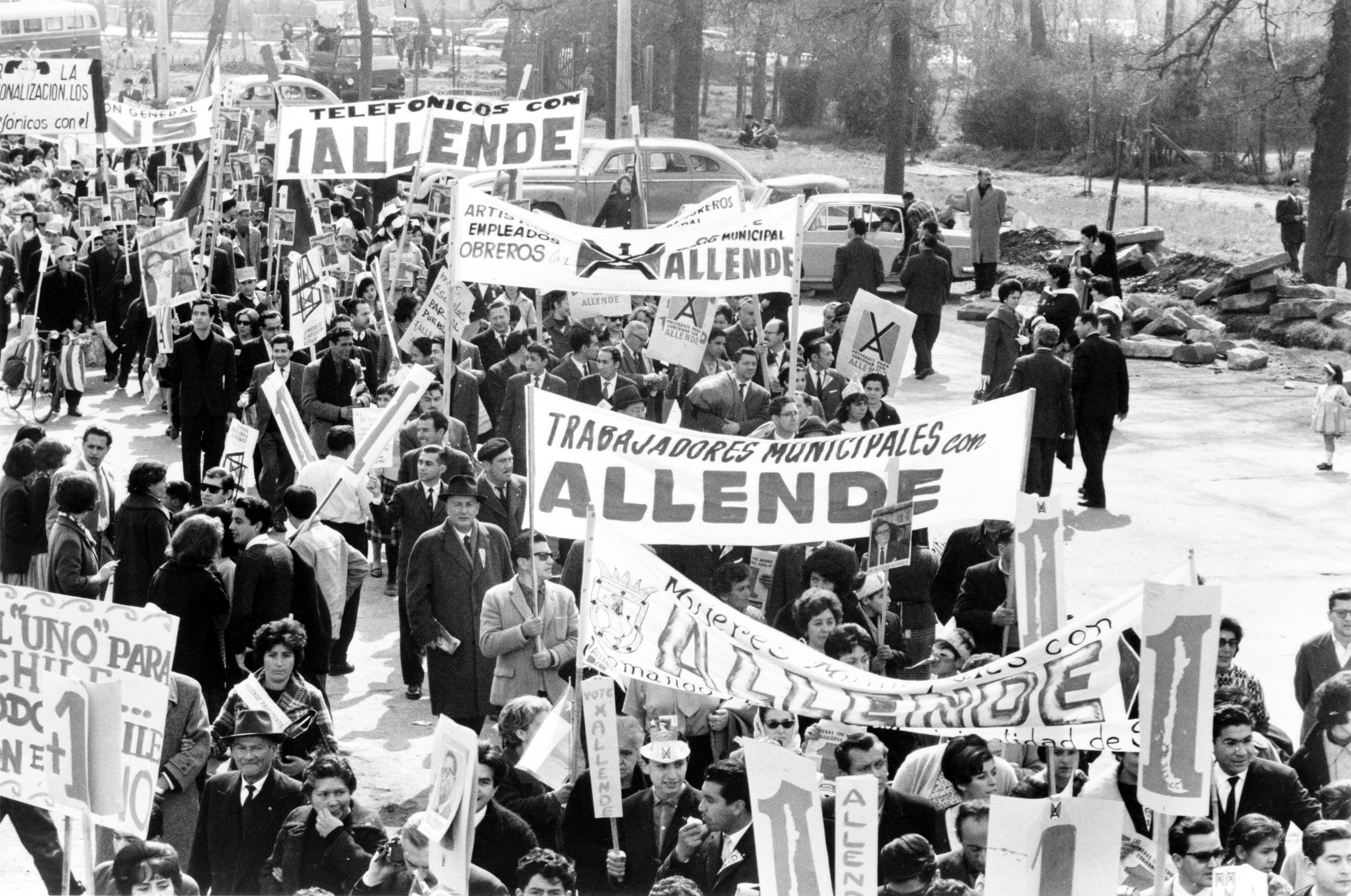
Manifestació en suport a la candidatura de Salvador Allende
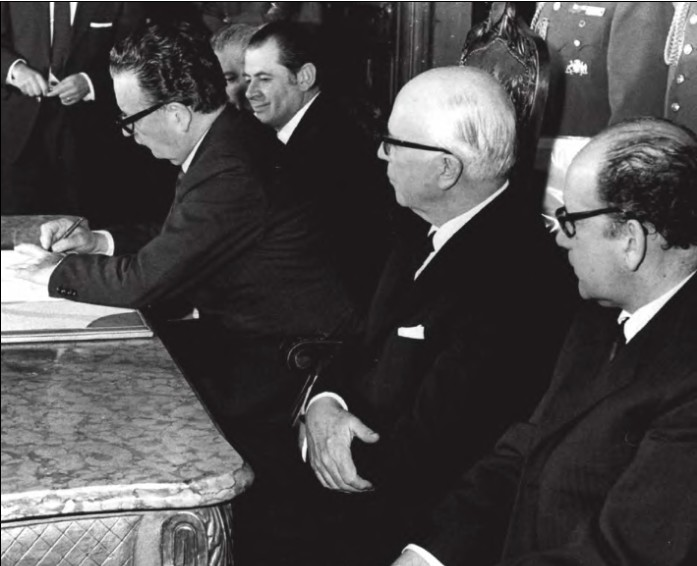
Salvador Allende signa la nacionalització del coure

L'assassinat d'Edmundo Pérez Zujovic, acusat per l'esquerra de la mort de 10 persones en la Massacre de Port Montt, condueix a l'acostament entre la Democràcia Cristiana i el Partit Nacional per oposar-se al govern allendista. Una acusació constitucional aconsegueix fer caure el ministre de l'interior, José Tohá; però Allende provoca a l'oposició en nomenar-lo ministre de Defensa. El 19 de febrer de 1972, l'oposició aconsegueix aprovar al Congrés Ple una reforma constitucional que buscava regularitzar els plans estatizadors de la UP, iniciativa dels senadors Juan Hamilton i Renán Fuentealba. El 21 de febrer, Allende anuncia que formularia observacions, a través de vets supressius o substitutius, que finalment va fer arribar per ofici el 6 d'abril.
En els partits de govern, augmenta el desig de radicalitzar les reformes, principalment pel líder del Partit Socialista, Carlos Altamirano, i el Moviment d'Esquerra Revolucionària intensifica els seus atacs, els que són respostos pel moviment d'ultradreta Pàtria i Llibertat.
En l'àmbit econòmic, el país entra en recessió i el creixement cau. El PNB cau en un 25% i el deute extern s'eleva als 253 milions de dòlars. El desproveïment permet la configuració del mercat negre i el govern ha d'instal·lar les Juntes de Proveïment i Preus (JAP) per a administrar el subministrament de béns a la població. Els mitjans de comunicació es bolquen en enfrontaments verbals segons la seva tendència política i les baralles entre momios i upelientos s'intensifiquen. Segons arxius desclassificats posteriorment pel govern dels Estats Units, la CIA hauria lliurat suport mitjançant la contractació de publicitat a diaris opositors, com El Mercurio, i als promotors d'una aturada de camions durant el mes d'octubre de 1972, el qual acaba amb l'ingrés de militars als principals ministeris de país, formant-se un «gabinet cívic-militar», on el general Carlos Prats, comandant en cap de l'exèrcit, assumeix com a ministre de l'Interior.
El 1973, les eleccions parlamentàries d'aquest any donen un 43,85% a la UP i un 54,78% a la Confederació de la Democràcia (CODE). Allende no aconsegueix la majoria per aconseguir les seves reformes ni el CODE aconsegueix els dos terços al Congrés per poder destituir-lo. Malgrat que Allende tracta d'aconseguir una entesa amb Patricio Aylwin (president de la Democràcia Cristiana), el Partit Socialista es torna completament intransigent i els acords no progressen. La violència augmenta, especialment entre els estudiants a causa del projecte de l'Escola Nacional Unificada (ENU). La Federació d'Estudiants de la Universitat Catòlica de Xile (FEUC) demostra el seu repudi i la Federació d'Estudiants Secundaris (FESES) es divideix. El projecte és detingut gràcies a la intervenció del cardenal Raúl Silva Henríquez, que s'erigeix com a mediador en la crisi.

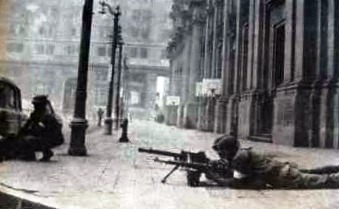
Efectius de l'exèrcit al Palau de La Moneda durant el «Tanquetazo», 29 de juny de 1973

Els opositors a Allende comencen a veure a les Forces Armades com l'única salvació per a la crisi que viu el país. No obstant això, les idees de René Schneider («mentre es visqui en règim legal, les Forces Armades no són una alternativa de poder») i la del general Carlos Prats («mentre existeix l'Estat de dret, la força pública ha de respectar la Constitució») estaven en contra d'un pronunciament militar, el que detenia en gran part que les tropes s'aixequessin. Tot i que el Partit Comunista insisteix a mantenir la pau i evitar una guerra civil, Altamirano afirma que «el cop no es combat amb diàlegs, s'aixafa amb la força de poble». Mentrestant, les observacions d'Allende a la reforma Hamilton-Fuenzalida són rebutjades en part per les càmeres per majoria simple, generant una controvèrsia entre l'Executiu i el Legislatiu pel que fa a la tramitació del projecte de reforma. Allende va plantejar la qüestió al Tribunal Constitucional, que finalment es va declarar incompetent, acollint l'excepció formulada per la Cambra de Diputats i el Senat. Davant d'aquesta situació, i vençut el termini per recórrer a un plebiscit que resolgués la qüestió, Allende dicta un decret promulgatori de la reforma, contenint només aquells punts no vetats. Aquest decret no és cursat per la Contraloría General de la República i l'oposició considera aquest fet com absolutament il·legítim.
El dia 29 de juny, el coronel Roberto Souper mobilitza el Regiment Blindat 2 i es dirigeix al Palau de La Moneda. Prats, dirigint a les guarnicions de Santiago de Xile, aconsegueix aturar aquest intent de cop d'estat conegut com a Tanquetazo, mentre els instigadors es refugien i demanen asil a l'ambaixada de l'Equador, deixant un resultat de 20 morts, principalment civils.
El 22 d'agost, la Cambra de Diputats aprova l'Acord sobre el greu trencament de l'ordre institucional i legal de la República, en què acusaven el Govern d'haver incorregut en diverses violacions com ara aplicar mesures de control econòmic i polític per després instaurar un sistema totalitari, violar garanties constitucionals, dirigir una campanya de difamació contra la Cort Suprema, violar la llibertat d'expressió, reprimir amb violència als opositors, i intentar infiltrar políticament a les Forces Armades.
Allende reconeix que el seu govern està en crisi i decideix convocar un plebiscit per evitar un cop d'estat. No obstant això, les faccions més radicals de govern de la UP repudien la decisió d'Allende. Només compta amb el suport del MAPU, el Partit Radical i el Partit Comunista, que comparteixen la «via pacífica». Davant d'aquesta situació, Allende va convocat al seu ministre de Defensa, Orlando Letelier, perquè convencés el Partit Socialista, el que finalment hauria aconseguit la nit de el 10 de setembre de 1973.

## El cop militar i la Dictadura

### El cop d'estat
Des d'agost de 1973, l'Armada i la Força Aèria (FACh) preparaven un cop d'estat contra el govern de Salvador Allende, liderades pel vicealmirall José Toribio Merino i el general Gustavo Leigh. El 21 d'agost, Carlos Prats havia decidit renunciar sl lloc de comandant en cap després de manifestacions en contra de les esposes dels generals. En el seu reemplaçament, va assumir Augusto Pinochet el dia 23, considerat com un general lleial i apolític. El 22 d'agost, la Cambra de Diputats havia aprovat un acord en què es convocava als ministres militars a solucionar el greu trencament de l'ordre constitucional (l'Acord de la Cambra de Diputats sobre el greu trencament de l'ordre constitucional i legal de la República).
Altamirano va ser advertit d'un possible cop d'estat per part de l'Armada i aquest va llançar un discurs incendiari convocant al fet que Xile es convertirà en un segon Vietnam heroic, mentre es va iniciar un procés de desaforament contra Altamirano. El 7 de setembre, Pinochet va ser convençut per Leigh i Merino i es va unir als colpistes, mentre que entre els carabiners només César Mendoza, un general de poca antiguitat, estava a favor.
El dia 10 de setembre, l'esquadra va salpar com estava previst per a participar dels exercicis UNITAS. L'Exèrcit va ser aquarterat per evitar possibles disturbis el dia del processament d'Altamirano. No obstant això, l'Esquadra va tornar a Valparaíso al matí de l'11 de setembre i va prendre la ciutat ràpidament. Allende va ser alertat prop de les 7 del matí i es va dirigir a La Moneda, després de tractar de situar a Leigh i Pinochet, el que va ser impossible i li va fer pensar que Pinochet havia d'estat fet pres. El general Sepúlveda, director dels carabiners, li va assenyalar que es mantindrà fidel, però Mendoza havia assumit com a director general. D'altra banda, Pinochet va arribar a Comandament de Comunicacions de l'Exèrcit i va començar a participar activament en el cop d'estat. A les 8:42h, les ràdios Mineria i Agricultura van transmetre el primer missatge de la Junta Militar dirigida per Augusto Pinochet, Gustavo Leigh Guzmán, César Mendoza i José Toribio Merino, que va sol·licitar a Allende el lliurament immediat del seu càrrec i l'evacuació immediata de La Moneda o seria atacada per tropes d'aire i terra. En aquest moment, les tropes de carabiners que protegien el palau es van retirar.

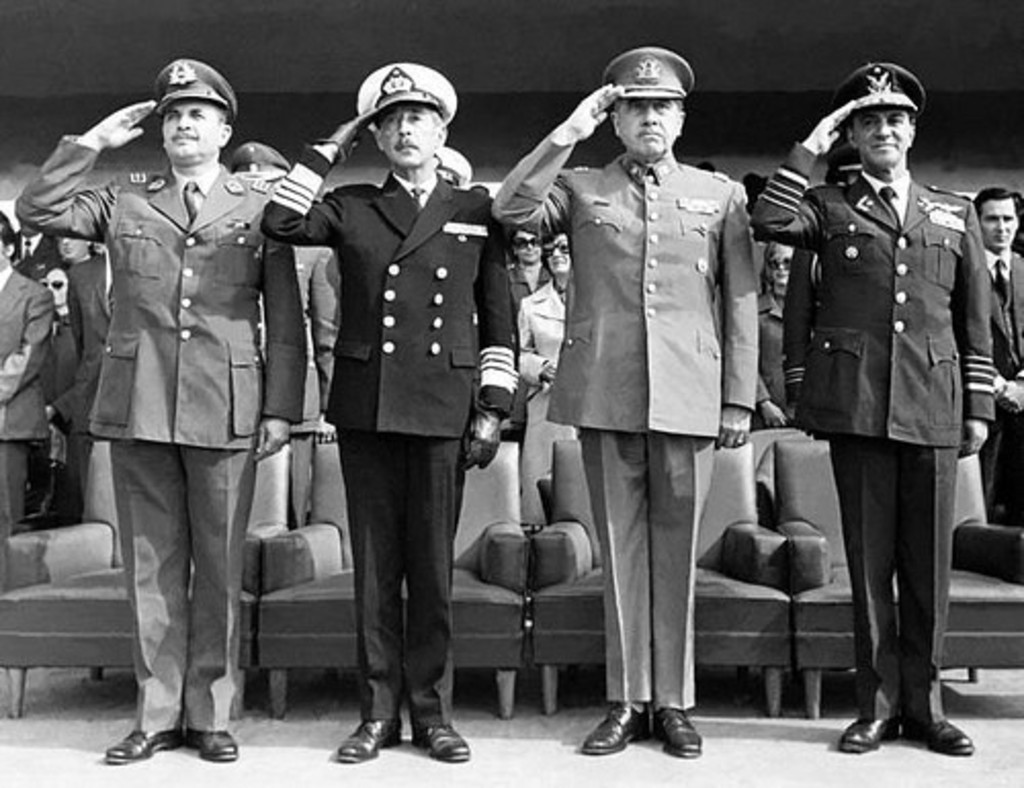
Membres de la Junta Militar que va enderrocar a Salvador Allende l'11 de setembre de 1973 (d'esquerra a dreta): César Mendoza, director general de Carabiners; José Toribio Merino, comandant en cap de l'Armada; Augusto Pinochet, comandant en cap de l'Exèrcit de Terra; i Gustavo Leigh Guzmán, comandant en cap de la Força Aèria
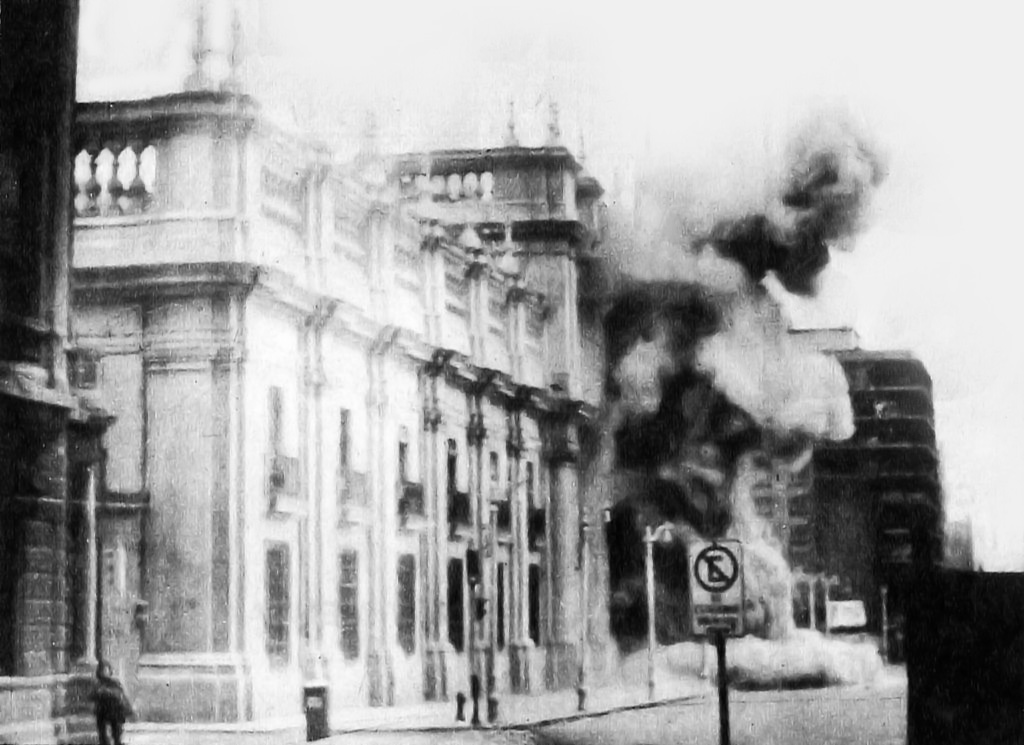
Bombardeig al Palau de La Moneda

Allende va decidir quedar-se a La Moneda, mentre a les 9:55h, van arribar els primers tancs al barri Cívic, que van ser atacats per franctiradors lleials a govern. La Central Única de Treballadors de Xile (CUT) va cridar a la resistència als barris industrials, mentre el president va decidir donar una última al·locució:
| «                                          | Col·locat en un tràngol històric, pagaré amb la meva vida la lleialtat del poble. I els dic que tinc la certesa que la llavor que lliurarem a la consciència digna de milers i milers de xilens no podrà ser cegada definitivament. Treballadors de la meva Pàtria! Tinc fe en Xile i en el seu destí. Superaran altres homes aquest moment gris i amarg on la traïció pretén imposar-se. Segueixin vostès sabent que, molt més d'hora que tard, s'obriran de nou les grans alberedes per on passi l'home lliure, per construir una societat millor. (...) Aquestes són les meves últimes paraules i tinc la certesa que el meu sacrifici no serà en va. Tinc la certesa que, almenys, hi haurà una lliçó moral que castigarà la deslleialtat, la covardia i la traïció. | » |
| — Salvador Allende, 11 de setembre de 1973 | |   |

El foc entre els tancs i els membres del Grup d'Amics Personals (GAP) es va iniciar i, a les 11:52h, avions Hawker Hunter de l'FACh van bombardejar el Palau de La Moneda i la residència d'Allende en Avinguda Tomás Moro, Las Condes. El Palau va començar a incendiar-se, però Allende i els seus partidaris es van negar a rendir-se, de manera que prop de les 14:00h les portes van ser enderrocades i el Palau va ser pres per l'exèrcit. Allí va ser quan Allende va ordenar l'evacuació, però ell es va mantenir al Palau. Segons els testimonis del seu metge personal, hauria vist a Allende disparar-se amb un fusell AK-47 a la barbeta, cometent suïcidi.
| «                                           | Hi ha una comunicació; una informació de personal de l'Escola d'Infanteria que està ja dins de La Moneda. Per la possibilitat d'interferència, la vaig a transmetre en anglès: «They say that Allende commited suicide and is dead now». (Diuen que Allende es va suïcidar i que ara està mort) | » |
| — Patricio Carvajal, 11 de setembre de 1973 | |   |

A les 18:00h, els líders del cop d'estat es van reunir a l'Escola Militar, assumint com a membres de la Junta de Govern que governaria el país, i van decretar l'estat de setge.

### Els primers anys de la Junta
Després d'enderrocar el govern d'Allende, els membres de la Junta de Govern van començar un procés d'establiment d'un nou sistema de govern. Encara que en teoria es mantenia vigent la Constitució de 1925, el poder que requeia en la nova Junta establia una nova institucionalitat al país
D'acord a Decret Llei nº 1, de l'11 de setembre de 1973, Augusto Pinochet assumia la presidència de la Junta de Govern, en la seva qualitat de comandant en cap de la branca més antiga de les Forces Armades. Aquest càrrec, que originalment seria rotatiu, finalment es va tornar permanent; el 27 de juny de 1974 Pinochet es converteix en «Cap suprem de la Nació» (Decret Llei nº 527), càrrec que seria reemplaçat pel de President de la República el 17 de desembre de 1974 (Decret Llei nº 806). En tant, la Junta assumeix les funcions constituent i legislativa en reemplaçament del Congrés Nacional, que va ser clausurat el 21 de setembre.

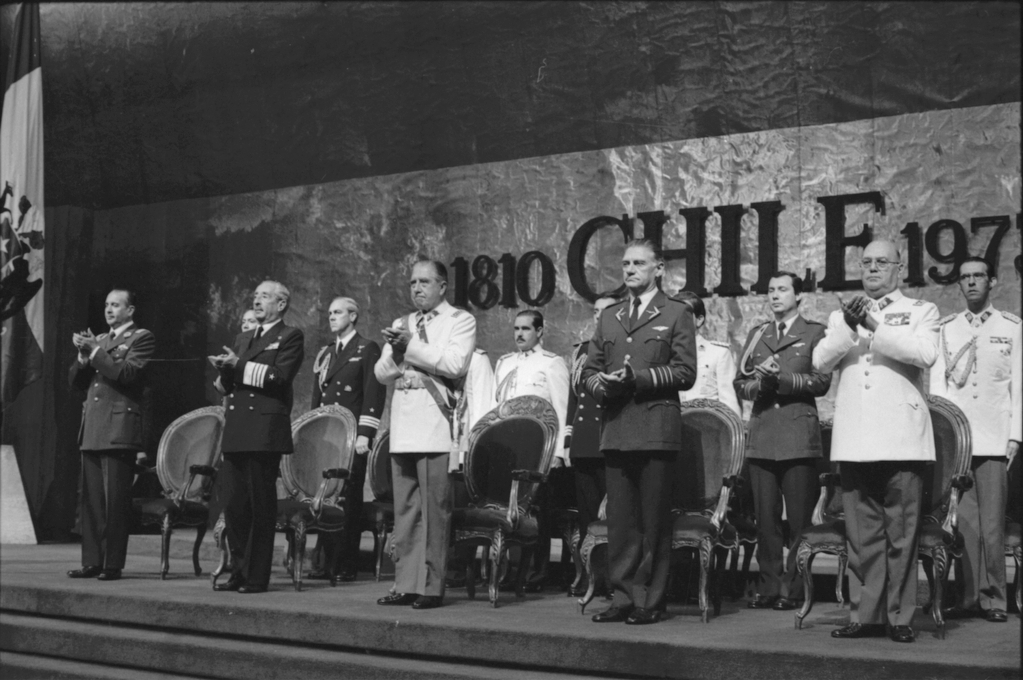
La Junta Militar de Govern (1973-1990)
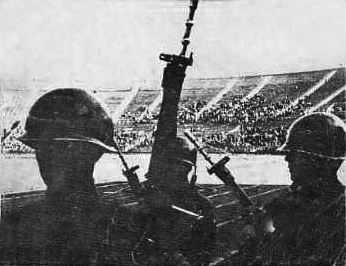
L'Estadio Nacional de Chile va ser un dels principals camps de detenció durant la dictadura

Mentrestant, milers de persones van començar a sofrir la repressió exercida pel nou govern. La majoria dels líders del govern de la Unitat Popular i de l'esquerra van ser detinguts i traslladats a centres de reclusió. Cuatro Álamos, Villa Grimaldi, l'Estadi Xile i l'Estadi Nacional a Santiago de Xile van ser utilitzats com a camps de detenció i tortura, igual que l'Oficina Salitrera Chacabuco, l'Illa Dawson a la Patagònia, el port de Pisagua, el vaixel escola Esmeralda i altres llocs al llarg de país. 3000 persones haurien estat assassinades per membres de la DINA i d'altres organismes de les Forces Armades, entre els quals es destaquen Víctor Jara i José Tohá. Moltes d'aquestes persones romanen com detinguts desapareguts en l'actualitat. Al seu torn, més de 35.000 persones van ser sistemàticament torturades, més de 300.000 persones van ser detingudes per organismes de govern, i altres tantes van haver d'exiliar en diversos països del món, sent en alguns casos brutalment assassinades en atemptats explosius a l'estranger, com Carlos Prats i Orlando Letelier. Les sistemàtiques violacions dels drets humans comeses per la dictadura de Pinochet van provocar el repudi de diversos estats i de l'Organització de les Nacions Unides.
En l'àmbit econòmic, la dictadura militar intenta una «política de xoc» per corregir la crisi en què havia estat sumit el govern, amb una inflació superior a el 300%. Per això, se sol·licita l'ajuda d'un grup d'economistes joves titulats de la Universitat de Xicago que implanten el model del neoliberalisme de Milton Friedman. Els «Chicago Boys» van plasmar les idees nascudes d'El Ladrillo i, seguint les idees de Friedman, comencen amb el tractament de xoc per a l'economia xilena: la despesa pública va ser reduïda en un 20%, van ser acomiadats el 30% dels empleats públics, l'IVA va ser augmentat i es va liquidar el Sistema Nacional d'Estalvi i Préstec de Xile. Tal com es tenia previst, l'economia després d'aquestes mesures es va esfondrar, cosa que Friedman considerava necessari per a fer-la «ressorgir». El PGB i el valor de les exportacions van caure en un 12% i un 40%, respectivament, i l'atur va augmentar per sobre el 16%. No obstant això, les mesures aplicades durant aquest període van començar a fer efecte el 1977, quan l'economia va començar a aixecar-se i es va donar inici al que va ser el Boom o el Miracle de Xile. En aquests anys van finalitzar els treballs del Metre de Santiago i van començar els de la Carretera Austral.
Aprofitant la conjuntura a Amèrica Llatina, liderada per múltiples dictadors militars, Xile es va integrar junt amb altres estats en l'Operació Còndor, un pla de la intel·ligència militar destinat a la pràctica del terrorisme d'Estat en el Con Sud, recolzat per la CIA. Un dels ideòlegs d'aquest pla va ser el cap de la DINA, Manuel Contreras, un dels homes amb més poder al país durant aquests anys. La proximitat que tenia amb els líders d'altres països va permetre que, per exemple, Xile apropés posicions amb la Bolívia liderada pel general Hugo Banzer. Això va permetre la signatura de l'Acord de Charaña, un intent de solucionar el problema de la mediterraneïtat de Bolívia i en el qual es restablien les relacions diplomàtiques trencades des de dècades enrere.

### El canvi de dècada

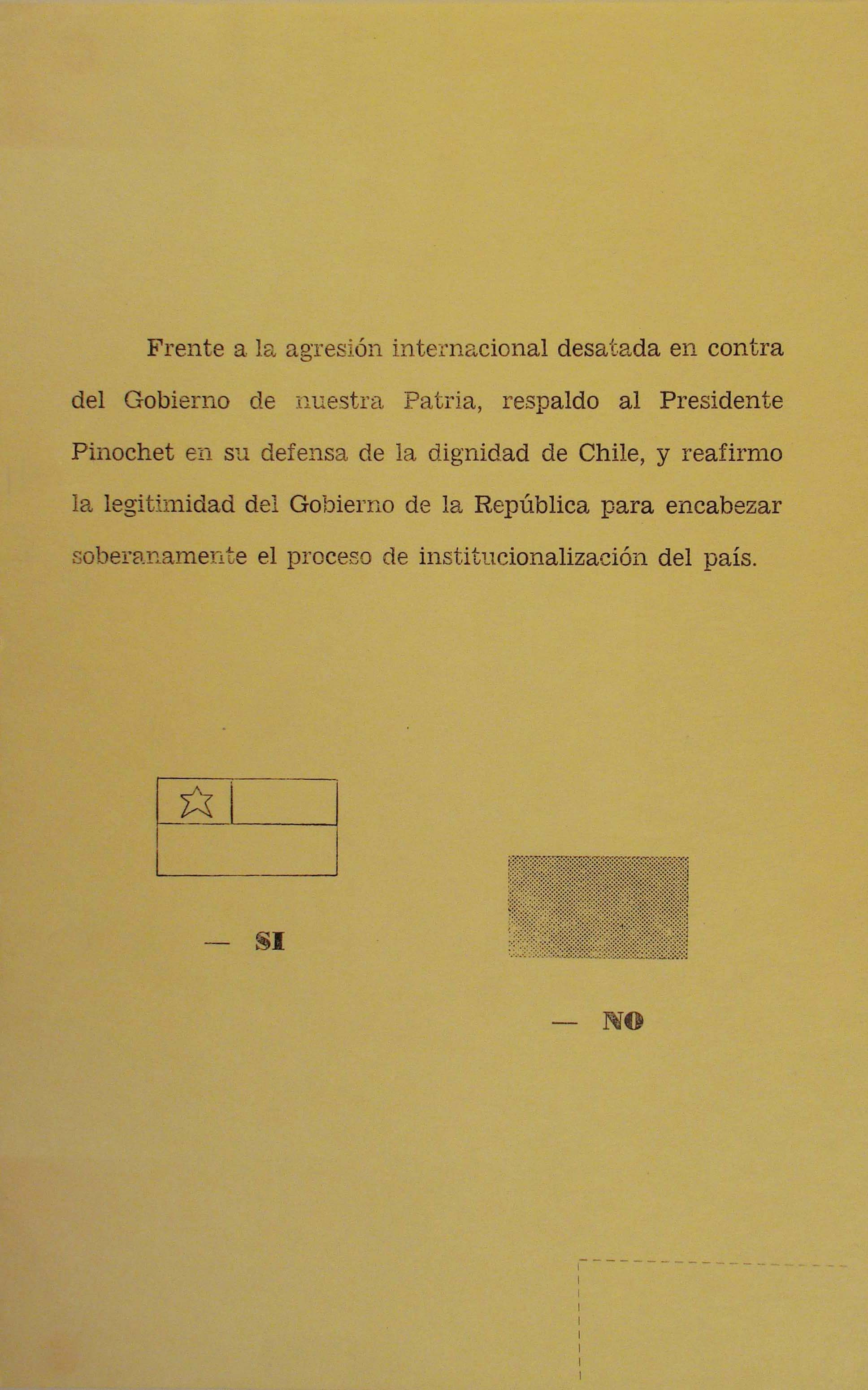
Vot del referèndum per legitimar la dictadura el 1978. Cal observar la redacció, les banderes i la posició d'aquestes

L'any 1978 va marcar un dels anys més crítics de govern de Pinochet. Els Estats Units d'Amèrica, que havia recolzat en un començament a la dictadura, es va tornar un dels seus principals detractors, degut principalment a l'atemptat terrorista contra Orlando Letelier, exiliat a Washington D.C. Jimmy Carter, qui havia assumit el govern de país de nord l'any anterior, va realitzar una forta campanya al costat de diversos organismes internacionals exigint majors llibertats civils a Xile, criticant tant la censura contra la premsa com la repressió a l'oposició. Davant d'això, Pinochet va convocar a un plebiscit, tot i que no existien registres electorals. D'acord als resultats donats a conèixer pel govern, van votar 5.349.172 persones: 4.012.023 vots per l'opció «Sí», 1.092.226 per l'opció «No» i 244.923 van ser nuls i blancs. No obstant això, aquestes xifres han estat qüestionades a causa de les diverses irregularitats del procés.
Les violacions als drets humans van continuar malgrat la pressió internacional. Mentre Pinochet promulgava el Decret llei nº 2191, que va concedir l'amnistia a tots els que haguessin comès fets delictius des de la data del cop d'estat, en qualitat d'autors, còmplices o encobridors, la premsa va començar a desvetllar la troballa dels primers detinguts desapareguts en la zona de Lonquén. En tant, la DINA va ser reemplaçada per la Central Nacional d'Informacions (CNI), mentre el cardenal Raúl Silva Henríquez va encarar el problema i va crear la Vicaria de la Solidaritat.
En aquest ambient, Gustavo Leigh va manifestar públicament les seves diferències d'opinió amb Pinochet. Leigh, el gestor del cop, s'oposava a l'excessiu personalisme de Pinochet i al model econòmic impost. Leigh també esperava apurar els terminis per a la tornada a la democràcia i estava en contra de les pràctiques terroristes que estava exercint l'Estat. Després d'unes declaracions del Comandant de la Força Aèria al diari italià Corriere della Sera i la seva negativa a retractar-se, Leigh va ser deposat per la Junta Militar i reemplaçat per Fernando Matthei.
Tot i que les relacions diplomàtiques amb els països veïns eren molt bones, aquestes es van trencar durant 1978. La proximitat de la commemoració del centenari de la Guerra del Pacífic va produir efervescència al Perú (amb el qual havia tingut problemes diplomàtics a 1974) i Bolívia. Els intents d'atorgar una sortida a la mar a Bolívia es van veure truncats pel vet del Perú a l'Acord de Charaña, vet que podia exercir d'acord amb el que estableix el Protocol Addicional del Tractat d'Ancón, arribant el dictador del Perú, el general de l'exèrcit peruà Juan Velasco Alvarado a mobilitzar la 18a Divisió Blindada de l'Exèrcit del Perú al sud, prop de la frontera amb Xile. Dies després, el general peruà Francisco Morales Bermúdez Cerruti va enderrocar al general Velasco, va desmobilitzar la 18a Divisió Blindada, els tancs van retornar a les seves casernes, i la normalitat va tornar a la frontera, mantenint el vet a l'Acord de Charaña. Llavors, el president bolivià Hugo Banzer Suárez va trencar relacions diplomàtiques amb Xile.
Al mateix temps, es va aguditzar el Conflicte del Beagle. El Laude Arbitral de 1977 havia adjudicat les illes Picton, Lennox i Nueva a Xile, que a partir de 1904 havien estat reclamades, en part, per l'Argentina. Tots dos països s'havien compromès a acceptar el laude arbitral. No obstant això, el 1978, Jorge Rafael Videla va declarar la sentència com «insanablemente nul» i la possibilitat d'una guerra amb l'Argentina va ser imminent, a la qual se li sumava la possibilitat d'un «cuadrillazo» (guerra de Xile contra l'Argentina, Bolívia i Perú) .
Xile va intentar solucionar la controvèrsia a través d'una mediació papal amb Pau VI, però la seva mort i la del seu successor, Joan Pau I, van agreujar la situació. El 22 de desembre de 1978, Argentina va iniciar l'Operació Sobirania per ocupar militarment les illes i envair territori continental xilè. Joan Pau II va oferir una mediació papal entre els dos països, la qual va ser acceptada per l'Argentina. El conflicte finalment seria resolt amb el Tractat de Pau i Amistat, signat el 29 de novembre de 1984.
A l'octubre de 1978, el Consell d'Estat (un organisme assessor a la Junta, presidit per Jorge Alessandri) va rebre un avantprojecte de Constitució redactat per la Comissió Ortúzar. El 8 de juny de 1980, Alessandri va lliurar un dictamen i informe elaborat pel Consell, contenint diverses correccions a l'avantprojecte. Per tal d'analitzar el projecte presentat pel Consell, la Junta de Govern va nomenar un grup de treball que va practicar la feina de casa durant un mes, realitzant diverses modificacions al seu text. Finalment, el 10 d'agost Pinochet va informar que la Junta havia aprovat la nova Constitució i que la sotmetria a un plebiscit. Però els registres electorals no van ser oberts, per la qual cosa s'haurien produït diverses irregularitats en el procés. L'oposició només va poder manifestar-se en un acte polític liderat per Eduardo Frei Montalva en el teatre Caupolicán. L'11 de setembre de 1980 es va realitzar el referèndum que va obtenir un suport d'un 68,95% dels vots. Així, la nova Constitució Política de la República de Xile va entrar en vigència l'11 de març del 1981.
Durant el 1981, els primers símptomes d'una nova crisi econòmica van començar a sentir-se al país. Xile, gràcies al Boom, havia crescut a una mitjana anual de 7,5% entre 1976 i 1981, però la balança de pagaments va arribar un dèficit del 20% en aquest any i els preus del coure van caure ràpidament. La banca estrangera va deixar d'invertir, mentre que el govern deia que tot això era part de la recessió mundial. La banca nacional i les empreses xilenes havien aprofitat durant aquest període per demanar diversos préstecs, basats en la premissa d'un canvi fix d'un dòlar per 39 pesos xilens.

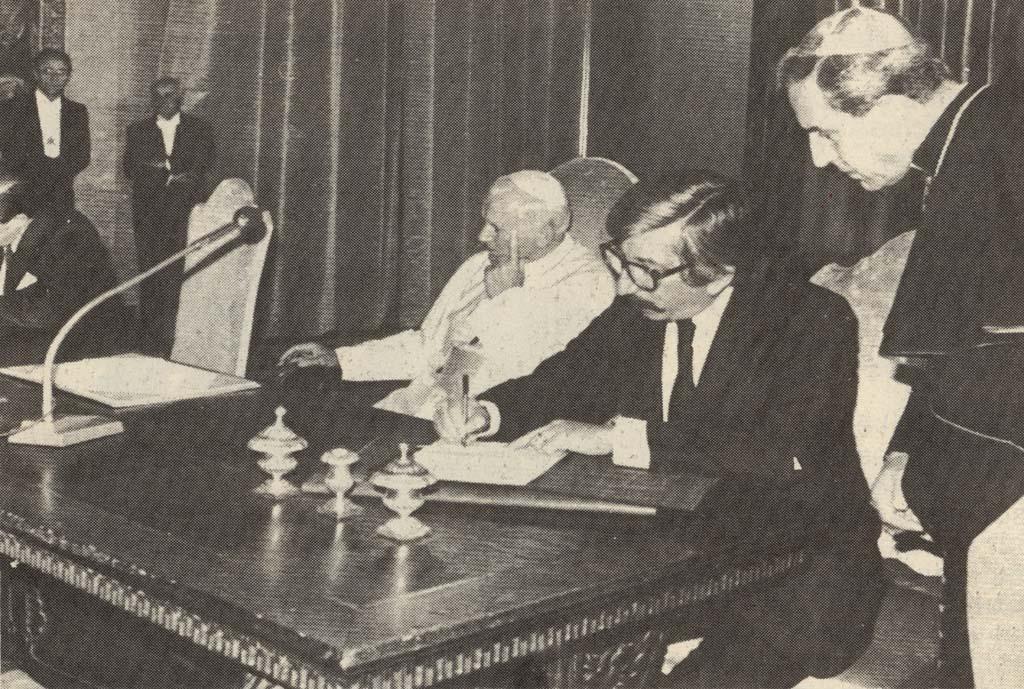
Signatura del Tractat de Pau i Amistat entre l'Argentina i Xile en la Ciutat del Vaticà el 29 de novembre de 1984, sota l'arbitratge de Joan Pau II
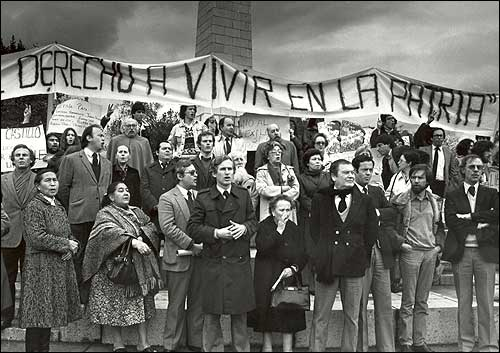
Protestes pacífiques el 1985 contra la dictadura de Pinochet
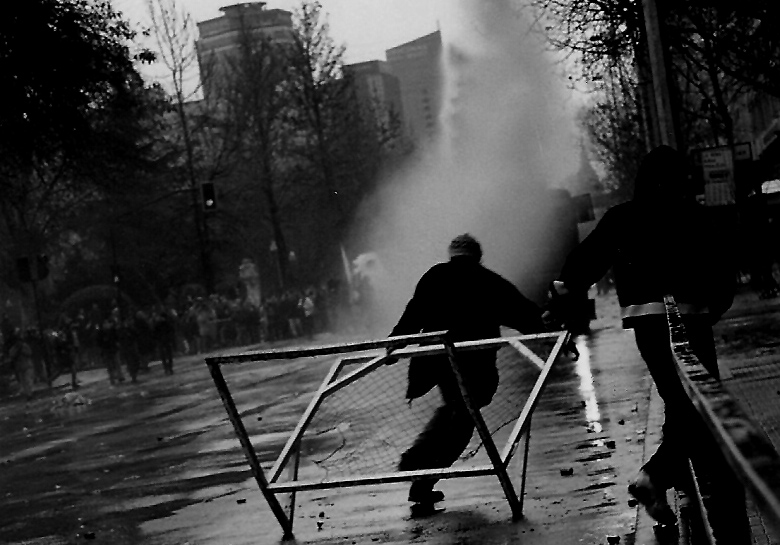
Protestes a Santiago de Xile contra la dictadura de Pinochet

La situació no es va poder sostenir i, al juny de 1982, el pes xilè va ser devaluat i es va acabar amb la política de canvi fix. Davant això, els préstecs van aconseguir interessos exorbitants i molts bancs i empreses van quedar en fallida. L'atur es va elevar a un 26% i el govern no trobava cap fórmula per enfrontar la situació. La inflació va arribar al 20% i el PGB queia en un 15%. Davant d'aquesta situació, van començar a aparèixer les primeres protestes de caràcter pacífic, les quals van ser violentament reprimides pels carabiners i l'exèrcit.
El 27 de desembre de 1986, comandaments del Front Patriòtic Manuel Rodríguez (FPMR) van intentar assassinar al general Pinochet en el camí al Cajón del Maipo. Després del fracàs de l'atemptat, Pinochet va ordenar una forta onada repressiva que va acabar amb la mort de diversos frontistes (Operació Albània). En aquest mateix període, va sortir a la llum pública l'assassinat de tres professionals comunistes que havien estat degollats, delicte comès per cossos de carabiners, el que va obligar a la renúncia de director general César Mendoza, qui va ser reemplaçat per Rodolfo Stange.
Després de la renúncia de Sergio Fernández al Ministeri de l'Interior, Sergio Onofre Jarpa, el seu successor, va permetre l'apropament a l'Aliança Democràtica (composta per democratacristians i socialistes moderats). Gràcies a la participació del cardenal Juan Francisco Fresno, partidaris del govern i part de l'oposició van formular, a l'agost de 1985, un «Acord Nacional per a la Transició a la Plena Democràcia». Aquest acord va ser rebut amb escepticisme pels sectors de l'extrema esquerra i va causar serioses discrepàncies a l'interior de la Junta de Govern.

#### L'àmbit econòmic
En l'àmbit econòmic, amb Hernán Büchi com a Ministre d'Hisenda, es va produir l'anomenat «Segon Miracle» a causa d'un profund procés de privatitzacions d'empreses públiques (LAN Xile, ENTEL, CTC, CAP S.A., entre altres) i l'aprofundiment del model neoliberal (en els anys més crus de la crisi, es van aplicar algunes mesures de tipus keynesià). No obstant això, aquestes privatitzacions es van realitzar sense fiscalització, sense bases de licitació i sota una completa manca de transparència, un procés que va perjudicar als interessos del país. D'acord a un informe de l'any 2004 d'una comissió investigadora de la Cambra de Diputats, com a conseqüència d'aquestes operacions l'Estat xilè va perdre l'equivalent a 2.209 milions de dòlars. D'acord a l'informat per la Contraloría General de la República només la privatització de CAP va significar pèrdues per a l'Estat de 706 milions de dòlars; i la d'ENDESA, 811,5 milions. Entre els principals beneficiaris d'aquestes operacions es trobaven partidaris de la dictadura, com ara Julio Ponce Lerou (gendre d'Augusto Pinochet), Roberto De Andraca, José Yuraszeck, els grups d'Hurtado Vicuña, Fernández León, i el Grup Penta de Carlos Alberto Délano. Aquest últim, sense considerar el traspàs directe que es va fer el Fisc, en el període 1973-1990, de prop de 11.000 immobles, propietat de Béns Nacionals, a mans privades.
Tot i que el PIB es duplicaria en els propers anys, la reducció en la despesa social va augmentar la bretxa entre rics i pobres. Xile, històricament molt desigual, va incrementar encara més els seus nivells de desigualtat. Si a finals del govern d'Allende l'índex de Gini ajustat per equivalències i economies d'escala era de 0,44, a finals de la dictadura era de 0,57. D'altra banda, la zona del Xile central va ser sacsejada pel terratrèmol del 3 de març de 1985, sofrint greus danys les estructures de les construccions de Santiago de Xile, Valparaíso i San Antonio.

### Els últims anys de la dictadura
El govern promulga el 1987 la Llei Orgànica Constitucional dels Partits Polítics, que permet la creació de partits polítics, i Llei Orgànica Constitucional sobre sistema d'inscripcions electorals i Servei Electoral, que permet obrir els registres electorals. Amb aquestes disposicions legals, s'obriria el camí per a complir el que estableix la Constitució de 1980.
Al començament de 1987, el papa Joan Pau II va visitar el país (va recórrer les ciutats de Santiago de Xile, Viña del Mar, Valparaíso, Temuco, Punta Arenas, Puerto Montt i Antofagasta), i va ser testimoni de la repressió durant unes protestes realitzades durant la cerimònia de beatificació de Teresa dels Andes al Parc O'Higgins (3 d'abril de 1987). Durant la seva visita, Joan Pau II va mantenir una llarga reunió amb Pinochet en la qual van tractar el tema de la tornada a la democràcia. En aquesta reunió, el Pontífex hauria instat a Pinochet a fer modificacions a la dictadura i fins i tot li hauria sol·licitat la seva renúncia. A l'any següent, es convocaria a la realització del plebiscit, sent fixat per al 5 d'octubre.
El 30 d'agost de 1988, els comandants en cap de les Forces Armades i el general director de Carabiners, de conformitat amb les normes transitòries de la Constitució, van proposar com a candidat a Augusto Pinochet. Els partidaris del «SÍ» estarien integrats pels membres de govern i els partits Renovació Nacional, la Unió Demòcrata Independent i altres partits menors. D'altra banda, l'oposició va crear la Concertació de Partits pel «NO», que agrupava 16 organitzacions polítiques opositores a la dictadura, entre les quals es destacaven, la Democràcia Cristiana, el Partit per la Democràcia i algunes faccions del Partit Socialista. En tant, el Partit Comunista estava encara proscrit.

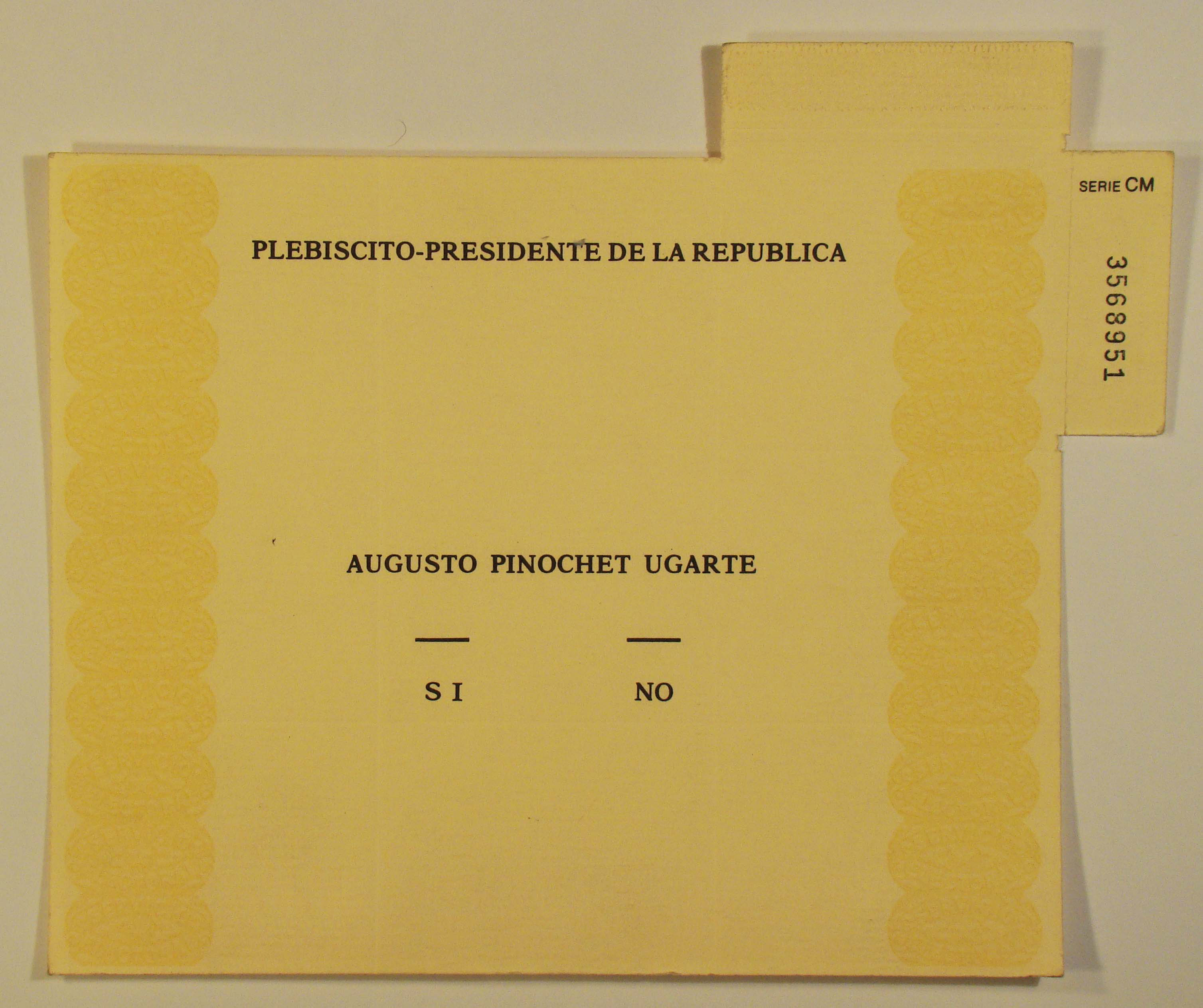
Vot del plebiscit de 1988
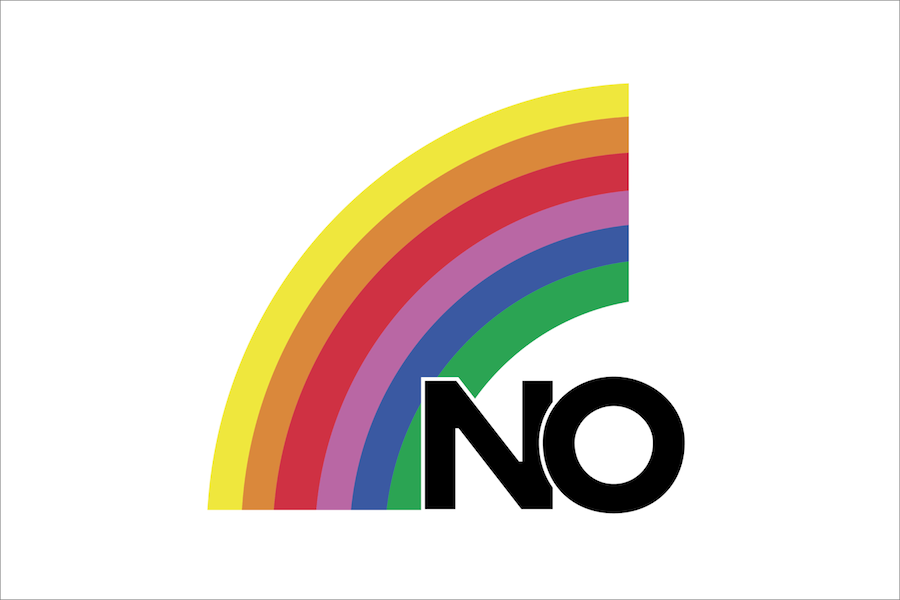
La bandera de la Concertació de Partits per al «No»
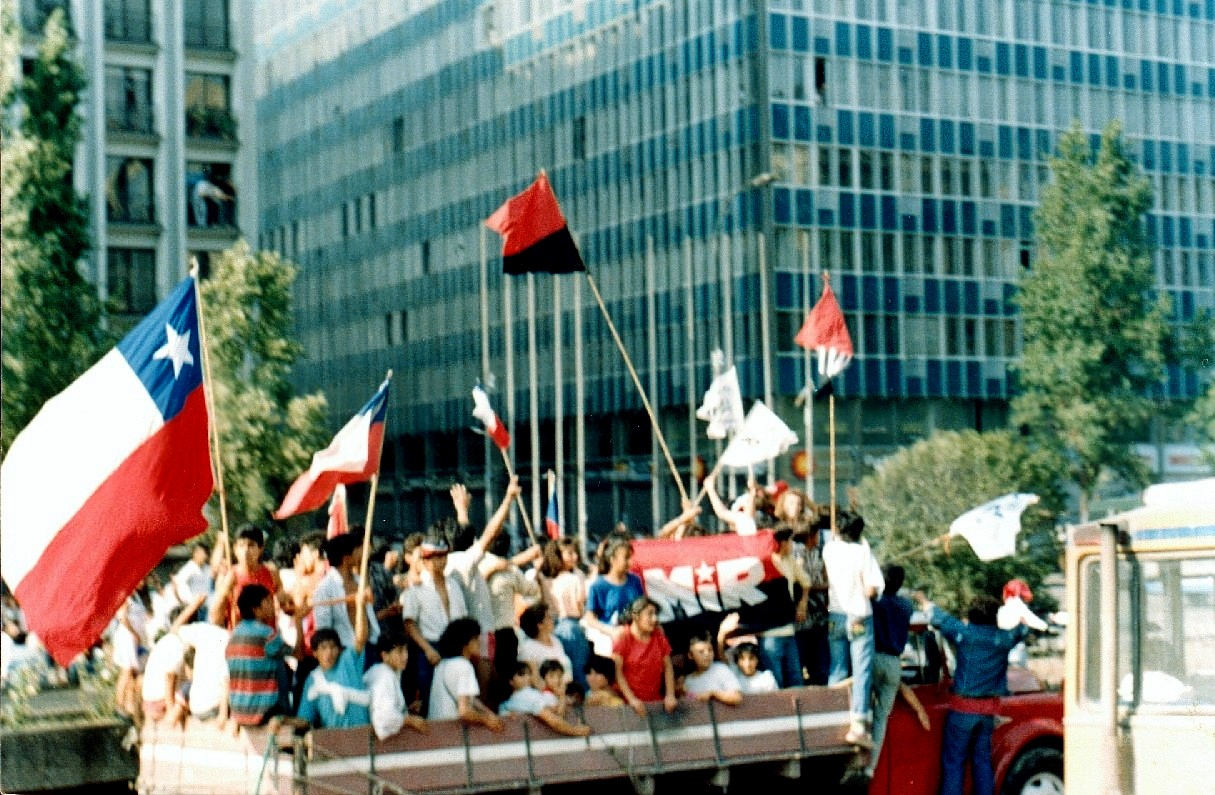
Manifestants celebren al centre de Santiago de Xile la victòria del «NO», al plebiscit del 5 d'octubre de 1988

El 5 de setembre d'aquest any va ser permesa la propaganda política després de 15 anys de dictadura. La propaganda seria un element clau per a la campanya del «NO» al mostrar un futur colorit i optimista, contrarestant a la campanya oficialista, notòriament deficient en qualitat tècnica i que presagiava el retorn del govern de la Unitat Popular en cas d'una derrota de Pinochet. Tot i que la Campanya del «SÍ» va tractar de revertir els magres resultats del començament, revitalitzant la seva campanya, els resultats finals van lliurar una victòria a l'oposició: el «SÍ» va obtenir el 44,74% i el «NO» el 54,68% dels vots escrutats.
Tot i la reticència inicial, Pinochet reconeix la victòria del «NO» i afirma que continuarà el procés traçat per la Constitució de 1980. Així es va convocar eleccions de President i parlamentaris pel 14 de desembre de 1989. Prèviament, un plebiscit realitzat el 30 de juliol d'aquest any havia aprovat una sèrie de reformes a la Constitució, reduint en part l'autoritarisme que posseïa la Constitució.
Patricio Aylwin, candidat de la Concertació, va obtenir el 55,17% dels vots, enfront del 29,4% d'Hernan Büchi i el 15,43% de Francisco Javier Errázuriz Talavera, candidat independent de centre.

## La transició a la democràcia
Patricio Aylwin va rebre el comandament de mans d'Augusto Pinochet, l'11 de març de 1990 en el nou Congrés situat a la ciutat de Valparaíso, donant inici al procés de Transició a la democràcia.
En els inicis del seu govern, Patricio Aylwin va haver de treballar en un sistema que mantenia inamovibles molts vestigis de la dictadura militar. Tot i que la Concertació havia obtingut la majoria dels vots en les eleccions parlamentàries, a causa del sistema binominal i l'existència de senadors designats, no es podrien fer les esperades reformes a la Constitució i l'administració local de les comunes encara estava en mans de persones designades pel règim militar, els que serien reemplaçats després de les eleccions de juny de 1992.

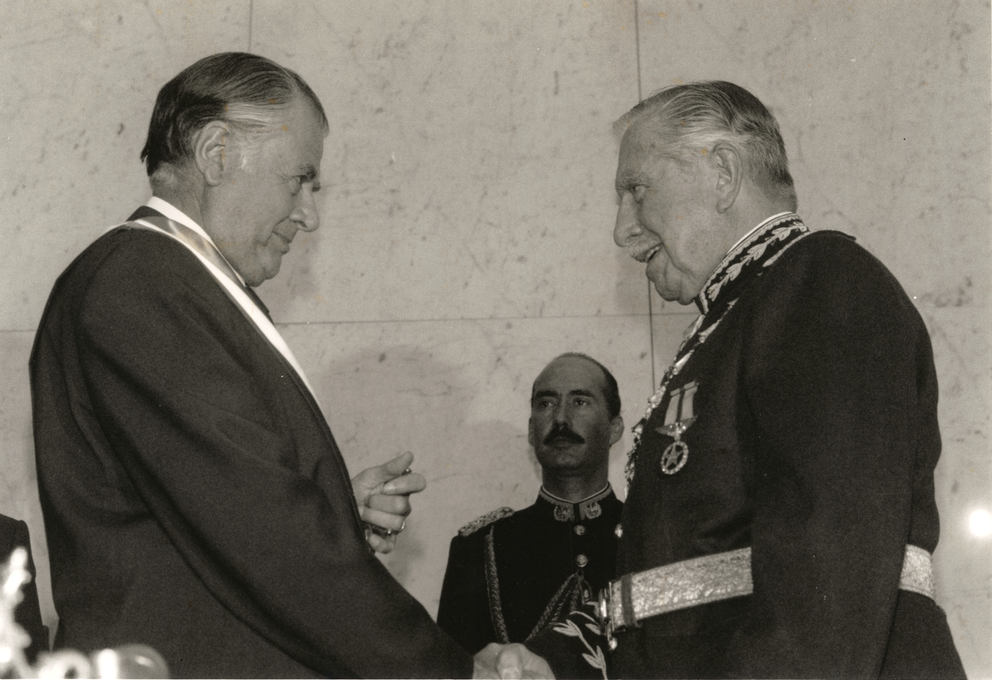
El president Patricio Aylwin Azócar junt amb el general Augusto Pinochet, durant la cerimònia de transmissió de comandament l'11 de març de 1990
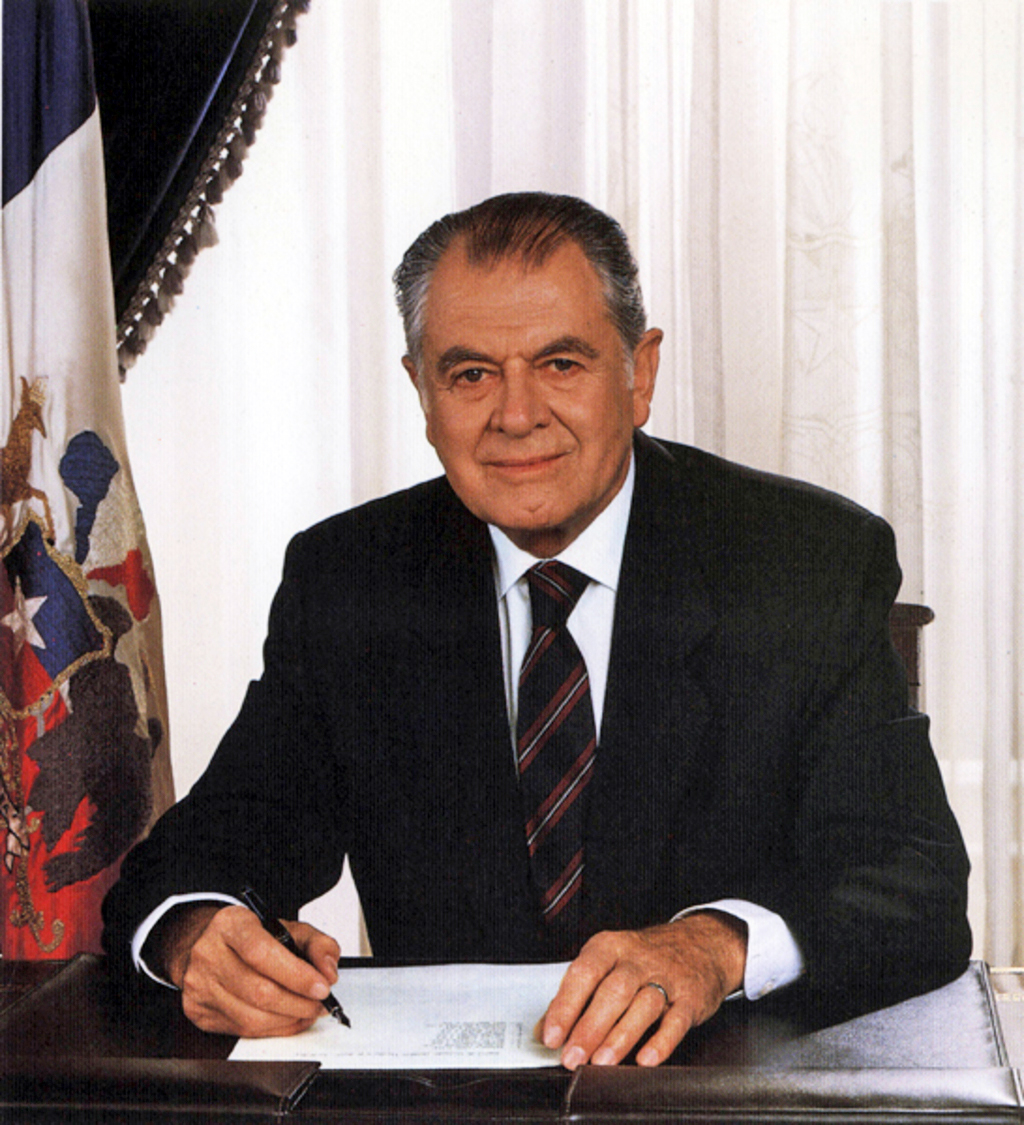
Patricio Aylwin

Aylwin va governar cautelosament, cuidant les relacions amb l'exèrcit, on Pinochet encara es mantenia com a Comandant en Cap. L'exèrcit, encara que havia deixat de participar en el govern, seguia sent un important actor polític i va manifestar el seu rebuig a certes mesures de govern concertacionista a través de moviments tàctics com l'«Exercici d'Enllaç» (1991) i el «Boinazo» (1993).
En aquest context, es va constituir la Comissió Nacional de la Veritat i Reconciliació destinada a investigar i aclarir les situacions de violacions dels drets humans durant els anys del règim militar. Dirigida per Raúl Rettig, la Comissió es va enfrontar al rebuig de les autoritats militars. No obstant això, l'informe de la comissió va ser donat a conèixer a través de la televisió pel President Aylwin, el 4 de març de 1991, després de nou mesos de treball. En la seva al·locució, Aylwin va donar a conèixer els resultats de l'estudi, va demanar perdó a les famílies de les víctimes en nom de la Nació, va anunciar mesures de reparació moral i material per a aquestes, i el desig de l'Estat d'impedir i prevenir noves violacions als drets humans.
Durant la seva gestió, Aylwin va proposar crear modificacions a les normes tributàries per augmentar la despesa fiscal i millorar la redistribució de l'ingrés, en moments en què l'economia xilena seguia prosperant a causa de l'augment en les exportacions del coure i de productes agrícoles. Així mateix, durant el seu mandat, es va reduir la pobresa d'un 38,75% a prop d'un 27,5%, i es promulga la Llei Indígena (Llei 19253 de 5 d'octubre de 1993), que reconeix per primera vegada als pobles indígenes i que crea la Corporació Nacional de Desenvolupament Indígena (CONADI), organisme encarregat de la promoció de polítiques que fomentin el desenvolupament integral d'aquests pobles. Igualment, l'Oficina de Planificació Nacional i Cooperació (ODEPLAN) es transforma en el Ministeri de Planificació i Cooperació (MIDEPLAN) i es crea el Fons de Solidaritat i Inversió Social (FOSIS) per fomentar les polítiques socials, i amb la promulgació de la Llei sobre Bases Generals de el Medi Ambient (Llei 19.300 de 9 de gener de 1994), que buscava estructurar un marc per a un ordenament ambiental, es crea la Comissió Nacional de Medi Ambient (CONAMA), per promoure el desenvolupament sostenible i coordinar les accions derivades de les polítiques i estratègies ambientals del govern.
El 1993, es van fer noves eleccions presidencials i es va renovar la Cambra de Diputats i la meitat del Senat. Eduardo Frei Ruiz-Tagle, fill d'Eduardo Frei Montalva i també democratacristià, va obtenir el 57,98% dels vots, mentre que el segon candidat, Arturo Alessandri Besa, de la Unió pel Progrés de Xile (RN i la UDI, més la Unió de Centre Centre, el Partit Nacional i el Partit del Sud), va obtenir el 24,41% dels vots.
Frei, que va assumir l'11 de març de 1994, va revitalitzar les relacions de país amb l'exterior, després del cert aïllament en què es va estar durant la dictadura militar. L'economia es va expandir encara més i el creixement va augmentar de mitjana un 8% anual durant els primers tres anys de govern, el que va permetre l'inici de negociacions amb Canadà, Estats Units d'Amèrica i Mèxic per a la integració a la NAFTA i l'ingrés com a membre associat al Mercosur. A més, Xile va ingressar al Grup de Rio, i al llarg de la dècada va resoldre alguns dels últims litigis fronterers amb l'Argentina (Llacuna del Desert, encara pendent part del traçat del camp de gel patagó sud).

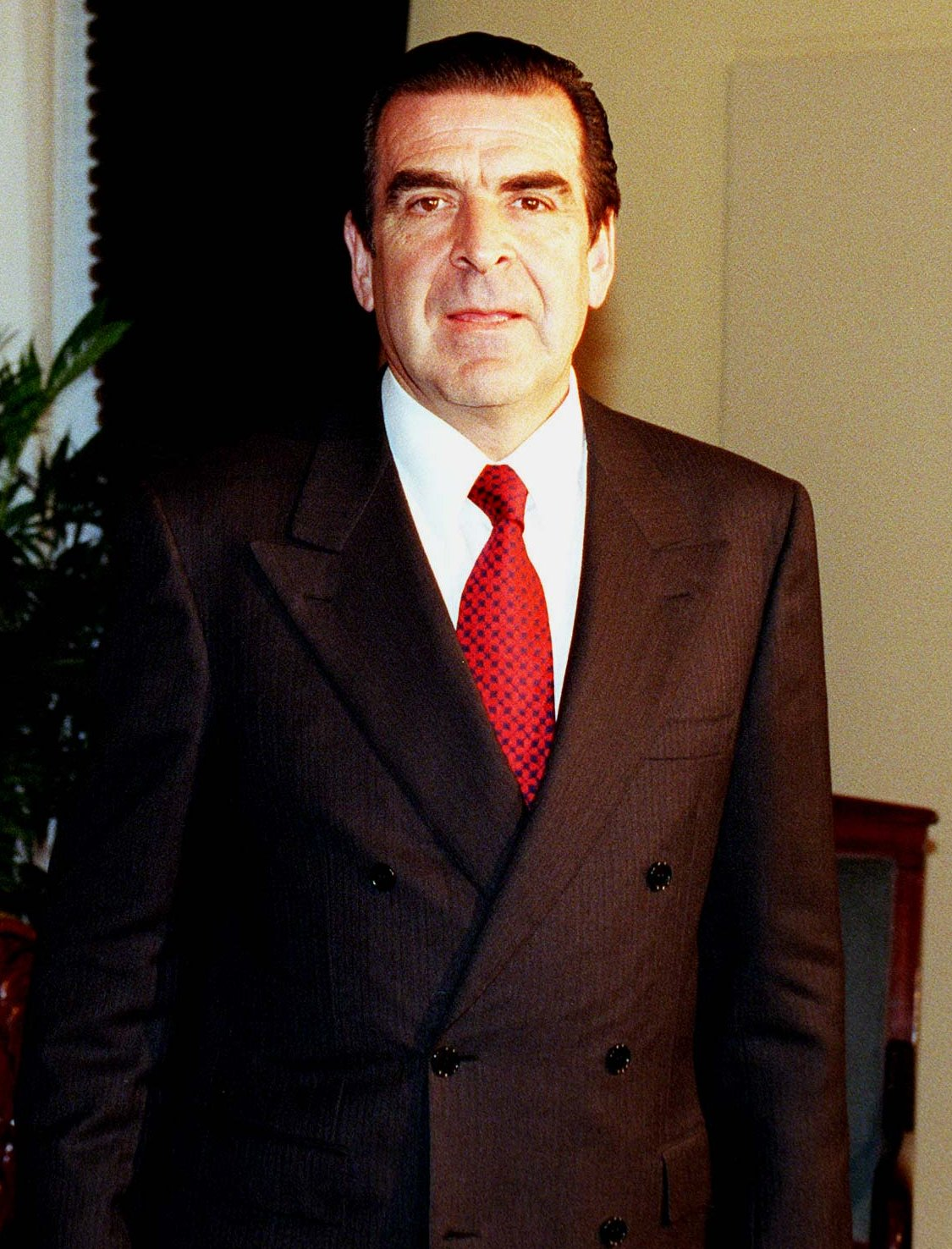
Eduardo Frei Ruiz-Tagle
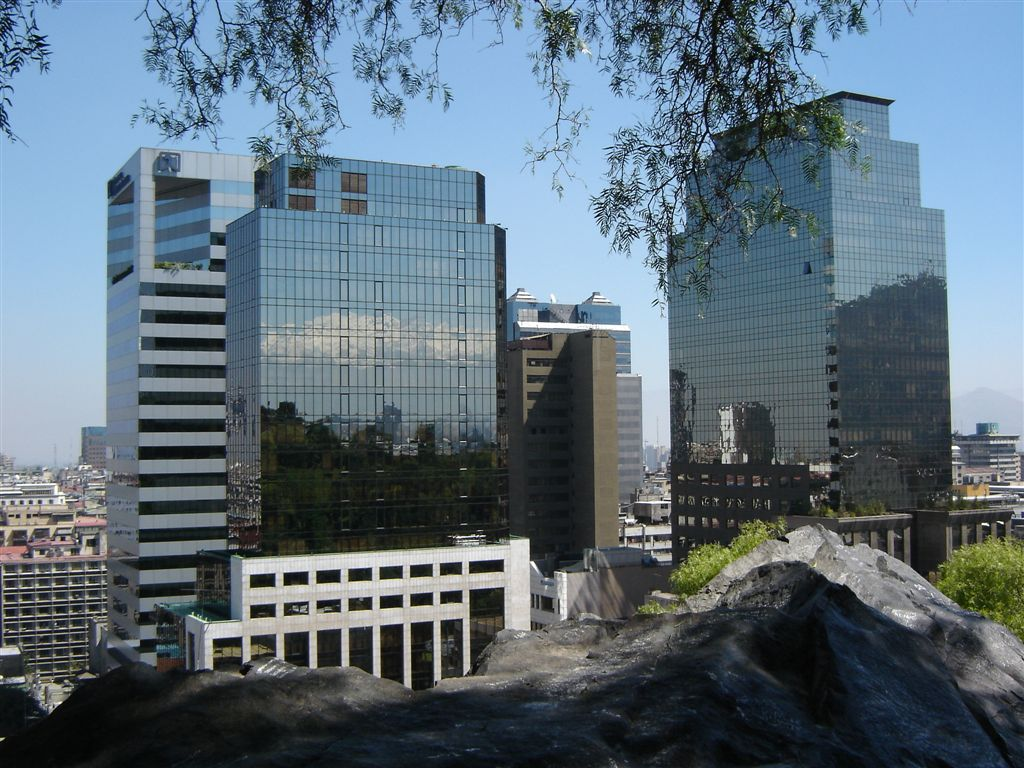
Edificis moderns en Santiago de Xile
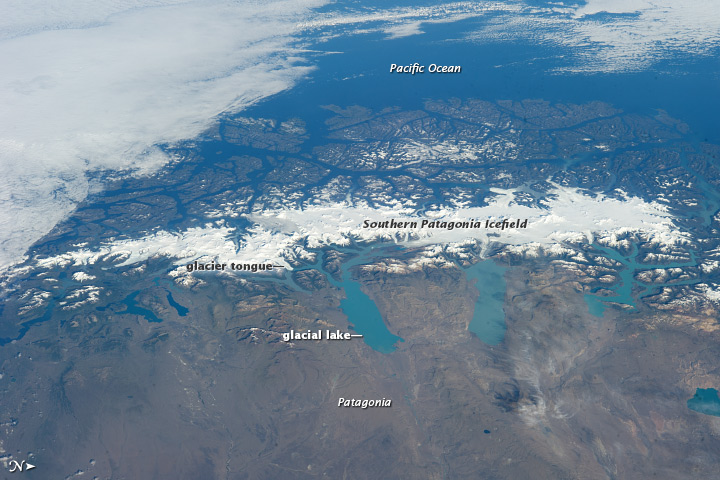
Camp de gel patagó sud

A més, s'inicien les primeres gestions per a un tractat de lliure comerç i d'associació amb la Unió Europea i, el 1994, Xile es converteix en membre de l'APEC, obrint la seva economia cap a la conca de l'Àsia-Pacífic, principalment al Japó i la Xina. La pobresa, en tant, va continuar amb el seu ritme descendent i, el 1998, va arribar al 21,7% de la població. En tant, es van construir diverses obres públiques al llarg del territori i es va iniciar el sistema de licitacions que va permetre la construcció de les primeres autopistes de nivell internacional al país.
No obstant això, a mitjans del seu mandat, comença la crisi financera asiàtica que afectarà en gran manera a la puixant economia xilena. Durant aquests mateixos anys, el país va haver d'enfrontar importants crisis ambientals: l'alta contaminació atmosfèrica a Santiago de Xile, el Terratrèmol Blanc de 1995 que va assolar el sud de Xile, les fortes sequeres de 1996 que van impedir la generació d'hidroelectricitat i el tall del subministrament a les principals ciutats, les inundacions de 1997 a la zona centre-sud i el terratrèmol de Punitaqui en aquest mateix any.
El creixement de Xile es va estancar (fins i tot el PGB va disminuir en un 1%) i l'atur va començar a augmentar, superant el 12% (el 1997, es mantenia propera a el 5%). Les decisions erràtiques del ministre Eduardo Aninat i del Banc Central van expandir l'efecte i la recessió s'establiria en els últims anys de govern d'Eduardo Frei.
Al mateix temps, una crisi política s'inicia al país després de la detenció, a la ciutat de Londres, d'Augusto Pinochet, qui el 1998 havia assumit com a senador vitalici després d'abandonar la Comandància de l'Exèrcit, a causa d'una ordre de captura internacional emanada del jutge espanyol Baltasar Garzón per assassinat i tortura de ciutadans d'aquesta nacionalitat durant el seu govern. La detenció de Pinochet va suposar una xafogor per a Xile, ja que al país ni tan sols havia estat processat per alguna causa. La postura oficial del govern llavors va ser que Pinochet havia de tornar al país per ser jutjat pels tribunals nacionals i no a Espanya o Suïssa, països que sol·liciten la seva extradició a Regne Unit. En tant, els partits polítics de dreta recolzen fortament a Pinochet, realitzant manifestacions en contra de la seva detenció a les ambaixades d'Espanya i el Regne Unit, i es produeixen alguns enfrontaments amb simpatitzants de la Concertació, els partits de l'ala progressista recolzen la reclusió de Pinochet.
Les gestions dels ministres de relacions exteriors José Miguel Insulza i, posteriorment, Juan Gabriel Valdés, pateixen avanços i retrocessos. La Cambra dels Lords revoca el novembre de 1999 una resolució d'un tribunal que acceptava la immunitat diplomàtica de Pinochet com a senador i expresident. L'exprimera ministra britànica Margaret Thatcher visita a Pinochet, que comença a patir de greus problemes de salut, i confessa que Xile havia donat suport a Regne Unit durant la Guerra de les Malvines (1982), conflicte en el qual Xile era neutral, el que va provocar reaccions de protesta de part del govern argentí. Tot i que el govern de Tony Blair volia que es jutgés a Pinochet, els exàmens neurològics verificaven la gravetat de l'estat de salut de Pinochet. Per evitar que el general morís a la Gran Bretanya, Jack Straw, ministre de Relacions Exteriors de Blair, decideix alliberar Pinochet el 2 de març de 2000 per «raons humanitàries». Pinochet torna a Santiago de Xile el dia 3 i s'aixeca de la seva cadira de rodes i aixeca el seu bastó en forma victoriosa, caminant uns metres per la pista d'aterratge de l'aeroport, irritant als polítics que estaven en contra del seu trasllat.
Durant aquests anys, la dreta va augmentar el seu suport de la mà de Joaquín Lavín, alcalde de Las Condes i una figura relativament nova en l'àmbit polític i que aconsegueix apropar-se a l'electorat popular. Aprofitant les deficiències dels governs de la Concertació en el període de crisi, Lavín aconsegueix posar en escac al candidat oficialista Ricardo Lagos, un dels principals líders de l'esquerra concertacionista durant l'època del plesbiscit, precandidat presidencial en les dues oportunitats anteriors i ministre d'Obres Públiques durant el govern de Frei. Lagos va ser nominat per la Concertació al derrotar en primàries obertes el democratacristià Andrés Zaldívar per més d'un 71% dels vots. En les eleccions del 12 de desembre de 1999, Ricardo Lagos obté un 47,96%, 31.140 vots més que Lavín (amb un 47,51%), mentre que Gladys Marín, candidata comunista, obté un 3,19%. La segona volta va ser fixada per al 16 de gener del 2000; es replanteja el grup de Lagos i ingressa Soledad Alvear, exministra de Justícia de Frei, com generalísima de campanya per apropar-seal vot de centre. Finalment, Lagos és elegit amb un 51,31% enfront d'un 48,69% del candidat de la UDI.

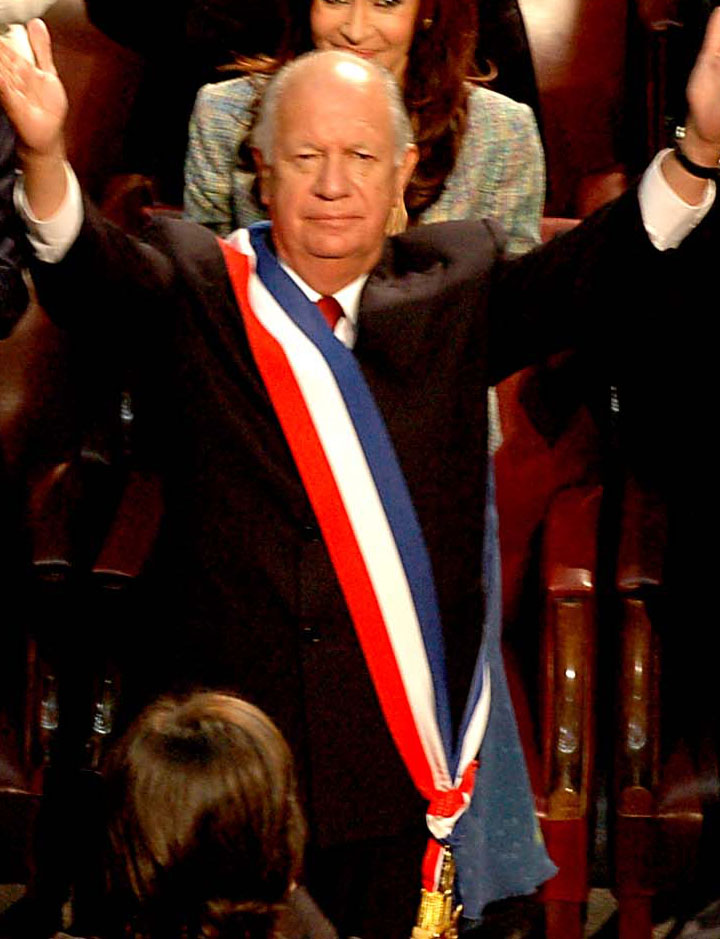
Ricardo Lagos

Ricardo Lagos assumeix el govern l'11 de març de 2000 i s'ha d'enfrontar a les conseqüències de la crisi financera asiàtica, de la qual el país no es recuperava, i del Cas Pinochet. Entre les seves prioritats destaquen la posada en pràctica de la Reforma Processal Penal i la reducció dels nivells d'atur. No obstant això, en els seus primers anys de govern, l'economia xilena no s'enlaira i els intents de reformes de govern de Lagos no són aprovats al Congrés o no tenen resultats favorables, com la reforma de la salut.
Durant l'any 2001, el coneixement de casos de corrupció relacionat amb la venda de revisions tècniques en Rancagua, en què es veu involucrat un subsecretari de govern i alguns parlamentaris de la Concertació, genera una espiral d'acusacions a el govern de Ricardo Lagos, especialment en relació al Ministeri d'Obres Públiques (Cas MOP-GATE, principalment). L'administració de Lagos comença a trontollar, especialment després de les eleccions parlamentàries d'aquest any que donen com a resultat gairebé un empat tècnic entre la Concertació i l'Aliança per Xile.
El govern passa per la seva pitjor crisi durant l'any 2002 i començaments de l'any 2003, on ha d'enfrontar un sense fi de crítiques per l'administració, però els avanços del govern en política exterior permetrien el seu repunt. Les xifres macroeconòmiques comencen a millorar, les que es veuen potenciades pels tractats de lliure comerç amb la Unió Europea, Corea de Sud i els Estats Units d'Amèrica, gestionats pel govern anterior i segellats per Alvear. Aquests eleven la capacitat exportadora de país, recuperant Xile el creixement que tenia la dècada anterior, tot i que no s'aconsegueixen pal·liar les xifres d'atur (que voregen el 8%) i la desigualtat en l'ingrés no varia substancialment. A això es va sumar l'ingrés de Xile com a membre del Consell de Seguretat de les Nacions Unides, el que enfronta el país respecte de donar suport o no als Estats Units d'Amèrica en els seus plans d'envair l'Iraq; Lagos, tot i la pressió exercida pel govern de George W. Bush, dona un important gest d'autonomia al rebutjar la proposta, tal com ho esperava la majoria de la població. Al començament de 2004, Lagos s'ha d'enfrontar públicament al President de Bolívia, Carlos Mesa, després que aquest exigís una sortida a la mar per al seu país considerant la precària situació econòmica i política que vivia el país, i després enfronta altres problemes amb Hugo Chávez i Néstor Kirchner. El fort emplaçament al president bolivià i l'actitud utilitzada enfront dels altres mandataris van ser reconeguts per l'opinió pública xilena, augmentant ràpidament la valoració positiva de Ricardo Lagos, que va acabar el seu mandat amb un 59% d'aprovació en l'enquesta del Centre d'Estudis Públics (CEP).
La crisi que feia presagiar fins i tot un final abrupte del govern desapareix i la Concertació comença a ressorgir. Els pronòstics que donaven a Joaquín Lavín com segur guanyador de les properes eleccions presidencials comencen a variar substancialment amb l'arremesa de dues ministres, Soledad Alvear i Michelle Bachelet. Bachelet, que havia assumit originalment el Ministeri de Salut, passa l'any 2002 al Ministeri de Defensa Nacional, sent la primera dona de Llatinoamèrica a ostentar aquest càrrec. Durant la seva administració, les relacions cívic-militars comencen a recompondre després d'anys de deteriorament des de 1973. Sota el mandat del general Juan Emilio Cheyre, l'exèrcit reconeix les violacions dels drets humans i el Govern lliura els resultats de la Comissió Valech sobre tortura durant la dictadura militar. En tant, Pinochet és processat per diversos casos de violacions als drets humans, però és sobresegut pel seu diagnòstic de demència senil. Durant l'any 2004, investigacions als Estats Units demostrarien que Pinochet va guardar diversos milions de dòlars al Banc Riggs i, el 2005, seria detingut per evasió fiscal i falsificació de material públic. La situació judicial de Pinochet, la normalització de les relacions amb l'Exèrcit i la promulgació d'una sèrie de reformes constitucionals el 2005 que eliminen els últims vestigis de la dictadura, s'han considerat per alguns especialistes com la fi de el període de la Transició.
El govern de Lagos es va caracteritzar en un ampli desenvolupament d'obres vials, creant-se les primeres autopistes urbanes del país, noves línies del Metre de Santiago, el Metre de Valparaíso, i la inauguració del nou Biotrén. En la política, es produeix un descens en el suport a l'Aliança, aparentment després del Cas Spiniak, el que permet una recuperació de l'oficialisme, demostrat en els resultats de les eleccions municipals del 31 d'octubre de 2004 (47,9% per a la Concertació i el 37,7% per a l'Aliança en l'elecció de regidors). Les figures d'Alvear i Bachelet comencen a augmentar el seu suport en enquestes i, al començament de l'any 2005, ambdues avantatgen a Lavín, el candidat de l'Aliança. La Concertació decideix un procés de primàries entre les seves dues candidates, mentre a l'Aliança comencen a sorgir veus dissidents pel que fa a la candidatura de Lavín, les que finalment desemboquen en la designació de Sebastián Piñera com a candidat de Renovació Nacional, el 14 de maig. Davant el baix suport en les enquestes sobre les primàries, Alvear declina la seva candidatura, per la qual cosa Bachelet és elegida com a representant del conglomerat oficialista.
Bachelet corre com a favorita, però amb el transcurs dels mesos, Piñera comença a prendre avantatge i finalment supera lleument a Lavín en les eleccions presidencials de l'11 de desembre. Tot i que la Concertació aconsegueix en les eleccions parlamentàries per primera vegada una majoria a les dues cambres, la seva candidata a la primera magistratura obté un 45.96%. A causa d'aquests resultats, Piñera i Bachelet van haver d'enfrontar-se el 15 de gener de 2006 en una segona volta, a les quals Bachelet va recuperar gran part del seu electorat fugitiu de la primera volta, sent electa amb el 53,5% de les preferències. Va assumir el càrrec de presidenta de la República l'11 de març de 2006, convertint-se en la primera dona a ostentar aquest càrrec al país.

### Les presidències de Michelle Bachelet i Sebatián Piñera
Tot i l'alta popularitat amb què va assumir, Bachelet va enfrontar un dur escenari en el seu primer any de govern. Al maig de 2006, les protestes d'un grup d'estudiants de secundària exigint diverses mesures i reformes per millorar la qualitat de l'educació, denominada Revolució dels pingüins, es va estendre, aconseguint el seu clímax el 30 de maig quan entre 600.000 i 1.000.000 d'estudiants al llarg de tot el país es trobaven en marxes, aturades o ocupacions. Tals esdeveniments van generar una crisi política, per la qual cosa Bachelet va decidir reemplaçar a tres ministres d'Estat, incloent al d'Interior, i va anunciar diverses mesures que ajudarien a decantar les mobilitzacions; tot i així, el cost polític va ser important, provocant una baixa en la seva aprovació pública.

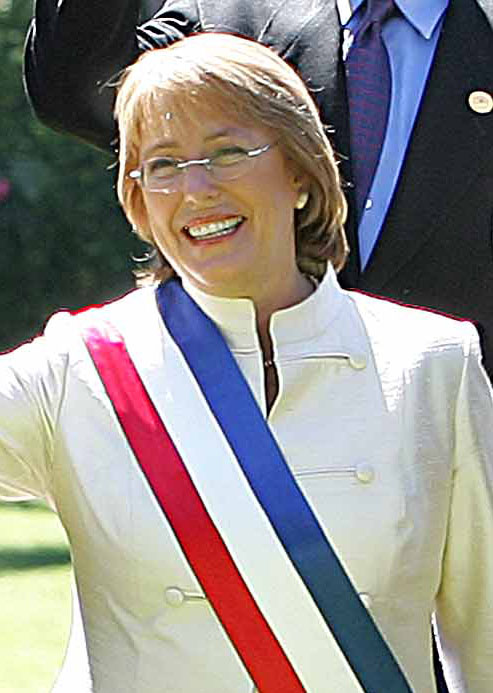
Michelle Bachelet va ser investida com a presidenta de Xile dues vegades
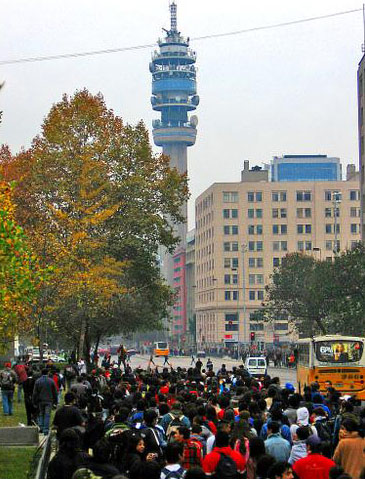
La Revolució dels pingüins va ser la primera d'una sèrie de crisi que va enfrontar Michelle Bachelet en el seu primer any de govern

A finals de 2006, el descobriment d'una sèrie de fets de corrupció a Chiledeportes (Institut Nacional d'Esports de Xile) van ser directament associats a alguns membres de la Concertació, mentre que es van aprofundir les diferències entre els parlamentaris de l'ala més esquerrana i els sectors més conservadors de la coalició de govern, a causa d'algunes mocions vinculades a l'avortament o a la relació amb el president de Veneçuela, Hugo Chávez.
El 10 de febrer de 2007, el pla Transantiago (la Xarxa Metropolitana de Mobilitat de Santiago de Xile) va debutar finalment en plenitud, però una sèrie d'errors de disseny i implementació, al que s'hauria sumat l'incompliment de certs empresaris, va provocar una nova situació d'emergència. El caos generat durant els primers mesos va provocar un nou augment en el descontentament de la població, davant la qual cosa Bachelet va realitzar un públic mea culpa i un nou ajust en el seu gabinet. Amb el pas dels anys, el projecte va presentar millores amb més recorreguts i microbusos en els carrers de la capital xilena, normalitzant la situació.
La crisi del Transantiago més els problemes que arrossegava la Concertació van generar una crisi en aquesta. Alguns dissidents del Partit per la Democràcia van renunciar i van formar ChilePrimero, mentre Adolfo Zaldívar va ser expulsat del Partit Demòcrata Cristià per donar suport a la dreta respecte al finançament del Transantiago. Zaldívar i els seus seguidors van pactar amb l'Aliança per dirigir el Congrés, assumint el primer com a President del Senat i després com a president del Partit Regionalista Independent (PRI). La Concertació es va convertir en minoria i va haver d'enfrontar una acusació constitucional que va acabar amb la destitució de Yasna Provoste, ministra d'Educació.
Enmig de la crisi política, l'economia xilena va tenir un fort creixement i l'alça en el preu del coure en els mercats internacionals va generar importants excedents en la Corporació Nacional del Coure de Xile (CODELCO), que van permetre un augment en la despesa social. Bachelet va implementar la principal reforma del seu mandat, la Reforma previsional, que assegurava pensions a tots els xilens de baixos recursos, així com un augment en la cobertura de l'educació preescolar. L'enquesta CASEN va confirmar els avenços econòmics en la reducció de la pobresa, que va arribar a el 13% cap el 2006. No obstant això, gran part dels excedents de coure van ser reservats pel ministre d'Hisenda Andrés Velasco, malgrat el rebuig de gran part de l'opinió política.
Les altes expectatives econòmiques es van veure bruscament frenades per l'esclat de la crisi econòmica mundial de 2008, que va impactar fortament l'economia xilena. L'atur va augmentar per sobre el 10% el 2009 i el creixement va arribar xifres negatives aquest mateix any. Malgrat les males xifres, les accions empreses per Velasco utilitzant els recursos del coure van permetre que la crisi no impactés de la mateixa manera que com va passar amb la crisi asiàtica del 1999. La ciutadania va valorar les accions executades pel govern i la popularitat de Bachelet va pujar ràpidament, arribant fins a superar el 80% d'aprovació a finals de 2009, igual que la de Velasco, que es va convertir en el membre més valorat del gabinet.
No obstant això, això no va ser suficient per millorar la situació de la Concertació, que va enfrontar una perllongada crisi interna. Les eleccions municipals de 2008 van lliurar una victòria a l'Aliança, que es va reconfigurar el 2009 per formar la Coalició pel Canvi, junt amb ChilePrimero i altres exmembres concertacionistas. La Coalició va aixecar la figura de Sebastián Piñera com a candidat presidencial; la Concertació, en tant, va triar a l'expresident Eduardo Frei Ruiz-Tagle com el seu candidat, el que va motivar l'èxode del socialista Jorge Arrate, ungit com a candidat del pacte esquerrà Juntos Podemos, i de Marco Enríquez-Ominami, un diputat socialista de 36 anys que es va inscriure com a independent. Amb la centreesquerra dividida al voltant de tres candidats, Piñera va aconseguir fàcilment guanyar la primera volta presidencial el 13 de desembre de 2009 amb el 44,06% dels vots, seguit per Frei amb el 29,6% dels vots. L'esquerra va intentar rearticular voltant de Frei; encara que Arrate va donar suport immediatament a Frei, Enríquez-Ominami, que va obtenir una mica més del 20% dels vots, es va mantenir crític de la figura concertacionista i només va lliurar el seu suport a Frei quatre dies abans de la segona volta. Piñera, capitalitzant la urgència d'un canvi que gran part de la ciutadania manifesta, va aconseguir finalment la victòria el 17 de gener de 2010 amb un 51,61% dels vots mentre Frei va arribar al 48,39%.

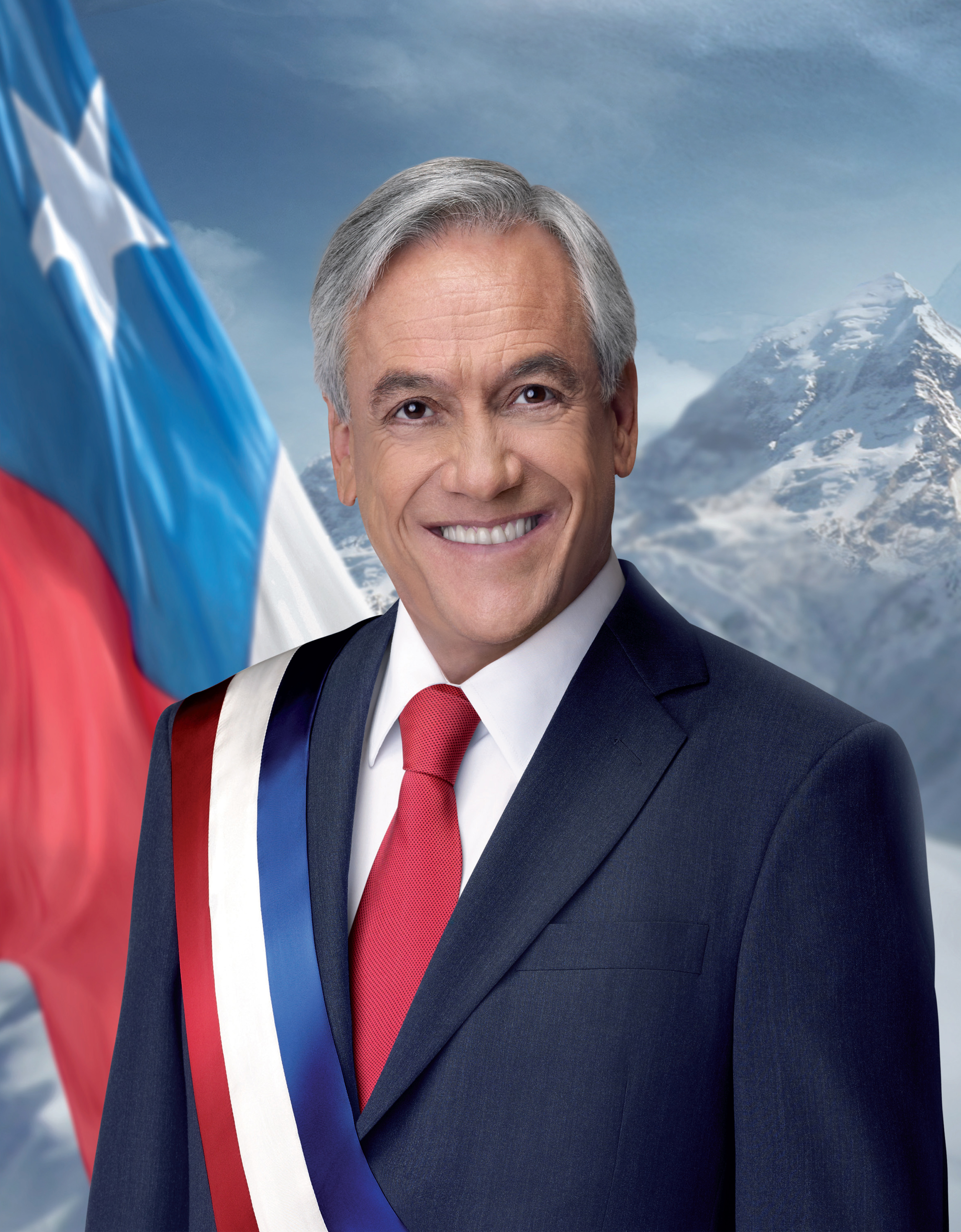
Sebastián Piñera va guanyar les eleccions presidencials de 2010, basant la seva campanya a la idea de canvi després vint anys de govern de la Concertació
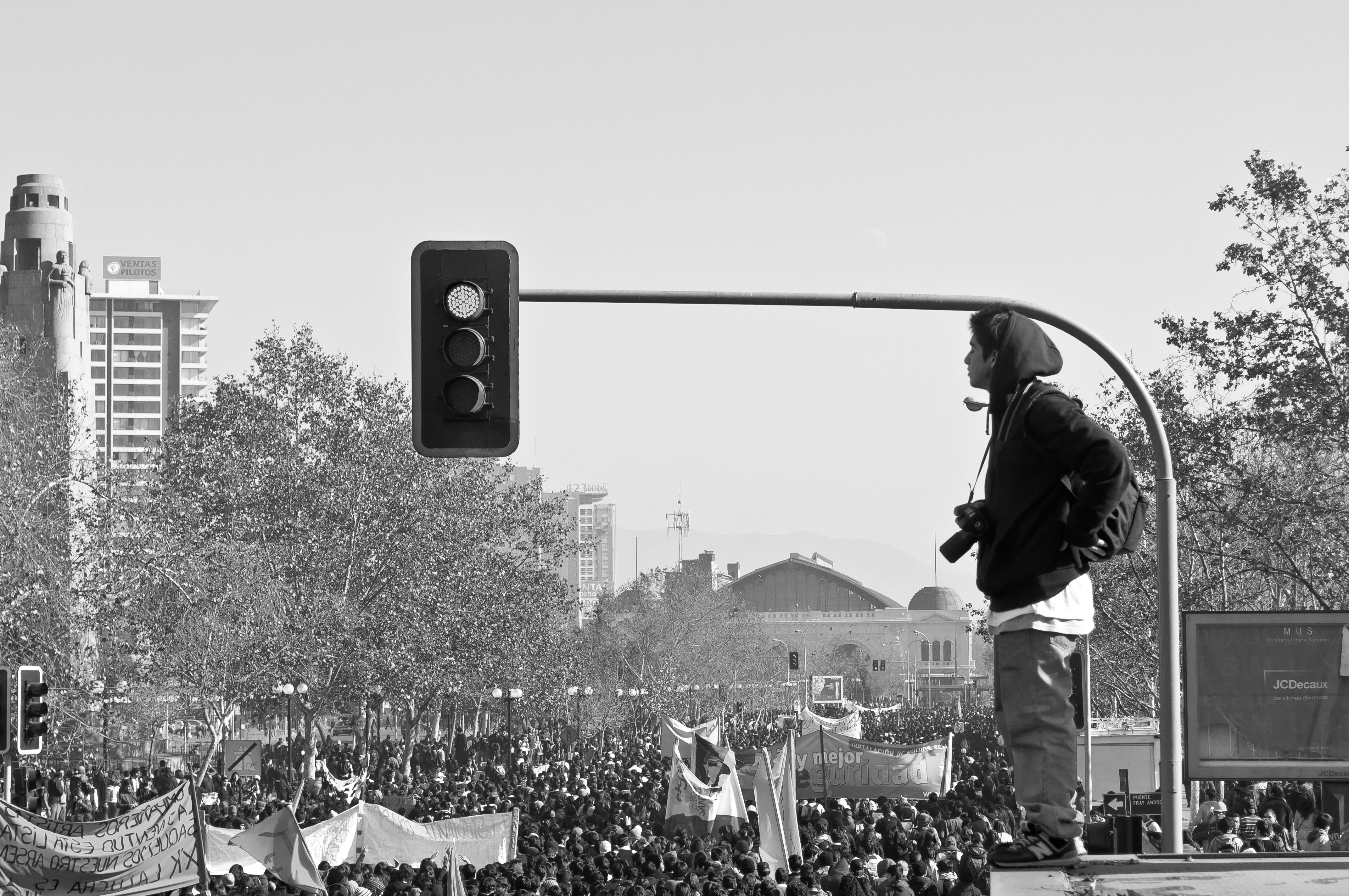
Durant el primer govern de Sebastián Piñera va tenir una gran mobilització d'estudiants universitaris que exigien, entre altres coses, educació superior gratuïta i de qualitat per a tothom

El 27 de febrer de 2010, un violent terratrèmol de magnitud 8,8 MW va afectar les regions de centre-sud de Xile, seguit d'un sisme submarí, que va deixar danys milionaris en ciutats com Talca, Constitución i la Gran Concepción. Enmig de les tasques humanitàries realitzades a la zona afectada, Bachelet va lliurar el comandament a Piñera l'11 de març, posant fi a vint anys de govern de la Concertació.
El 2010 van tenir lloc el Bicentenari de Xile i l'accident a la mina San Jose 2010, que va acabar amb el rescat dels 33 miners.

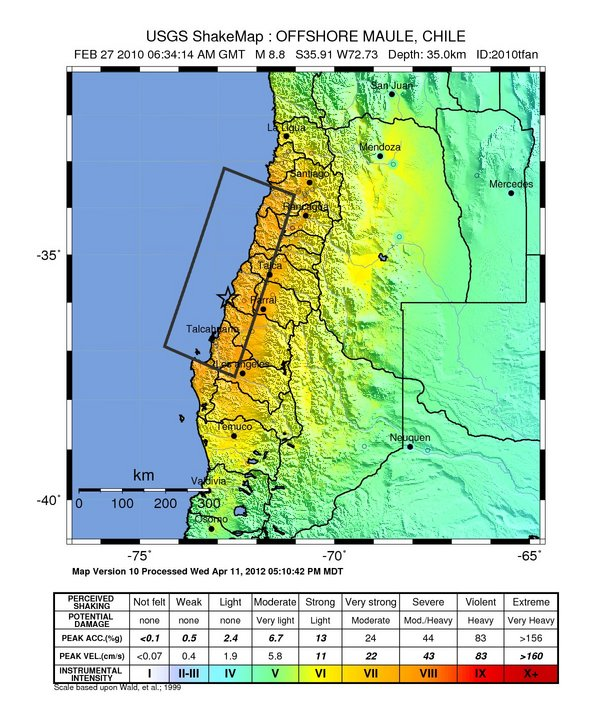
Mapa de la intensitat sísmica del terratrèmol de Xile de 2010 elaborat per l'USGS. Aquest sisme és considerat com el segon més fort en la història de Xile i el vuitè més fort registrat per la humanitat
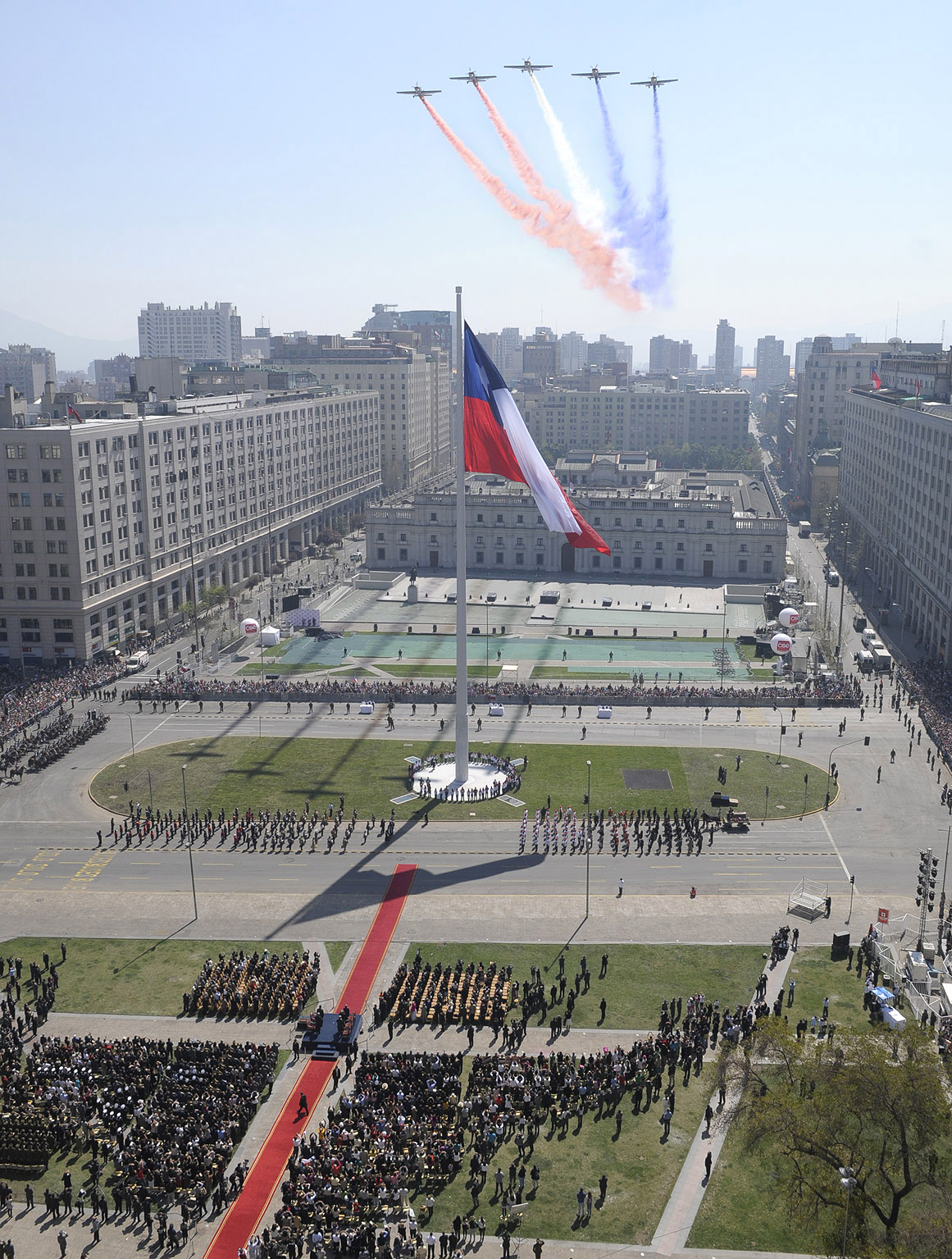
Inauguració de la Bandera del Bicentenari a la Plaça de la Ciutadania, un dels principals símbols commemoratius del Bicentenari de Xile
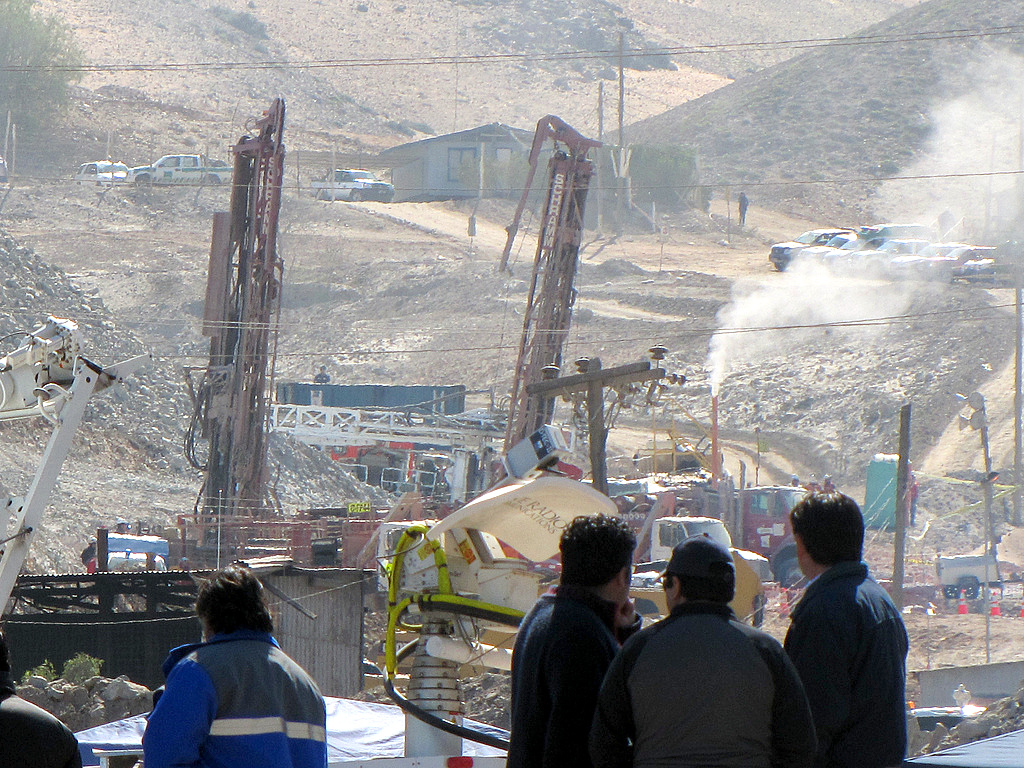
Vista de la mina San José de Copiapó durant les tasques de rescat de 33 miners el 2010

El 2011 es va veure marcat per les protestes a Magallanes contra de HidroAysén i la Mobilització estudiantil a Xile de 2011-2013.
El 2012, van ocórrer les protestes d'Aysén, la mort de Daniel Zamudio (que va reviure el debat sobre la inexistència d'una llei contra els delictes d'odi a Xile), i la discriminació contra les minories sexuals en diverses esferes de la societat, i es van realitzar el cens d'aquest any i les Eleccions municipals.
L'any 2014, Michelle Bachelet assumeix per segona vegada el mandat de la presidència. L'elecció presidencial va ser disputada per nou candidats, una xifra inèdita en la història electoral de Xile. A la primera volta, Michelle Bachelet de la Nova Majoria va obtenir el 46,70% dels vots vàlidament emesos i es va enfrontar en segona volta a la candidata de l'Aliança, Evelyn Matthei, que va arribar al 25,03%. En la segona volta entre totes dues, Bachelet va arribar al 62,16%, mentre Matthei va aconseguir el 37,83%, amb una participació del 41,98% dels electors. Amb aquests resultats, Bachelet es va convertir en la primera dona reelecta en la història de Xile. El segon govern de Bachelet va estar marcat pels contrastos entre tragèdies i bones notícies: el gran incendi de Valparaíso és el pitjor esdeveniment d'aquest tipus en la història de Xile. Va seguir l'atemptat de l'estació de metro Los Dominicos (i degut això es va crear una llei antiterrorista.
Durant el 2015 van aparèixer quatre escàndols: Cas Penta, Cas Caval, el cartell del confort (on CMPC i SCA es van posar d'acord per enganyar la audiència), i la corrupció a la FIFA (on Sergio Jadue va rebre un suborn durant meitat de la Copa Amèrica 2015). En aquest any, Xile va obtenir dos títols de la Copa Amèrica 2015 i Centenari, i un segon lloc a la Copa confederacions, el que va convertir en el millor equip d'Amèrica en l'àmbit del futbol 
El 2016 va aparèixer el Cas AC Inversions, el va fer sortir a la llum altres casos judicials sobre estafes de tipus piramidal. També es va produir el terratrèmol de Nadal a Chiloé amb magnitud 7,8 MW i la mort del president Patricio Aylwin.
El 2017 es va produir una sèrie d'incendis forestals a les zones centre i sud, el que va convertir en el pitjor gran incendi de Xile. Un inusual tornado va deixar obstruïda la carretera que unia Limache i Quillota. Es promulga la llei d'avortament. S'emet la Teletón 2017 i en simultani les eleccions presidencials a on Sebastián Piñera va ser elegit per segona vegada. En eleccions parlamentàries de 2017, originalment es troben els partits de l'esquerra (majoritàriament controlats per la Nova Majoria) i els de la dreta (majoritàriament controlats per Chile Vamos), però va aparèixer el Front Ampli i donarà una tercera opció al congrés.
L'any 2018, Sebastián Piñera assumeix per segona vegada el mandat de la presidència. A la fi d'aquest any, es crea la regió de Ñuble.

L'any 2019 van tenir lloc les protestes a Xile més grans des del retorn de la democràcia. Entre les demandes de la societat es troba la creació d'una assemblea constituent per tal de canviar la Constitució de 1980.

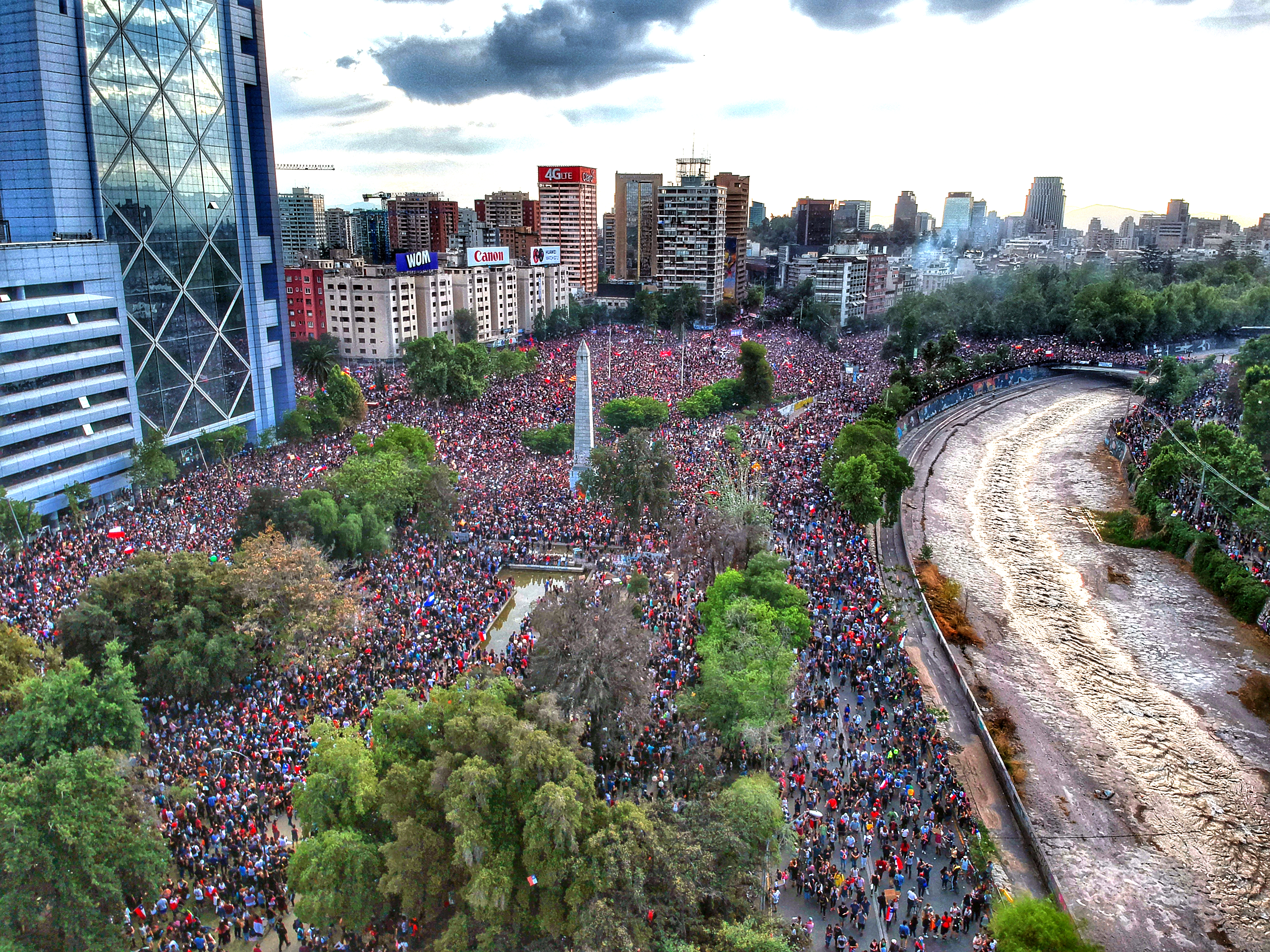
La Marxa més gran de Xile, protesta massiva de 2019 en on es van convocar més d' 1.200.000 persones a la plaça Baquedano, sent reconeguda com una de les manifestacions públiques més grans en la història de Xile
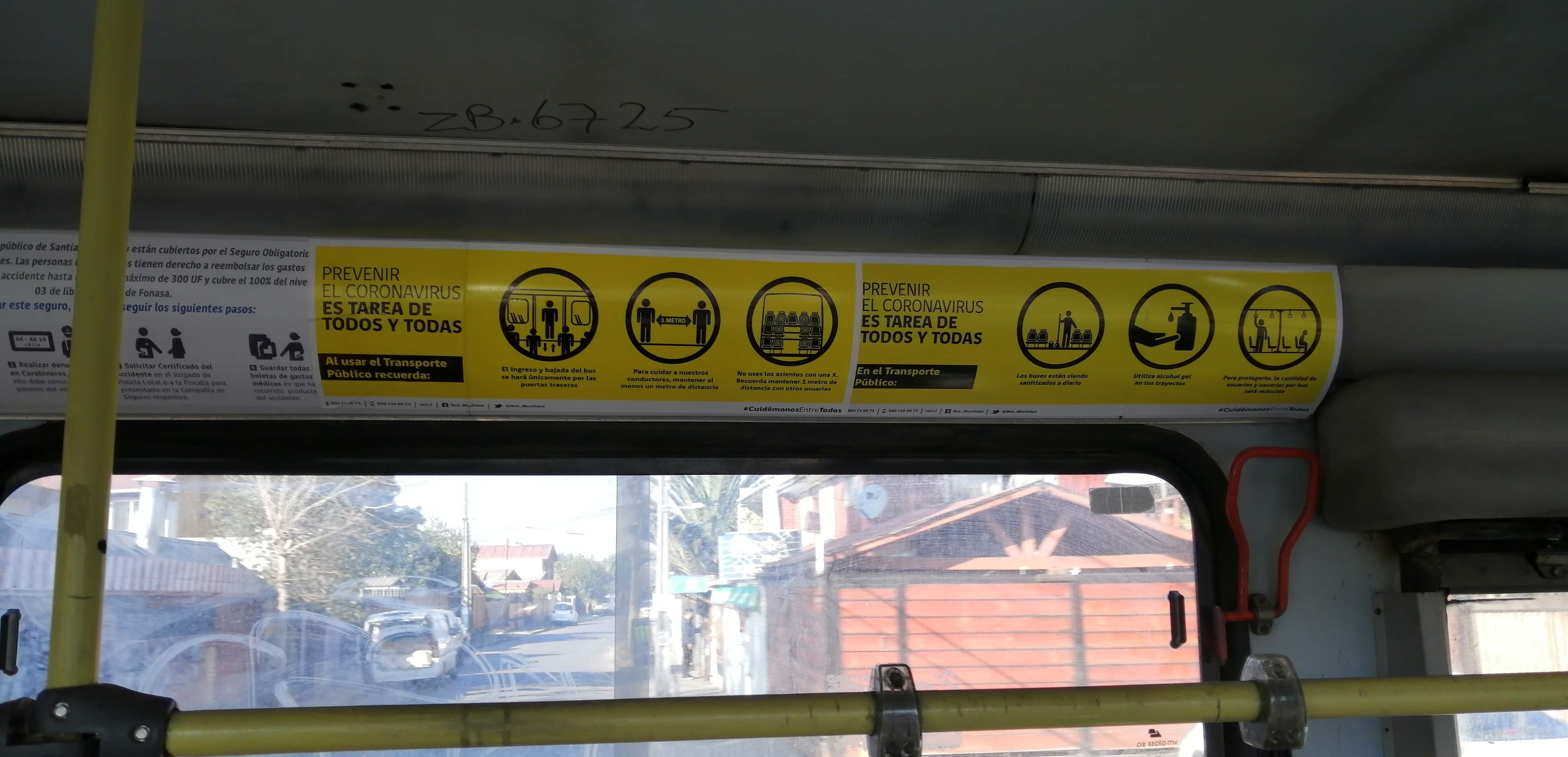
Cartells informatius sobre el COVID-19 en el transport públic
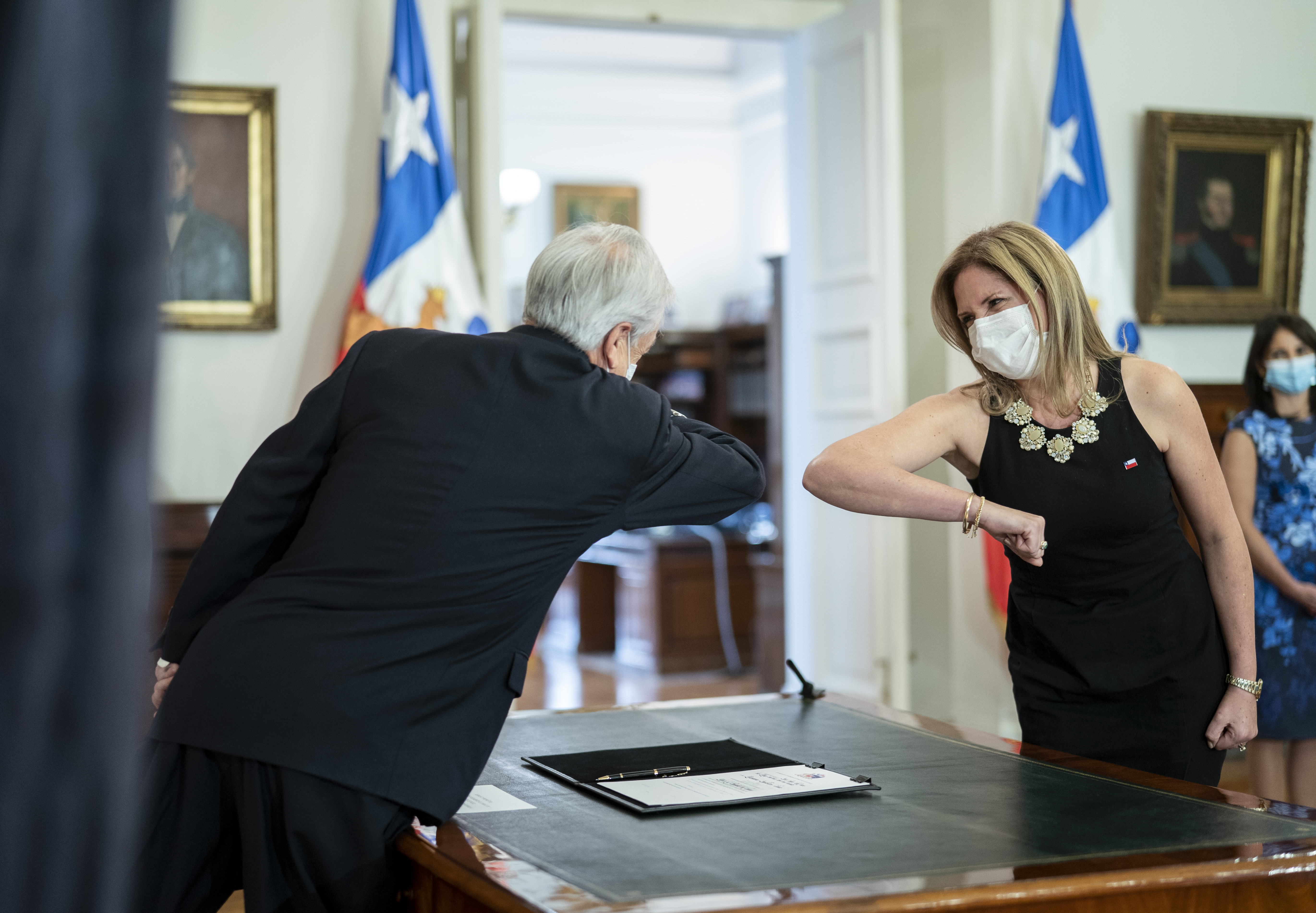
Macarena Santelices saluda amb els colzes a Sebastián Piñera durant el seu jurament com a ministra de la Dona i l'Equitat de Gènere (6 de maig de 2020)

Aquests esdeveniments sociopolítics, sumat a la dura crisi provocada per la pandèmia de COVID-19 a partir de març de 2020, dificulten l'inici d'una nova etapa històrica a Xile.